# Seine-Saint-Denis
La Seine-Saint-Denis (prononciation : /sɛn sɛ̃ də.ni/) est un département français limitrophe de Paris (nord-est) et inclus dans la métropole du Grand Paris. Il appartient  à la petite couronne de la région Île-de-France. L'INSEE et La Poste lui attribuent le code 93.
Les habitants de la Seine-Saint-Denis se nomment les Séquano-Dionysiens.

## Géographie
La Seine-Saint-Denis est située au nord-est de Paris. Sa superficie est de 236 km2, ce qui en fait l'un des plus petits départements français. La Seine-Saint-Denis forme avec les deux autres petits départements limitrophes de Paris (les Hauts-de-Seine et le Val-de-Marne) la petite couronne de la région parisienne.
Elle est située dans le Bassin parisien et comprend une part importante du Pays de France. Le département est essentiellement constitué par un bas plateau, la Plaine de France, structuré par les larges vallées de la Seine et de la Marne et surmonté par un relief de buttes-témoins, avec le plateau de Romainville, culminant à 131 m aux Lilas, prolongement oriental de la colline de Belleville - Ménilmontant, le plateau de Vaujours, culminant à 130 m de hauteur, et le plateau d'Avron (115 m), qui matérialisent l'extrémité du massif de l'Aulnoye ou celle du plateau de la Brie. Ces derniers sont séparés par les dépressions de Gagny et de Rosny-sous-Bois, qui correspondent à un ancien lit de la Marne. Au nord du département se trouve la Butte-Pinson, qui annonce les premiers contreforts du plateau de Montmorency,.

### Géologie

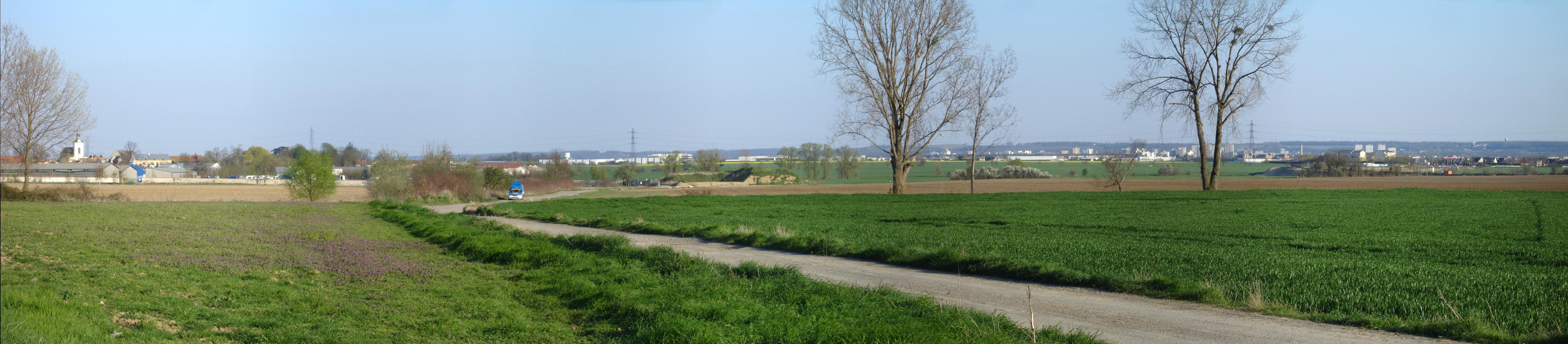
Vue panoramique de Tremblay-en-France illustre le contraste présenté par la Plaine de France, juxtaposition de vieux villages ruraux et de villes très urbanisées.

La géologie du département est celle, sédimentaire, du Bassin parisien. Une succession d'horizons argilo-marneux s'intercalent dans des formations marno-calcaires, ou calcaires (comme les calcaires de Saint-Ouen-sur-Seine ou ceux de Brie), souvent gypseuses, qui ont longtemps été exploitées dans des carrières de pierre à plâtre à ciel ouvert ou en galerie (à Romainville, Rosny-sous-Bois ou Gagny, par exemple). Aujourd'hui, seuls les gypses du massif de l'Aulnoye, sur le plateau dominant Vaujours et Coubron, font encore l'objet d'une exploitation destinée aux usines Placoplatre de Vaujours.

### Hydrographie

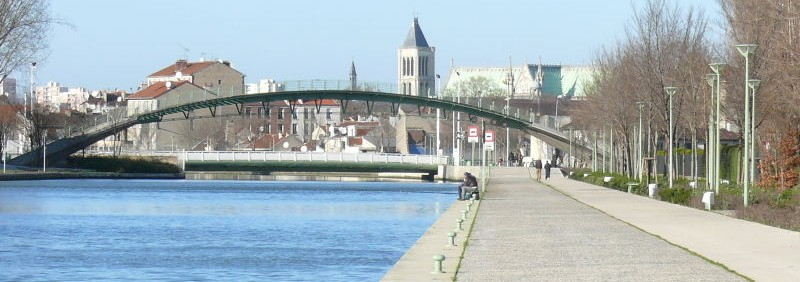
Vue du canal Saint-Denis dans la ville de Saint-Denis, avec au fond la basilique.

Le département est limité au nord-ouest par la Seine, à la hauteur de la boucle de Gennevilliers. Il est traversé par la Marne dans son extrémité sud-est. Deux canaux construits au début du XIXe siècle par la Ville de Paris, le canal de l'Ourcq et le canal Saint-Denis, et le canal de Chelles inauguré en 1865 pour faciliter la navigation de Vaires-sur-Marne à Neuilly-sur-Marne, l'irriguent également.

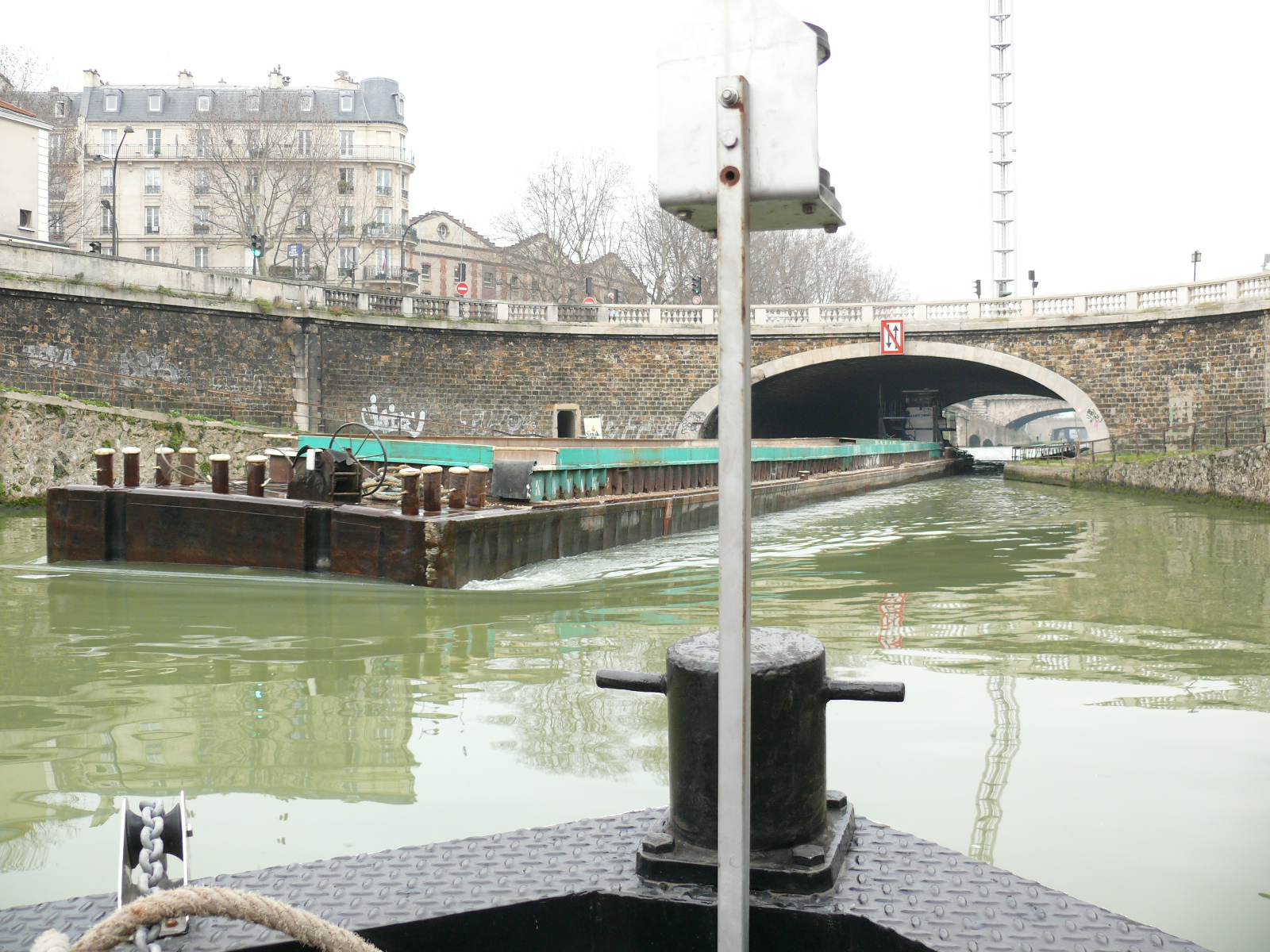
Une barge franchit le pont de Flandre vers l'écluse no 1 du canal Saint-Denis.
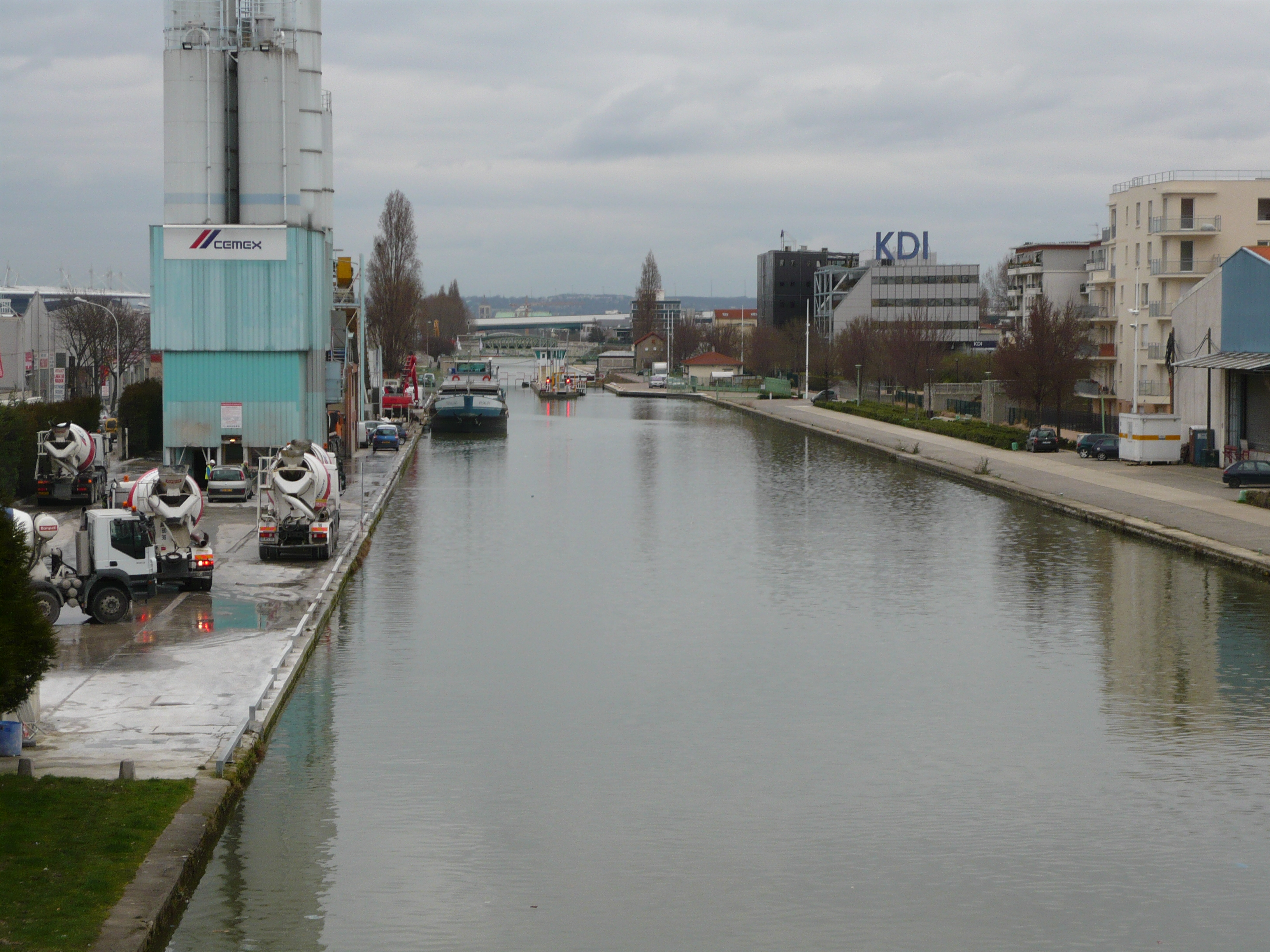
Le canal Saint-Denis vu d'Aubervilliers au pont de Stains.
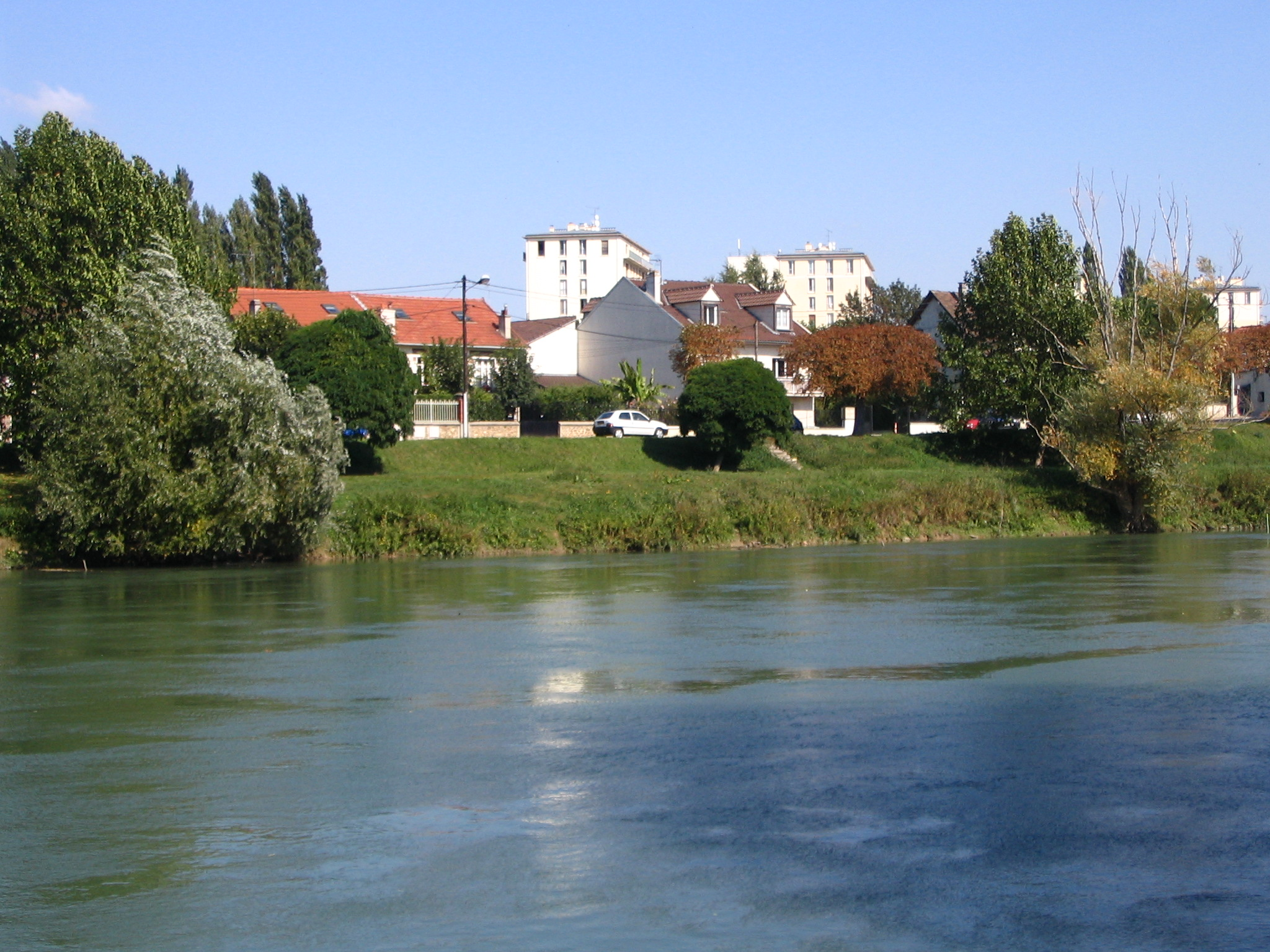
La Marne à Gournay-sur-Marne.
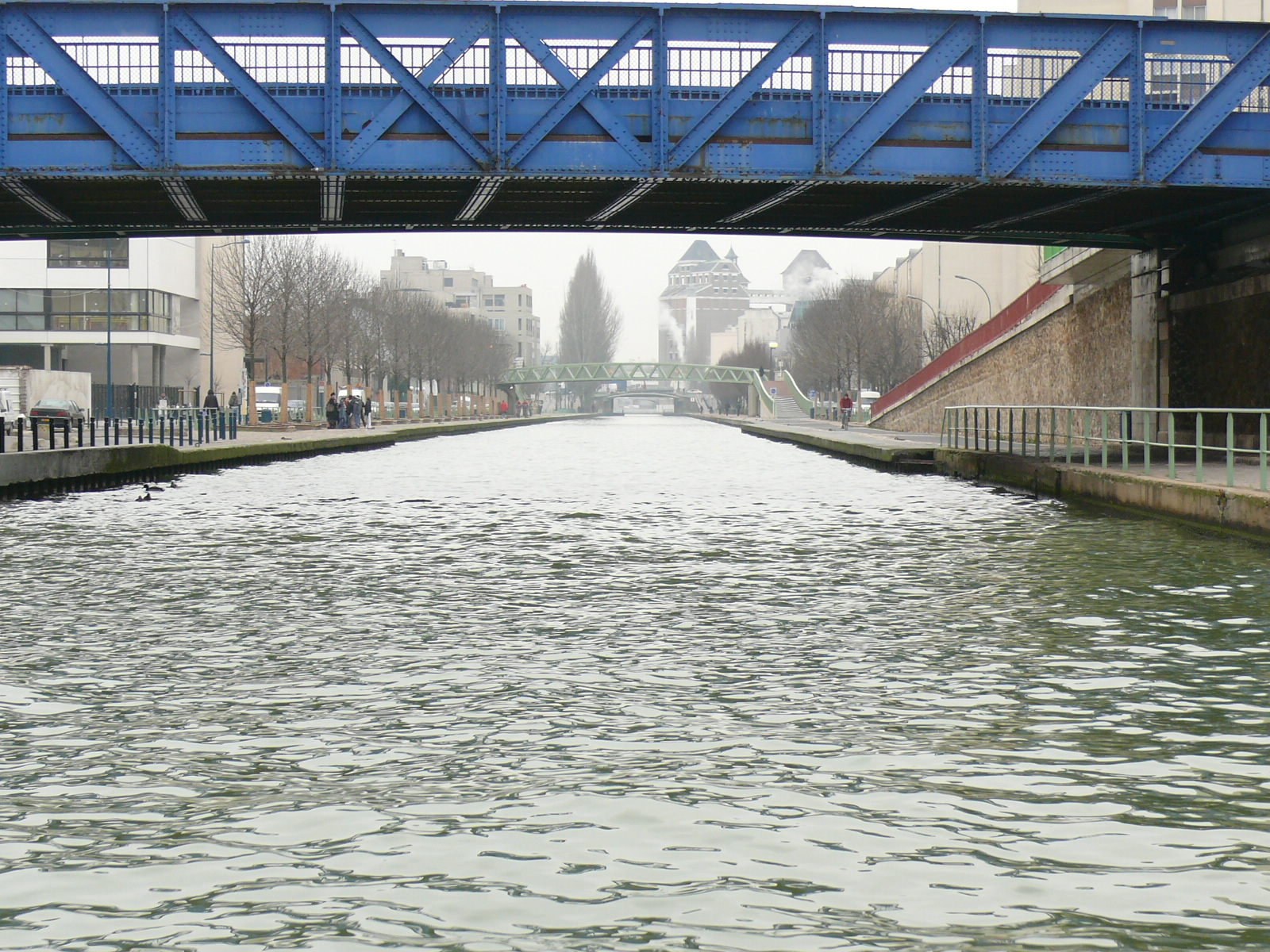
Le canal de l'Ourcq à Pantin. Au fond, la silhouette des Grands Moulins de Pantin.
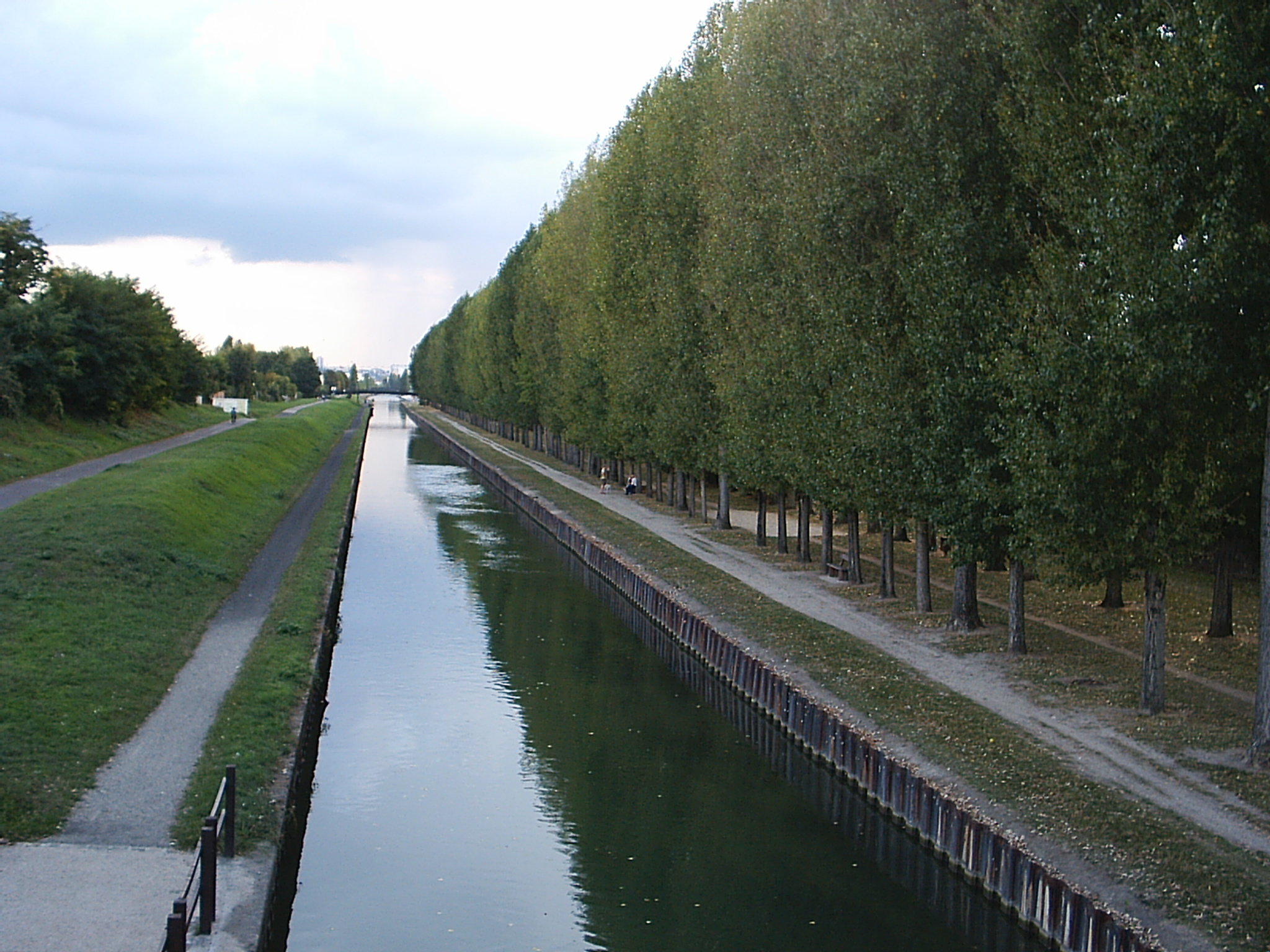
Canal de l'Ourcq à Aulnay-sous-Bois.

Le département compte de nombreux ouvrages de canalisation ou de bassin de rétention des eaux de pluie. Un des derniers secteurs non aménagés à Gagny autour du ru Saint-Baudile est mis en chantier en 2022 pour une livraison en 2024.

### Climat
Le climat de la Seine-Saint-Denis est semblable au climat de Paris. Le département, comme toute l'Île-de-France, est soumis à climat de type océanique dégradé, l'influence océanique l'emportant sur celle continentale. De manière générale, les étés sont plutôt frais. (18 °C en moyenne), et les hivers sont plutôt doux (6 °C en moyenne) avec des pluies de même importance en toute saison (en hauteur de précipitations) et des pluies plus faibles (647 millimètres) que sur les côtes.
La localisation du département au sein de l'espace très densément urbanisé de l'agglomération parisienne explique une très légère élévation de la température d'un ou deux degrés en fonction des conditions climatiques par rapport aux zones rurales d'Île-de-France, en particulier par temps calme et anticyclonique. Cet écart est particulièrement notable au lever du jour, et a tendance à s'accentuer au fil des années. La température moyenne annuelle est de 11 °C, le mois le plus le froid est janvier avec +4,7 °C ; les mois les plus chauds sont juillet et août avec +20 °C (moyenne journalière). Le nombre moyen de jours où la température dépasse 25 °C est de 43, dont 9 au-delà de 30 °C.
| Mois                                       | Janv | Fév  | Mars  | Avr   | Mai   | Juin  | Juil  | Août  | Sept  | Oct   | Nov  | Déc  | Année  |
| ------------------------------------------ | ---- | ---- | ----- | ----- | ----- | ----- | ----- | ----- | ----- | ----- | ---- | ---- | ------ |
| Températures minimales moyennes (°C)       | 0,9  | 1,3  | 2,9   | 5     | 8,3   | 11,2  | 12,9  | 12,7  | 10,6  | 7,7   | 3,8  | 1,7  | 6,6    |
| Températures moyennes (°C)                 | 4    | 4,5  | 7,3   | 9,7   | 13,7  | 16,5  | 18,9  | 18,8  | 15,5  | 11,5  | 7    | 5    | 11,9   |
| Températures maximales moyennes (°C)       | 6    | 7,6  | 10,8  | 14,4  | 18,2  | 21,5  | 24    | 23,8  | 20,9  | 16    | 10,1 | 6,8  | 15     |
| Moyennes mensuelles de précipitations (mm) | 54.3 | 46.1 | 53.5  | 46.5  | 63.3  | 57.8  | 53.6  | 51.6  | 53.8  | 55.5  | 55.8 | 55.6 | 647.3  |
| Moyennes mensuelles d'ensoleillement (h)   | 55.6 | 87.5 | 129.4 | 172.8 | 201.4 | 218.8 | 239.1 | 221.1 | 173.3 | 125.8 | 75.2 | 50.6 | 1749.5 |

## Histoire

Ancien département de la Seine dont une partie a permis de créer la Seine-Saint-Denis (en vert).

Le département de la Seine-Saint-Denis a été créé le 1er janvier 1968, en application de la loi du 10 juillet 1964, par le décret d'application du 25 février 1965, à partir de la partie nord-est de l'ancien département de la Seine (24 communes formant jusqu'au 31 décembre 2016 les arrondissements de Bobigny et de Saint-Denis) et d'une petite portion de celui de Seine-et-Oise (16 communes formant la majeure partie de l'actuel arrondissement du Raincy).
Il hérite du code postal « 93 », autrefois dévolu au département de Constantine. Sa préfecture est Bobigny. La Seine-Saint-Denis possède un riche patrimoine archéologique.

### Archéologie
Le territoire de la Seine-Saint-Denis compte plus de 400 sites archéologiques, les plus remarquables se trouvent à Saint-Denis ainsi qu'à Tremblay-en-France, qui compte 20 % des sites sur son seul territoire. Une agglomération antique a été découverte à Gournay-sur-Marne et des vestiges de faune du paléolithique dans les sablières de Montreuil en 1860. Des sépultures néolithiques sont mises au jour à Neuilly-sur-Marne. Les plus anciennes traces de la présence humaine sont deux bifaces réalisés par homo erectus il y a 300 000 ans, exhumés respectivement à Neuilly-sur-Marne et Noisy-le-Sec.
Des outils attribuables aux chasseurs du paléolithique moyen montrent une présence à Clichy-sous-Bois, Saint-Ouen, Tremblay-en-France et Villepinte vers de 150 000 à 30 000 ans avant notre ère. Des vestiges d’habitat de l'âge du bronze et l'âge du fer, la période de Hallstatt ; Gournay-sur-Marne et Saint-Denis. Des traces des Gaulois sont repérées à Bobigny et de Saint-Ouen. Des fouilles importantes de Saint-Ouen, Bobigny et Gournay-sur-Marne, témoignent d’une densification notable de l’habitat à partir du IVe siècle av. J.-C.

### Création du département
La création du département (portant le numéro 93), qui répondait à l'origine à la disparition des anciens départements de la Seine et de Seine-et-Oise, et à la dissolution du District de Paris, a été motivée par le souhait plus ou moins implicite du pouvoir politique de l'époque de cantonner dans un espace déterminé ce qui pouvait constituer un obstacle majeur à la mise en œuvre de la politique gaulliste, c'est-à-dire la présence du Parti communiste français. En effet, celui-ci, grâce à son influence dans les communes de la ceinture rouge de la petite couronne de Paris où il s'était implanté dès les élections municipales de 1935, avait réussi à plusieurs reprises à exercer la présidence du conseil général de la Seine.

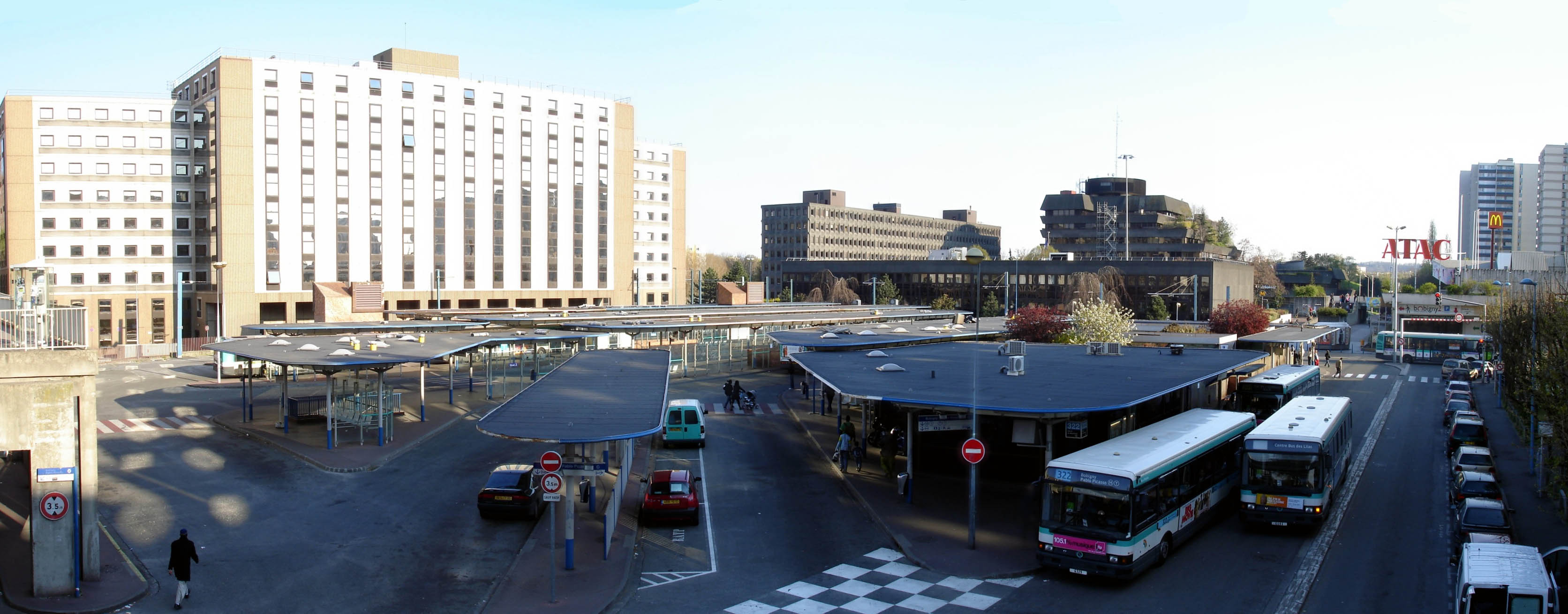
Bobigny Pablo-Picasso, gare routière, au fond la préfecture.

La Seine-Saint-Denis était vue comme la concession tacite d'un territoire donné à la principale force politique d'opposition de l'époque.
Par voie de conséquence, elle permettait d'envisager que les deux autres départements constitués dans la proche banlieue (Hauts-de-Seine et Val-de-Marne) échapperaient à l'influence de cette même force d'opposition, tout en bénéficiant des programmes les plus déterminants d'aménagement urbain (La Défense pour les Hauts-de-Seine notamment, ou encore le secteur de la « nouvelle ville » de Créteil). Cependant, comme pour les deux autres départements de la petite couronne, le subtil découpage territorial était organisé de telle sorte que ce qui avait constitué pour l'essentiel la ceinture rouge depuis l'époque du Front populaire (les anciennes communes du département de la Seine) soit « tempéré » par adjonction de communes issues de la Seine-et-Oise, réputées a priori moins portées à choisir des élus de gauche, et surtout communistes, pour les représenter.
L'installation de la préfecture est un temps envisagée à Saint-Denis en 1965, mais le parc de la Légion d'honneur aurait été le seul espace assez vaste pour accueillir sa cité administrative et le choix est fait de maintenir cet espace vert et d'implanter la préfecture à Bobigny.

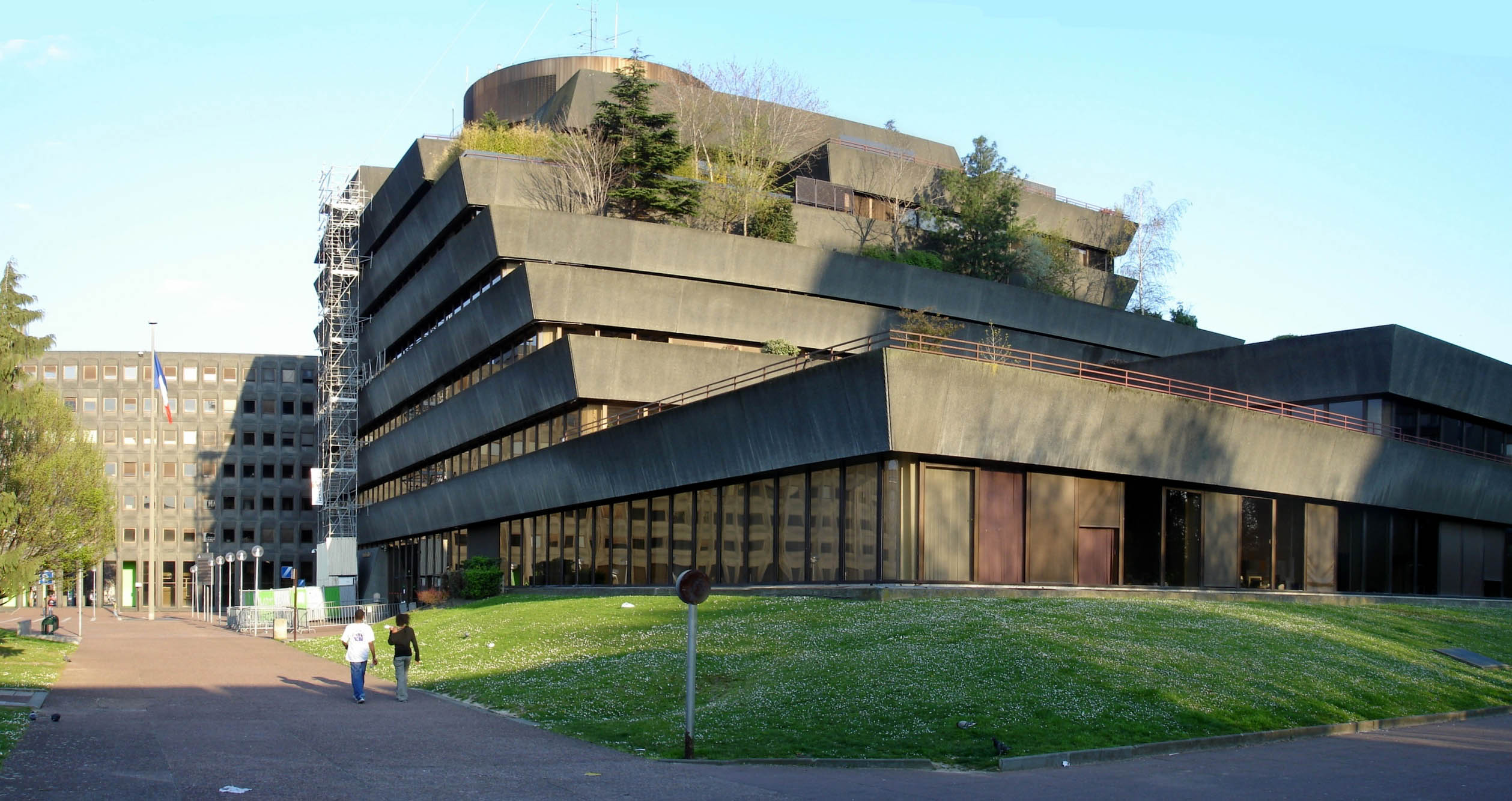
La préfecture de Bobigny, conçue par l'architecte Michel Folliasson (1965-1971).
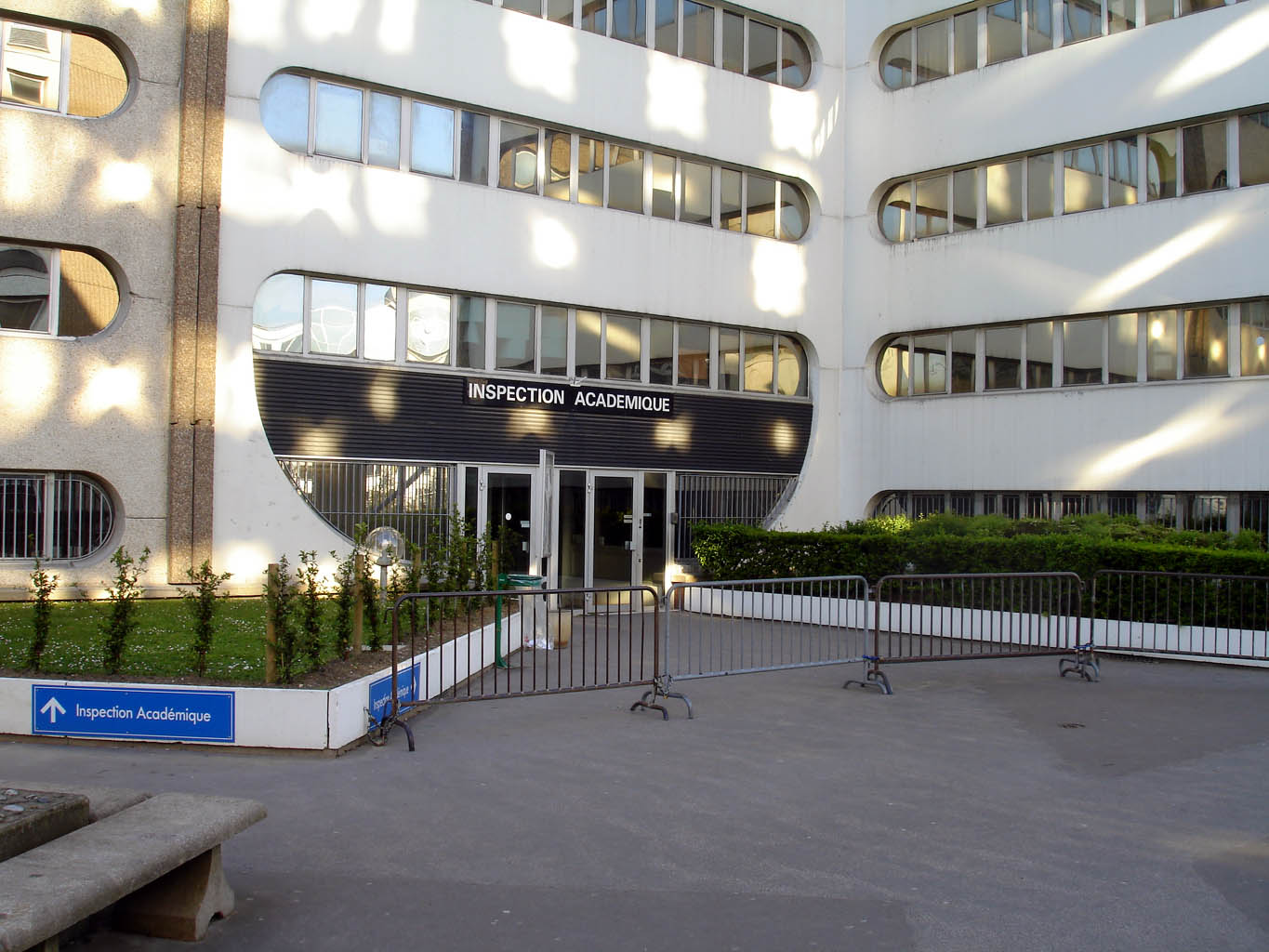
L'inspection académique à Bobigny.
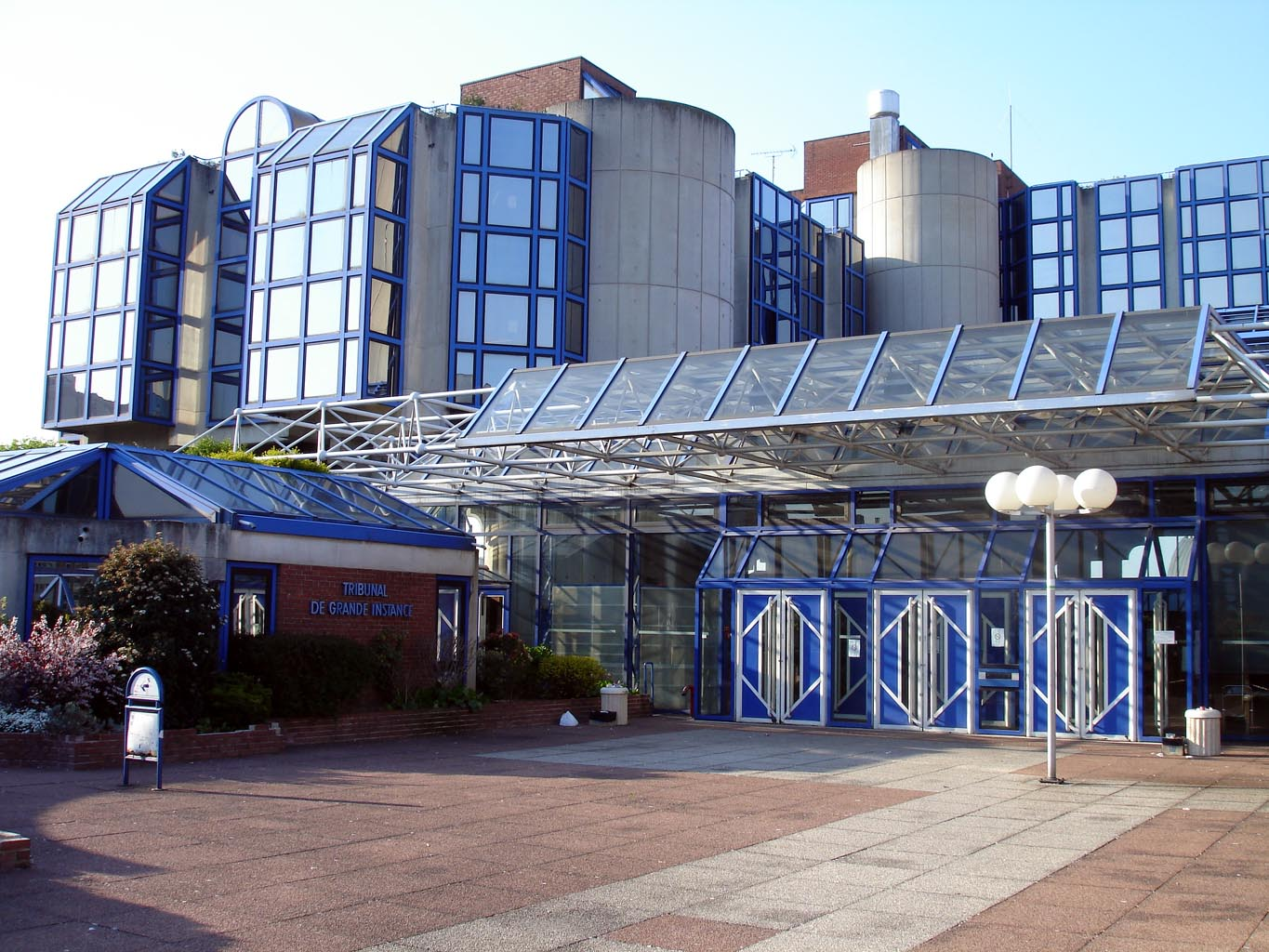
Le tribunal judiciaire de Bobigny.
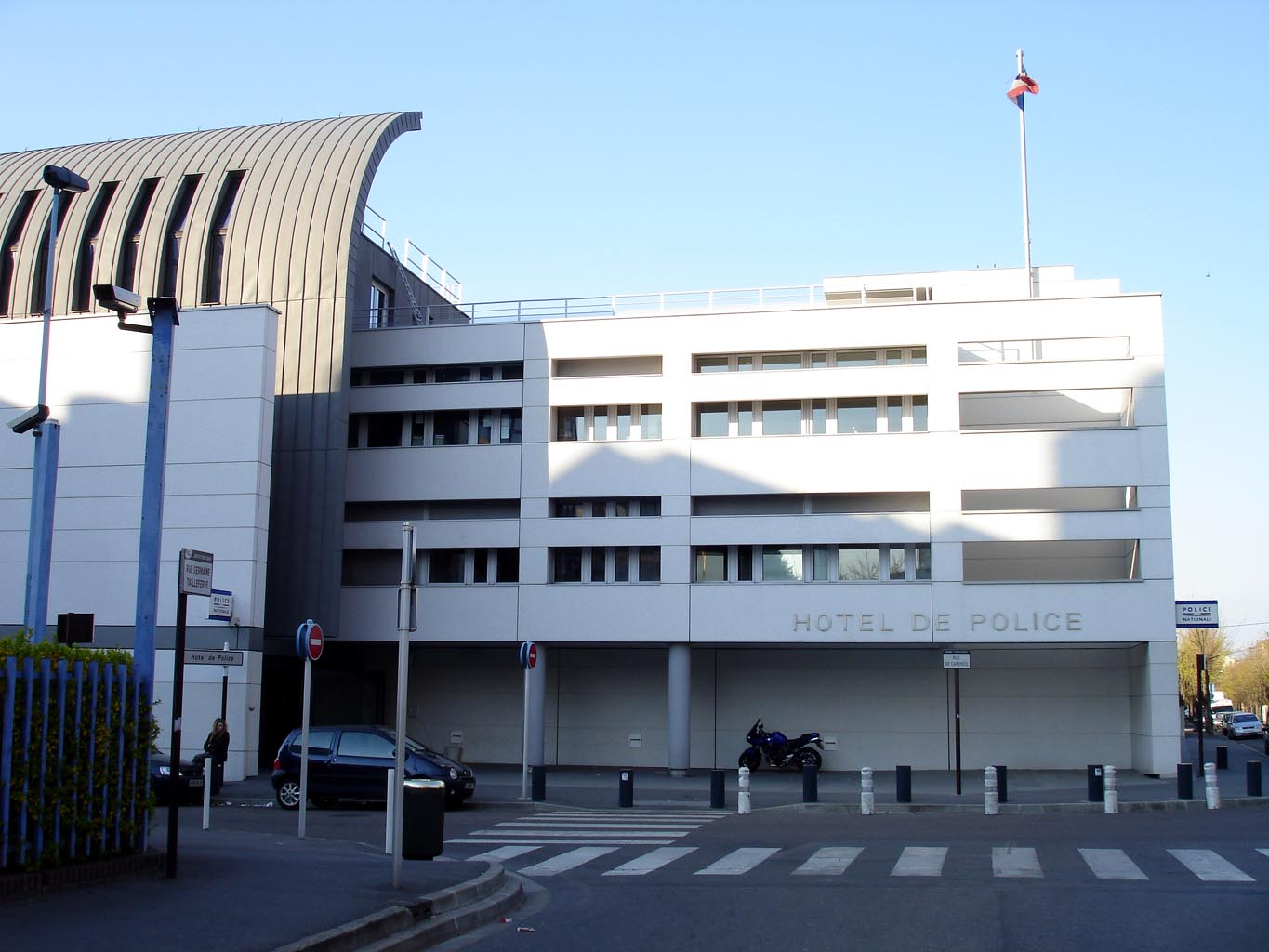
L'hôtel de police de Bobigny.
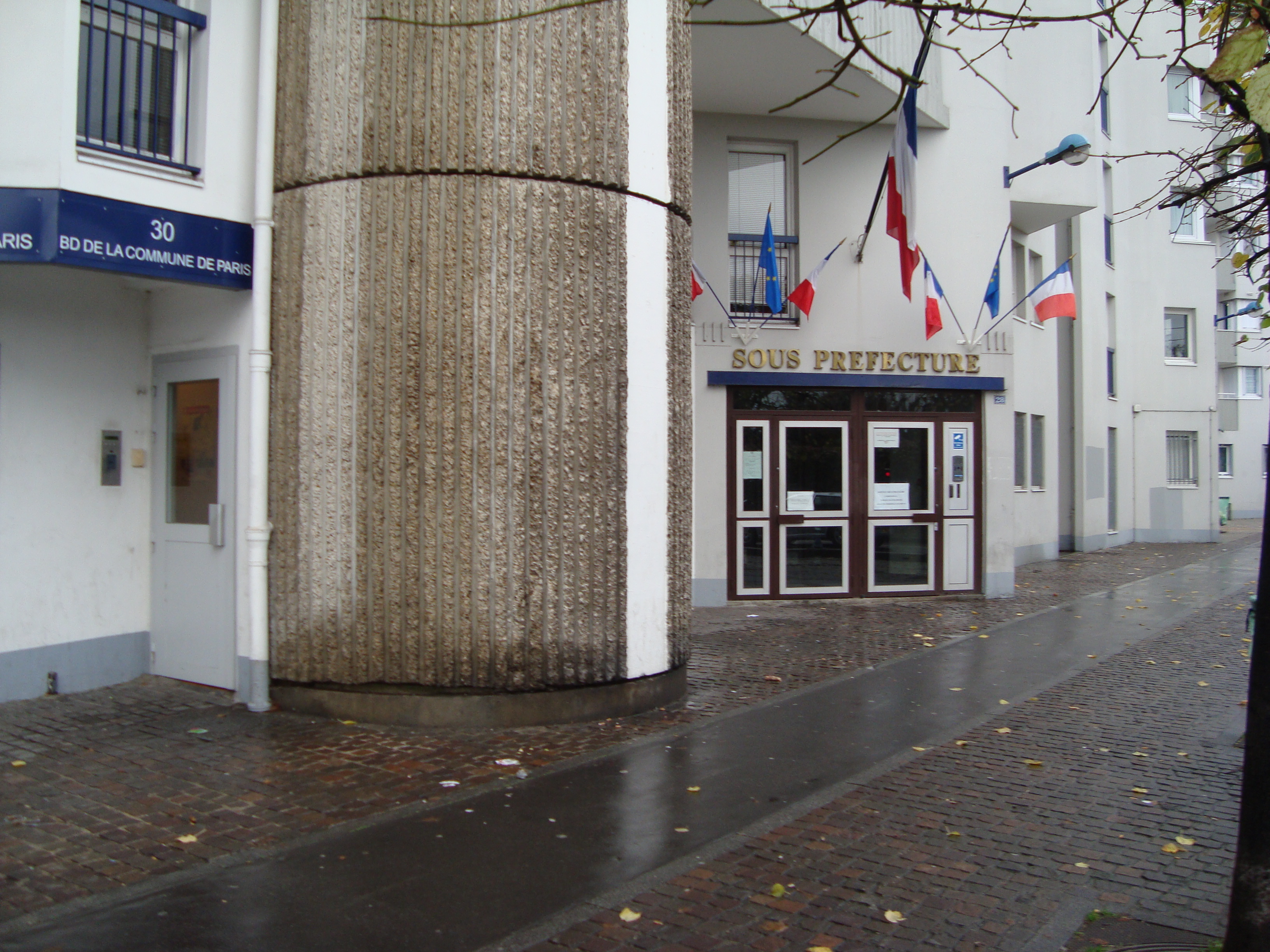
L'ancienne sous-préfecture de Saint-Denis.

## Transports

### La voirie
Le département fait partie de l'agglomération parisienne et bénéficie de son important réseau national d'infrastructures de transport routier, avec notamment les autoroutes A1 et A4, ainsi que le boulevard périphérique de Paris. S'y rajoutent les autoroutes urbaines maillant le territoire que sont les A3, A86, A103 et A104.
Le département est également desservi par les routes nationales RN 1, RN 2, RN 3.
Le Département investit pour la cyclabilité des voies départementales, la moitié du linéaire ayant été adapté de 2019 à 2024, avec une progression régulière des déplacements en vélo.

### Transport ferroviaire

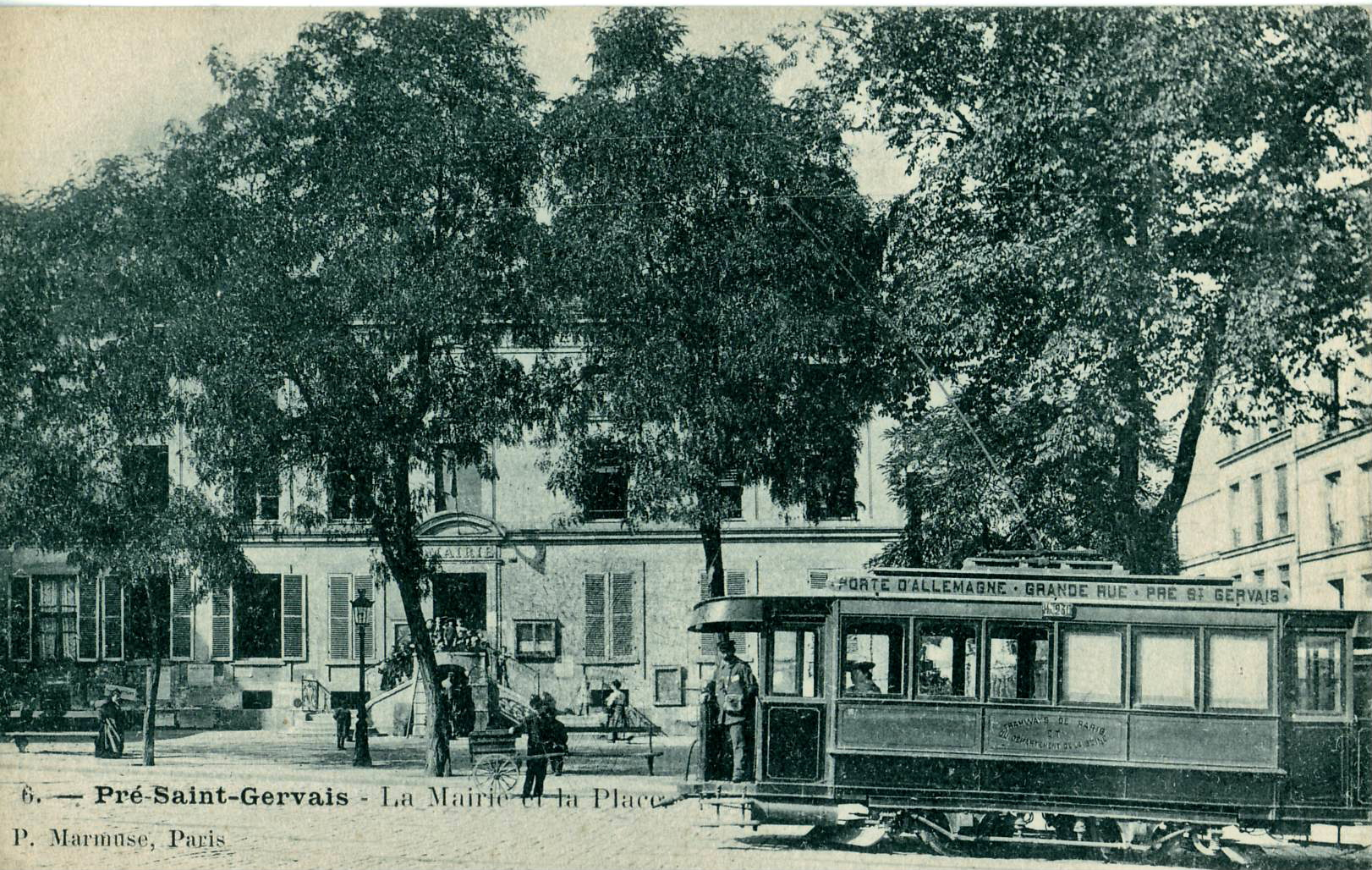
Ancien tramway au Pré-Saint-Gervais.

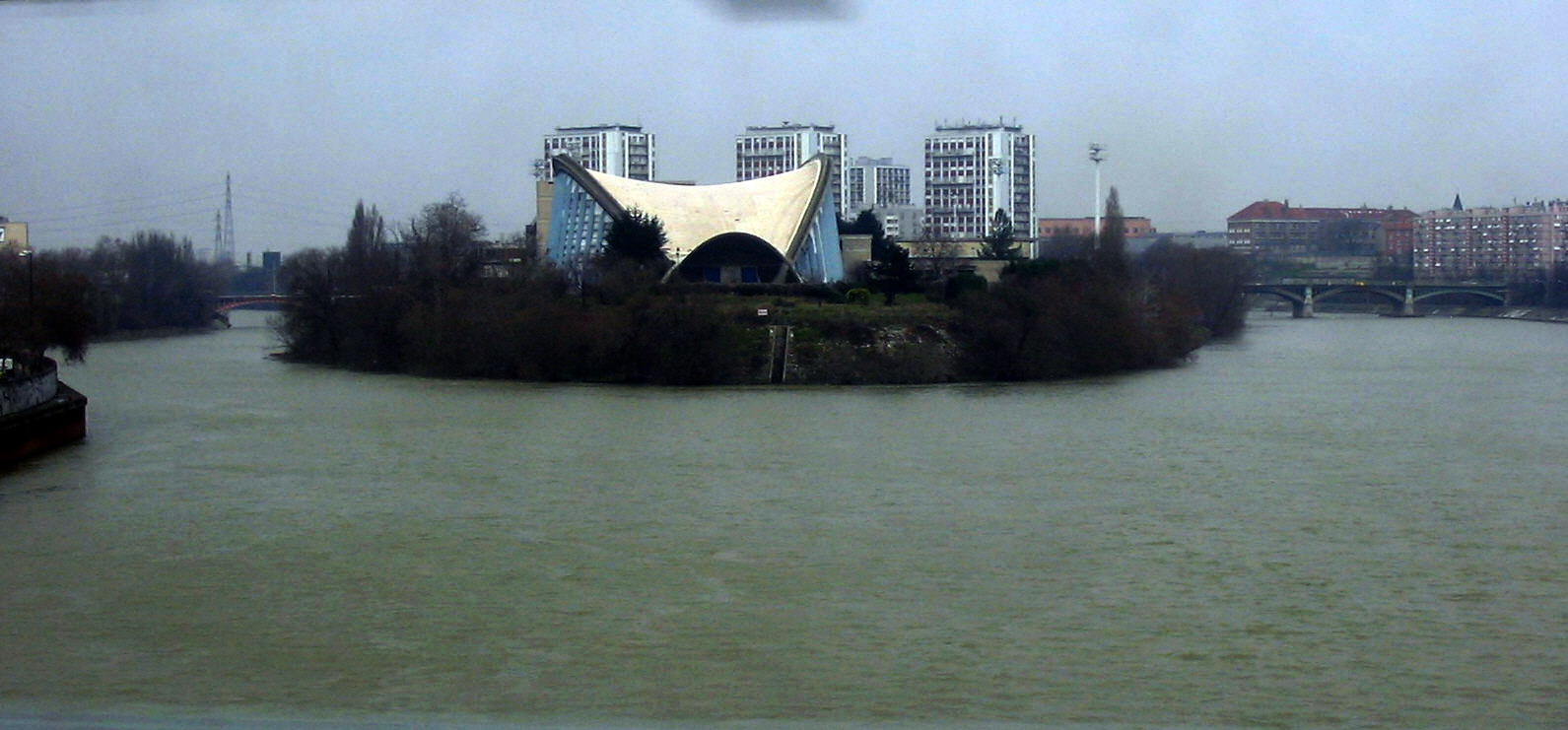
L'Île-Saint-Denis encadrée par deux bras de la Seine.

Le département de la Seine-Saint-Denis est traversé par d'importants faisceaux ferroviaires, avec notamment les lignes Paris - Lille, La Plaine - Hirson, Paris - Strasbourg et Paris - Mulhouse, ainsi que par la Ligne de Grande Ceinture. Sauf cette dernière, dévolue au trafic de marchandises, les autres lignes accueillent des services TGV, grandes lignes, Transilien et RER. Le département accueille la première ligne de tramway moderne en Île-de-France, le  , ouvert en 1992, et plusieurs projets sont en cours d'étude. Certaines extrémités du métro de Paris desservent également des communes de la Seine-Saint-Denis.

#### Métro
8 lignes et 29 stations de métro :
- La ligne   (1 station), commune de Bagnolet.
- La ligne   (4 stations), communes de Pantin et Bobigny.
- La ligne   (3 stations), communes de Pantin, Aubervilliers et La Courneuve.
- La ligne   (3 stations), commune de Montreuil.
- La ligne   (7 stations), communes des Lilas, Romainville, Montreuil, Noisy-le-Sec et Rosny-sous-Bois.
- La ligne   (3 stations), communes de Saint-Denis et Aubervilliers.
- La ligne   (6 stations), communes de Saint-Ouen-sur-Seine et Saint-Denis.
- La ligne   (3 stations), communes de Saint-Ouen-sur-Seine et Saint-Denis.

#### RER
5 lignes du RER :
- communes de Neuilly-sur-Marne, Neuilly-Plaisance et Noisy-le-Grand.
- communes de Saint-Denis, Aubervilliers, La Courneuve, Le Bourget, Drancy, Le Blanc-Mesnil, Aulnay-sous-Bois, Sevran, Villepinte et Tremblay-en-France.
- communes de Saint-Ouen-sur-Seine et Épinay-sur-Seine.
- communes de Saint-Denis, Pierrefitte-sur-Seine et Stains.
- communes de Pantin, Noisy-le-Sec, Bondy, Le Raincy, Villemomble, Gagny, Rosny-sous-Bois, Noisy-le-Grand et Gournay-sur-Marne.

#### Transilien
2 lignes du Transilien :
- Ligne  aux gares de Saint-Denis et Épinay - Villetaneuse.
- Ligne  à la gare d'Aulnay-sous-Bois.

Plusieurs lignes concernent la Seine-Saint-Denis dans le cadre du projet du « Grand Paris Express », alors que les travaux préparatoires au prolongement de la ligne 11 du métro ont débuté le 1er juin 2015. En outre, le T11 (ex-« Tangentielle Nord »), nouvelle ligne de tram-train dont l'exploitation a été confiée à Transkeo, filiale de la SNCF-Transilien et de Keolis, a été mise en service le 1er juillet 2017 sur le tronçon allant d'Épinay-sur-Seine au Bourget (soit 11 km), desservant 7 gares. À terme, la ligne devrait être prolongée, en Seine-Saint-Denis, jusqu'à Noisy-le-Sec et, à l'ouest, jusqu'à Sartrouville.

#### Tramway
5 lignes de tramway :
- Ligne  , communes de L'Île-Saint-Denis, de Saint-Denis, de La Courneuve, de Drancy, de Bobigny de Bondy et de Noisy-le-Sec.
- Ligne  , communes d'Aulnay-sous-Bois, Sevran, Livry-Gargan, Les Pavillons-sous-Bois, Villemomble, Bondy, Clichy-sous-Bois et Montfermeil.
- Ligne  , communes de Saint-Denis et de Pierrefitte-sur-Seine.
- Ligne  , communes de Saint-Denis, de Villetaneuse et d'Épinay-sur-Seine.
- Ligne  , communes d'Épinay-sur-Seine, Villetaneuse, Pierrefitte-sur-Seine, Stains, La Courneuve, Le Bourget et Drancy.

### Projets de nouvelles dessertes
Des extensions de réseau sont en cours dans le département.
- Des nouvelles stations de métro :
  - Création de la ligne   (10 stations), communes de Noisy-le-Grand, de Saint-Denis, d'Aubervilliers, de Drancy, de Bobigny, de Noisy-le-Sec, de Bondy, de Rosny-sous-Bois (en travaux).
  - Création de la ligne   (9 stations), communes de Saint-Denis, de La Courneuve, du Bourget, du Blanc-Mesnil, d'Aulnay-sous-Bois, de Sevran, de Montfermeil, de Clichy-sous-Bois et de Noisy-le-Grand (en cours de travaux).
  - Création de la ligne   (6 stations), communes de Tremblay-en-France, de Villepinte, de Dugny, du Bourget, de Drancy, de La Courneuve et de Saint-Denis (en travaux).
- Des nouvelles stations de tramway :
  - Prolongement de la ligne   vers Val de Fontenay, communes de Romainville, Montreuil, Rosny-sous-Bois (en travaux).
  - Prolongement de la ligne   vers la gare Rosa-Parks, communes de Saint-Denis et d'Aubervilliers (enquête publique en 2024).

D'autres extensions de réseau sont évoquées sans date ni financement :
- - Prolongement de la ligne   (4 stations), communes de Villemomble, Neuilly-sur-Marne et Noisy-le-Grand.
  - Prolongement de la ligne  , communes de Drancy, Bobigny et de Noisy-le-Sec (en phase d'études).

### Transport fluvial
Le département est traversé par cinq voies d'eau : le canal de l'Ourcq, le canal Saint-Denis, le canal de Chelles, la Seine et la Marne. Il n'existe toutefois pas de port important en Seine-Saint-Denis, le port de Gennevilliers étant situé dans les Hauts-de-Seine, sur la rive opposée d'Épinay-sur-Seine.

### Transport aérien
Le département dispose du système aéroportuaire parisien géré par le Groupe ADP, et accueille l'aéroport du Bourget, réservé à l'aviation d'affaire, ainsi qu'une partie de l'aéroport Roissy-Charles-de-Gaulle. Ces deux aéroports internationaux génèrent environ 93 500 emplois directs, bien que la grande majorité (90 000) proviennent du second aéroport, situé également dans le Val-d'Oise.

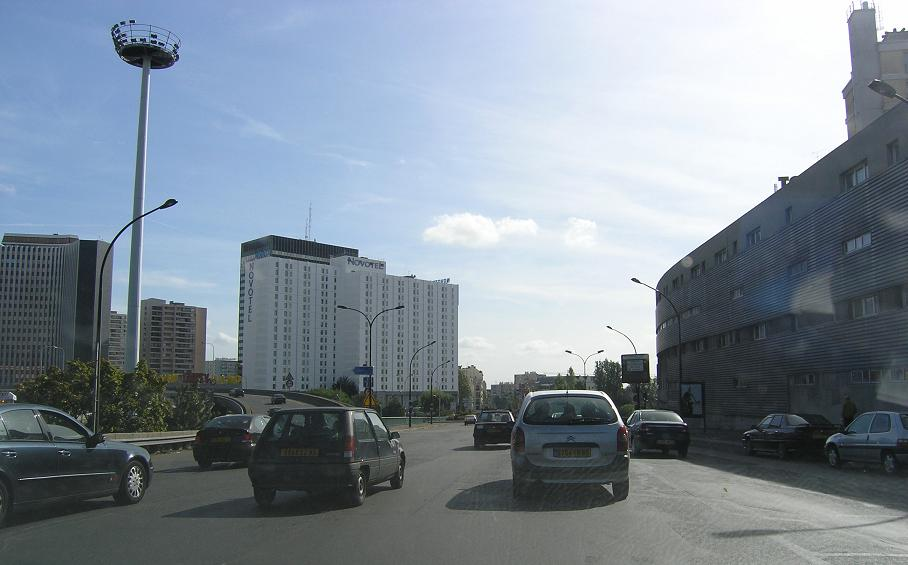
L'échangeur du périphérique, porte de Bagnolet.
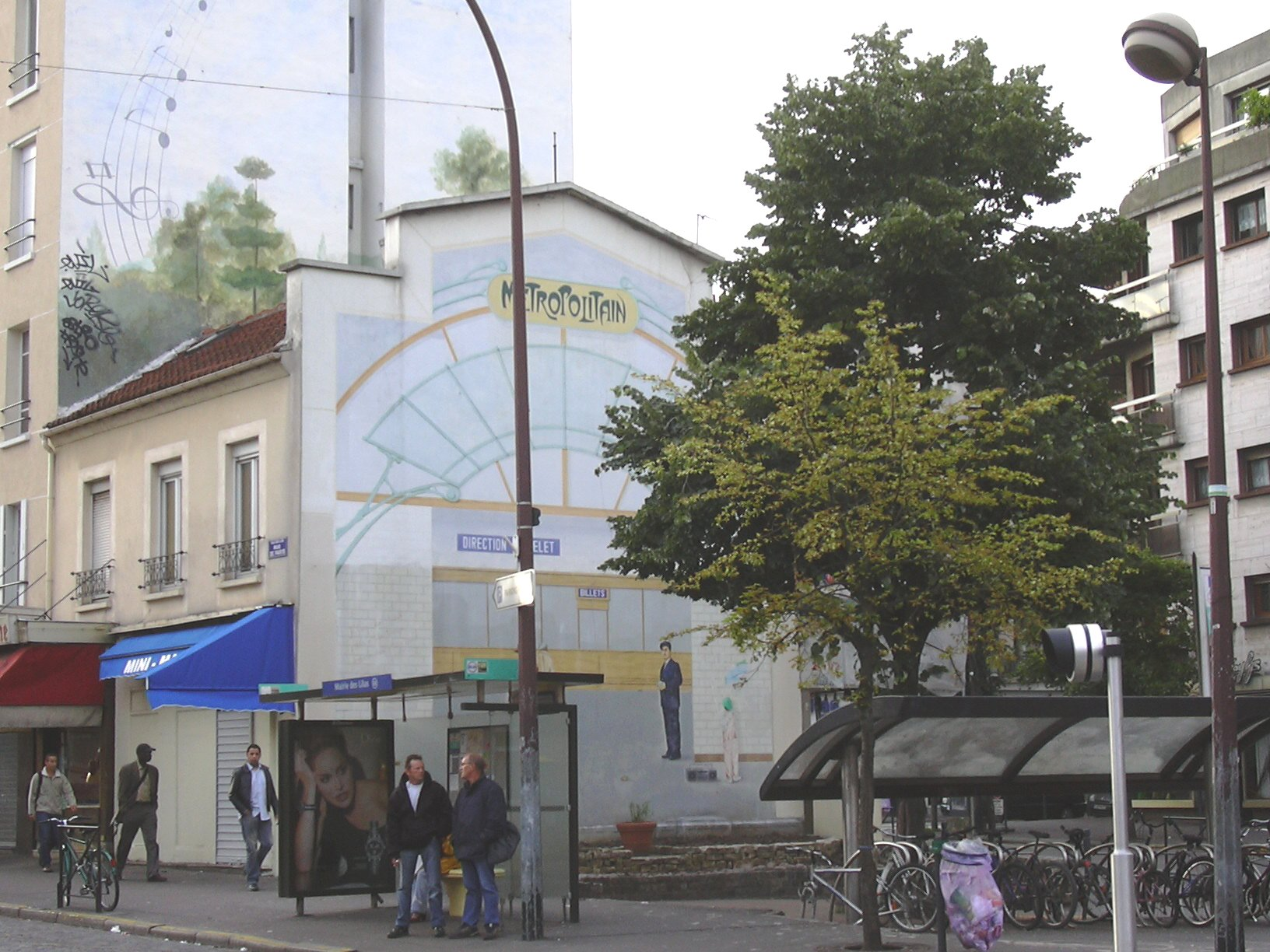
Le métro 11, aux Lilas, le terminus, Mairie des Lilas.
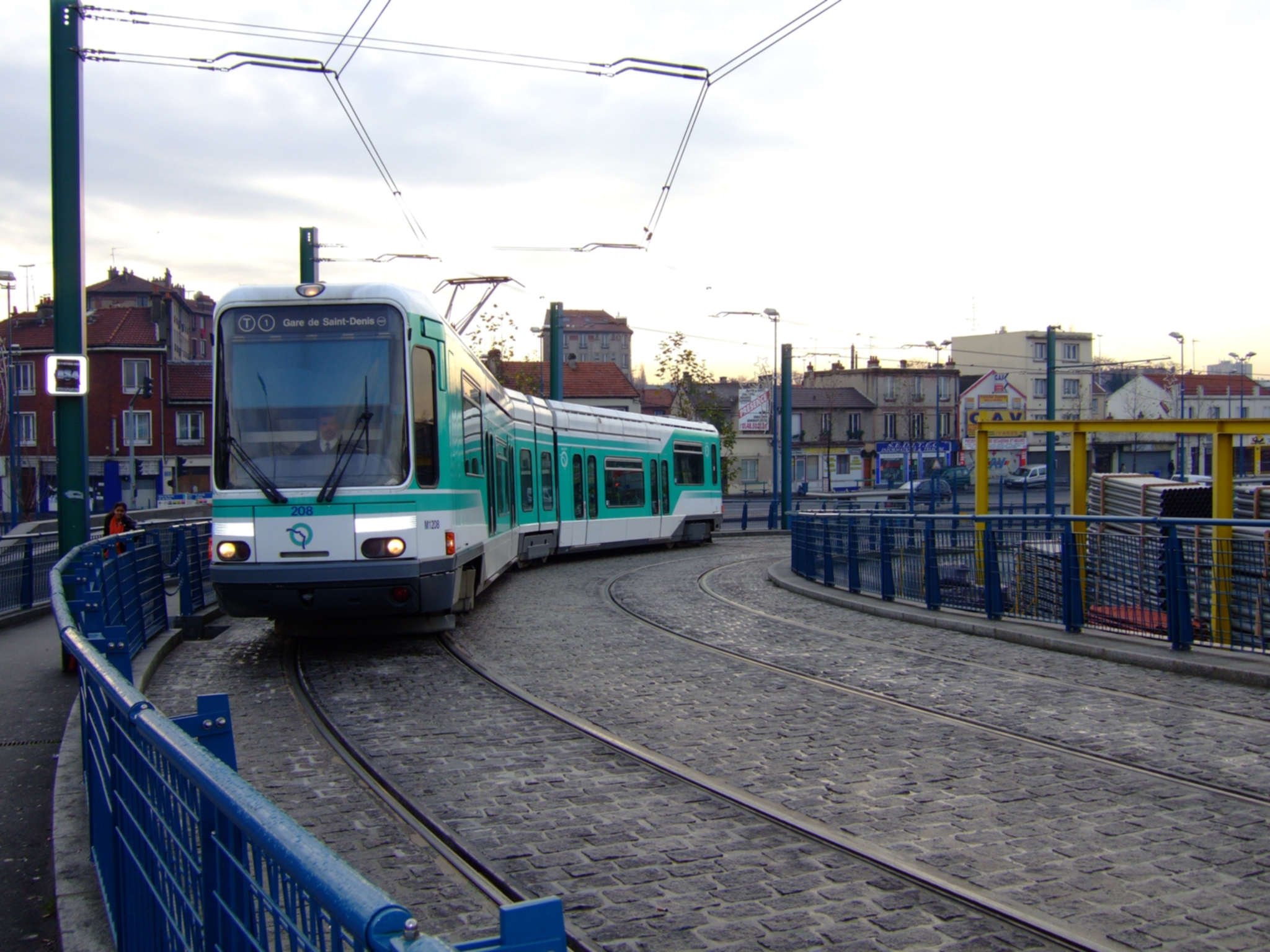
Rampe d'accès à la station pont de Bondy à Noisy-le-Sec.
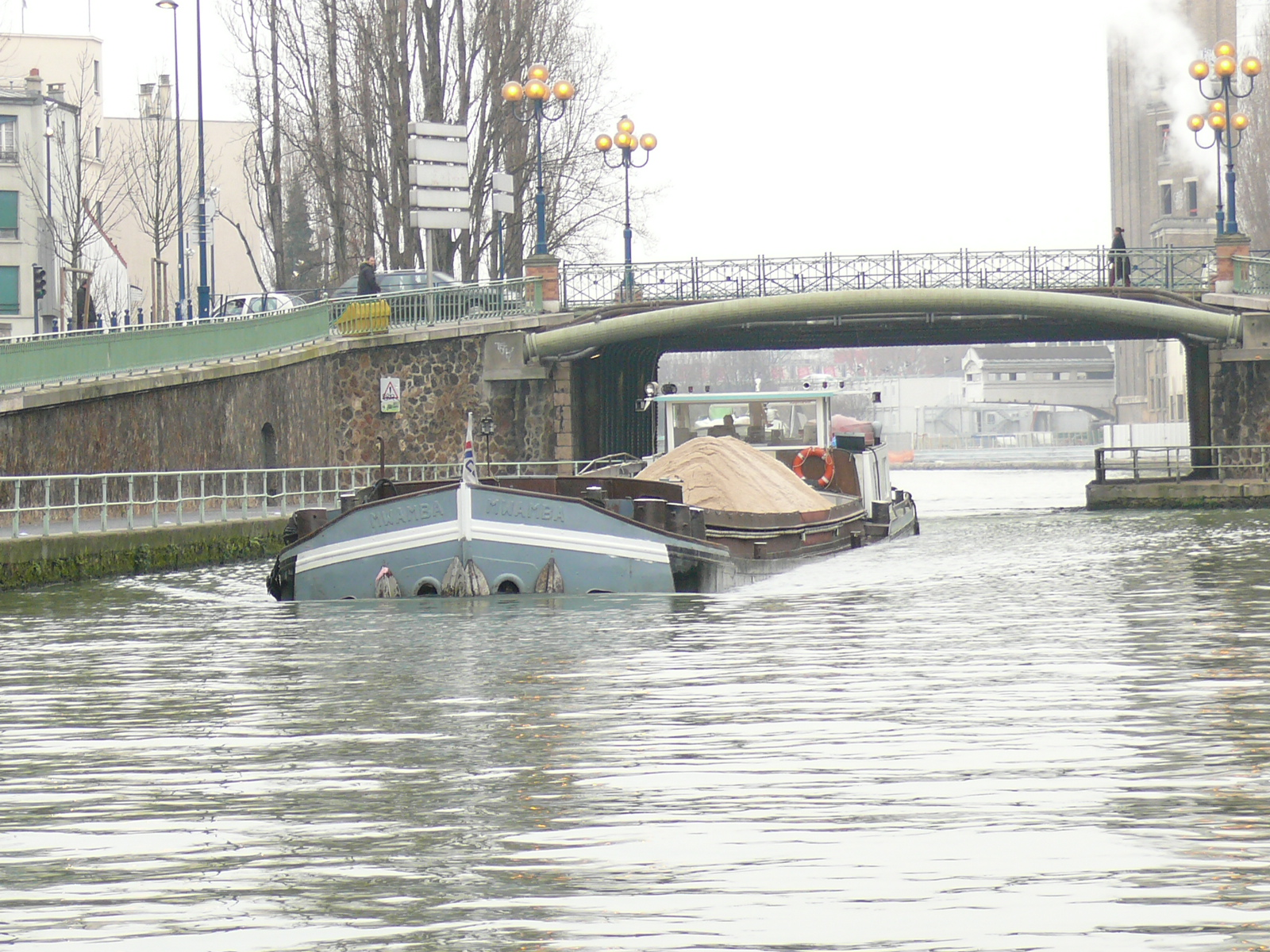
Fret sur le Canal de l'Ourcq, à Pantin.
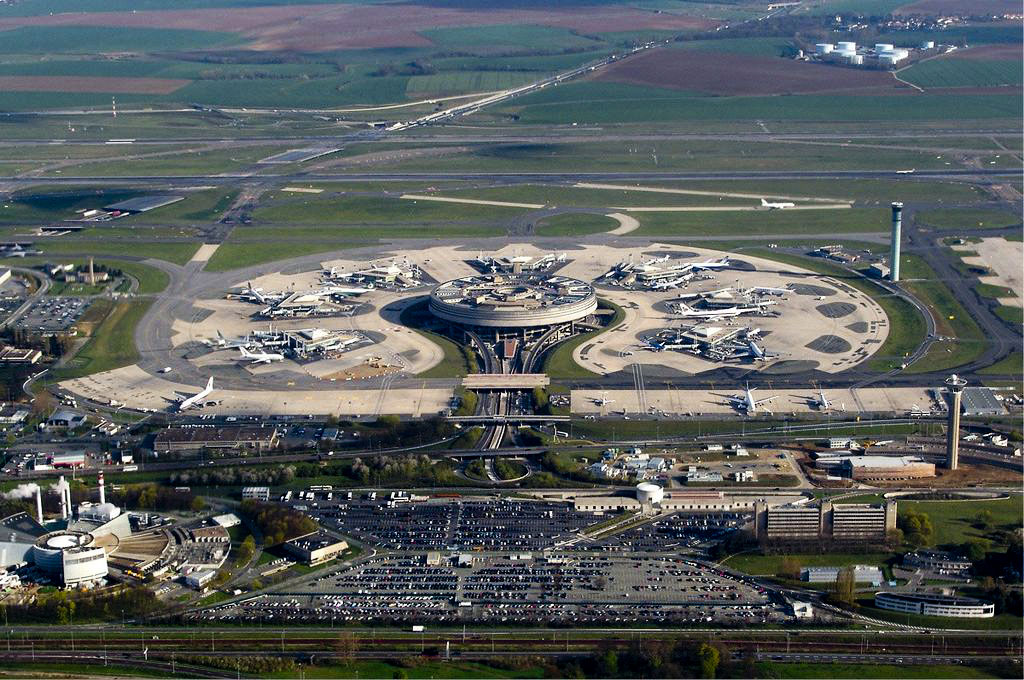
L'aérogare 1 de l'aéroport Paris-Charles-de-Gaulle.

## Économie

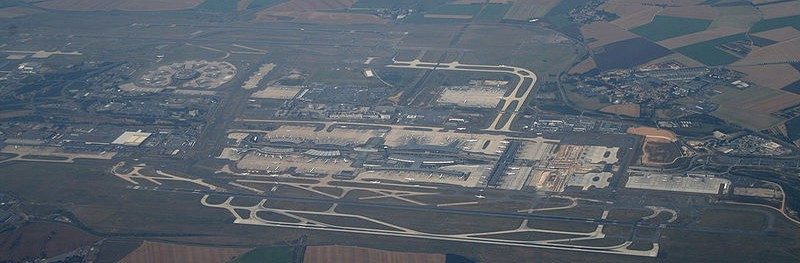
Vue aérienne de l'aéroport Paris-Charles-de-Gaulle.

### Ancienne terre agricole
Du milieu du XIXe siècle jusqu'au début des années 1960 et avant de céder la place à l'urbanisation, la Plaine des Vertus (de Saint-Denis à Bobigny) est la plus vaste plaine légumière de France, qui alimente notamment les commerces des Halles de Paris. La technique de culture sur les « marais », intensive, permet de récolter une trentaine de variétés de légumes (pommes de terre, choux, oignons, salades...). Selon l'exploitant René Kersanté, « en 1951, il y avait encore 60 exploitations maraîchères à Saint-Denis, Stains et Pierrefitte. À Bobigny, il y avait même 180 familles qui cultivaient des légumes ! C'est en 1956 que les expropriations ont commencé, pour construire des logements ». Avant l'accélération de l'urbanisation des années 1960, d'importantes zones maraîchères existaient aussi dans le sud-est de la Seine-Saint-Denis, notamment à Rosny-sous-Bois (une partie du musée municipal de la ville est consacrée à la vie des maraîchers), Neuilly-sur-Marne et Noisy-le-Grand, cependant que les plus vastes terres agricoles du département, zones de grande culture (céréales, pomme de terre, betterave à sucre), recouvraient sa partie nord-est, dans la Plaine de France (parties septentrionales du Blanc-Mesnil, d'Aulnay-sous-Bois, de Sevran, de Villepinte et de Tremblay-en-France), où des corps de ferme subsistent encore au cœur des « vieux-pays » de ces communes.

### Les dynamiques
Malgré son taux de chômage (11 % en moyenne en 2021), la Seine-Saint-Denis est un département dynamique, bien que ses domaines d'excellence soient parfois méconnus.
C'était, en 2013, le département français dans lequel on avait créé le plus d'entreprises (15 567) par rapport au nombre d'entreprises existantes, avec un taux de création de 18,7 %, devant la Gironde et le Val-de-Marne.
De ce fait, le département, qui reste sensiblement plus marqué par le chômage (118 450 demandeurs d'emploi recensés par Pôle emploi dans la catégorie A en octobre 2021) que les autres départements franciliens, voit celui-ci baisser
Le PIB de la Seine-Saint-Denis s'élève en 2005 à 40,676 milliards d'euros, ce qui fait du département le 7e département français pour la richesse produite ; le PIB par habitant (38 900 par tête) situe le département à la 7e place de ce point de vue . En revanche, en rapportant ce PIB à chaque emploi, on constate que le département se situe au 4e rang national, avec une productivité moyenne supérieure à la moyenne nationale.
Le département de la Seine-Saint-Denis a également été choisi pour accueillir le village olympique et des épreuves des Jeux olympiques d'été de 2024 comme la boxe et les épreuves de tir.

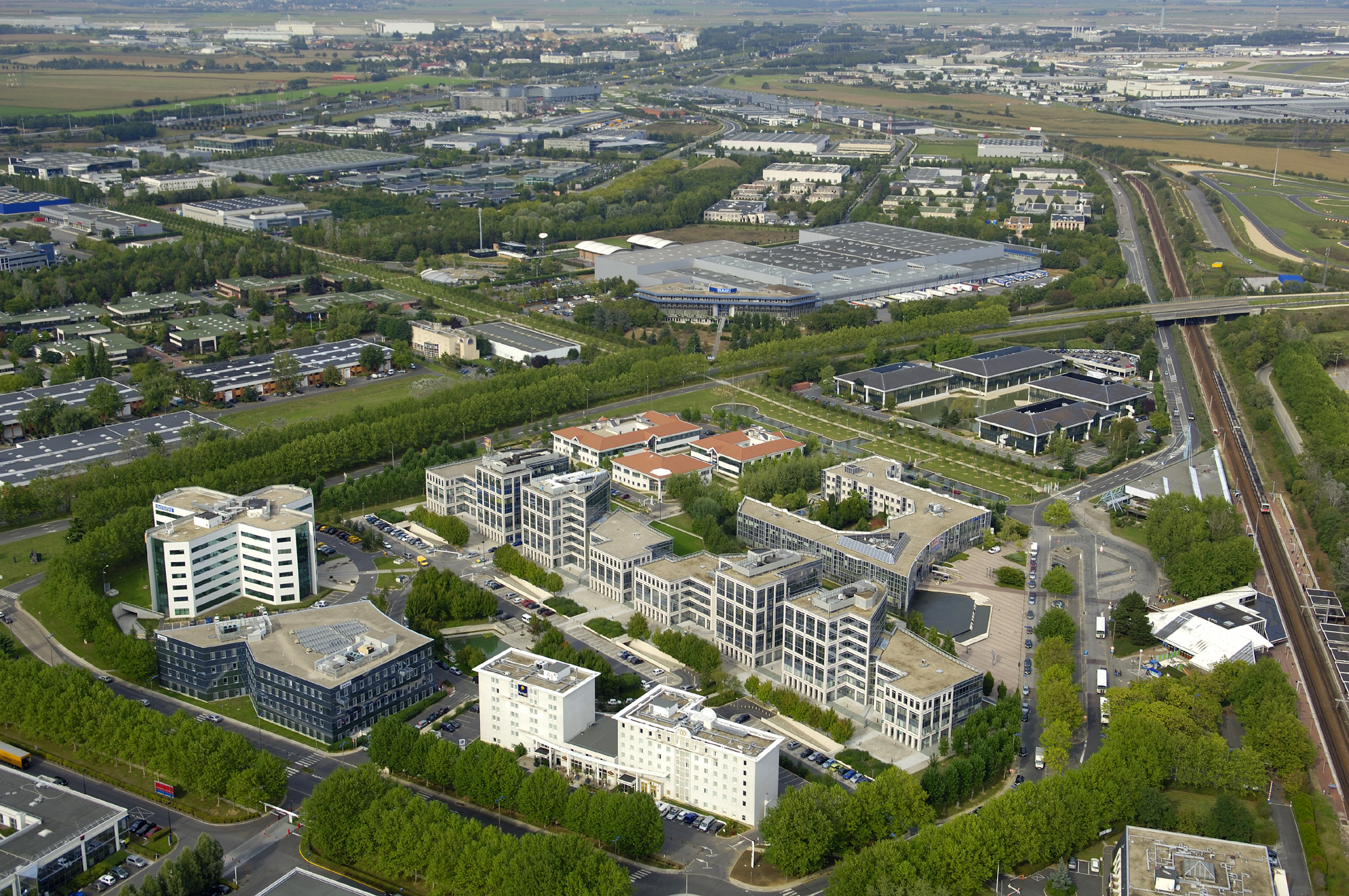
Parc d'activités international Paris-Nord 2

### Les pôles économiques

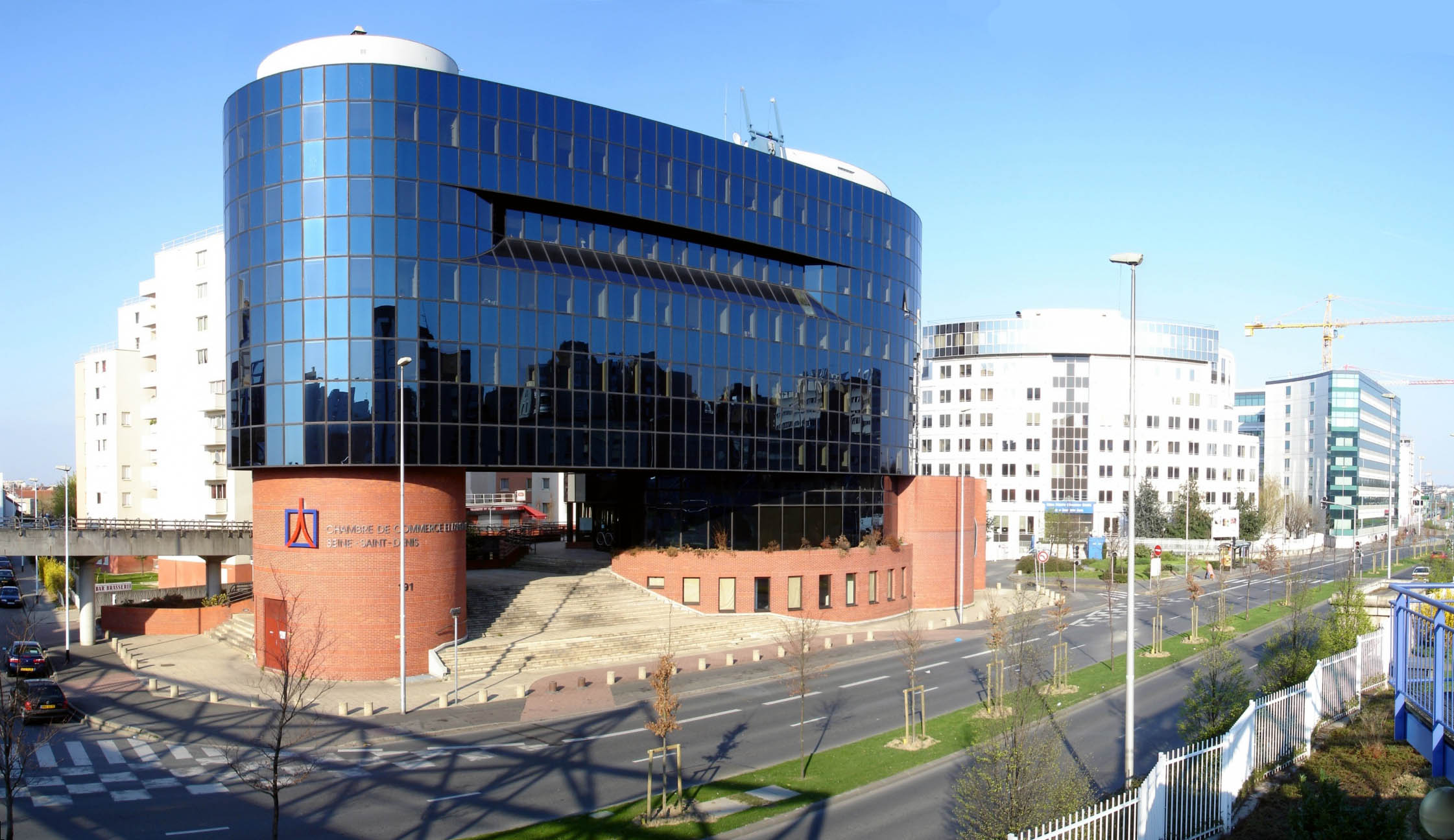
Chambre de Commerce et d'Industrie de Bobigny.

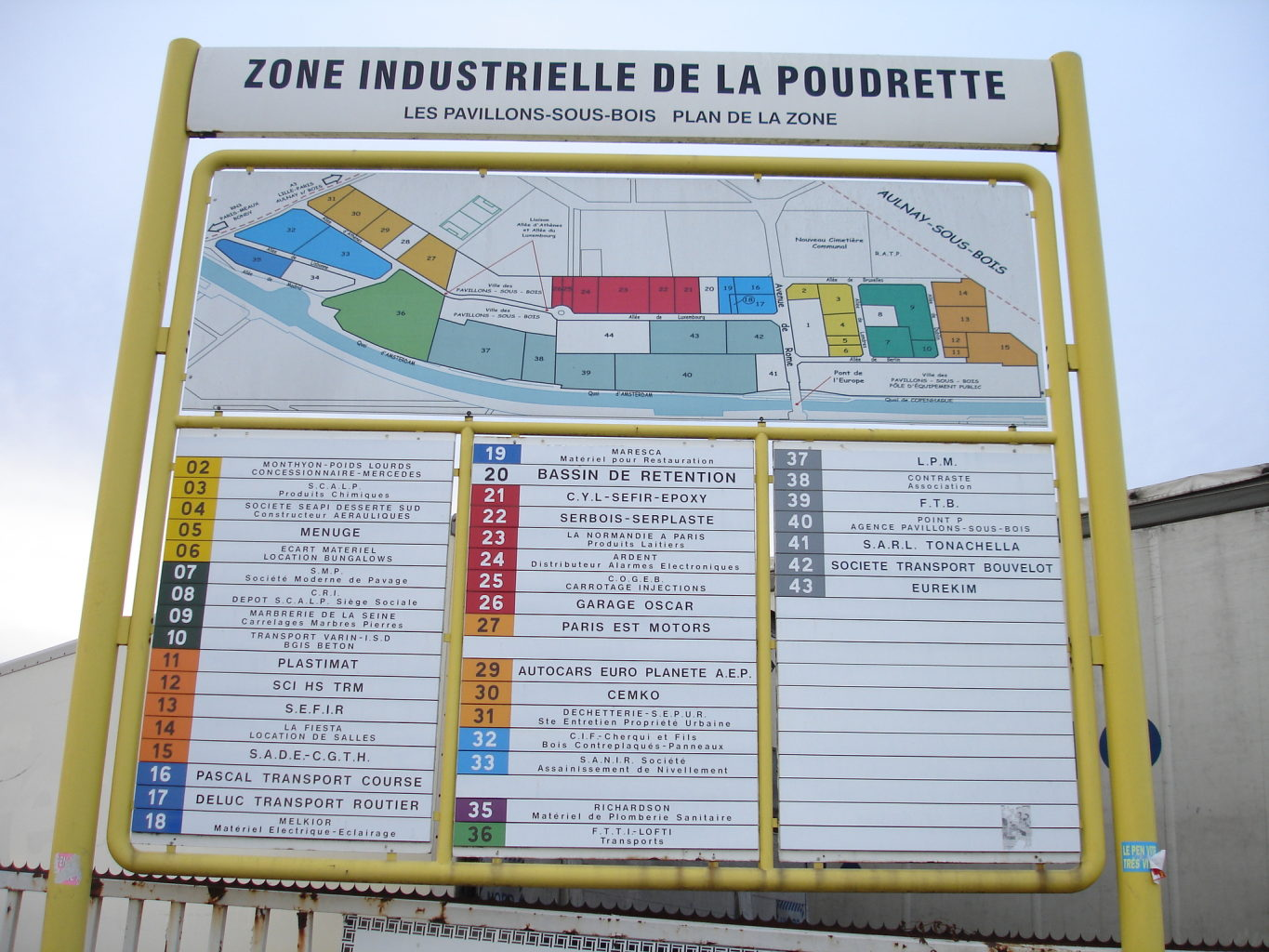
Le département compte de nombreuses zones d'activité, tertiaires, ou à destination de PME-PMI sur l'ensemble du département. La logistique est également très présente. Ici zone industrielle des Pavillons-sous-Bois.

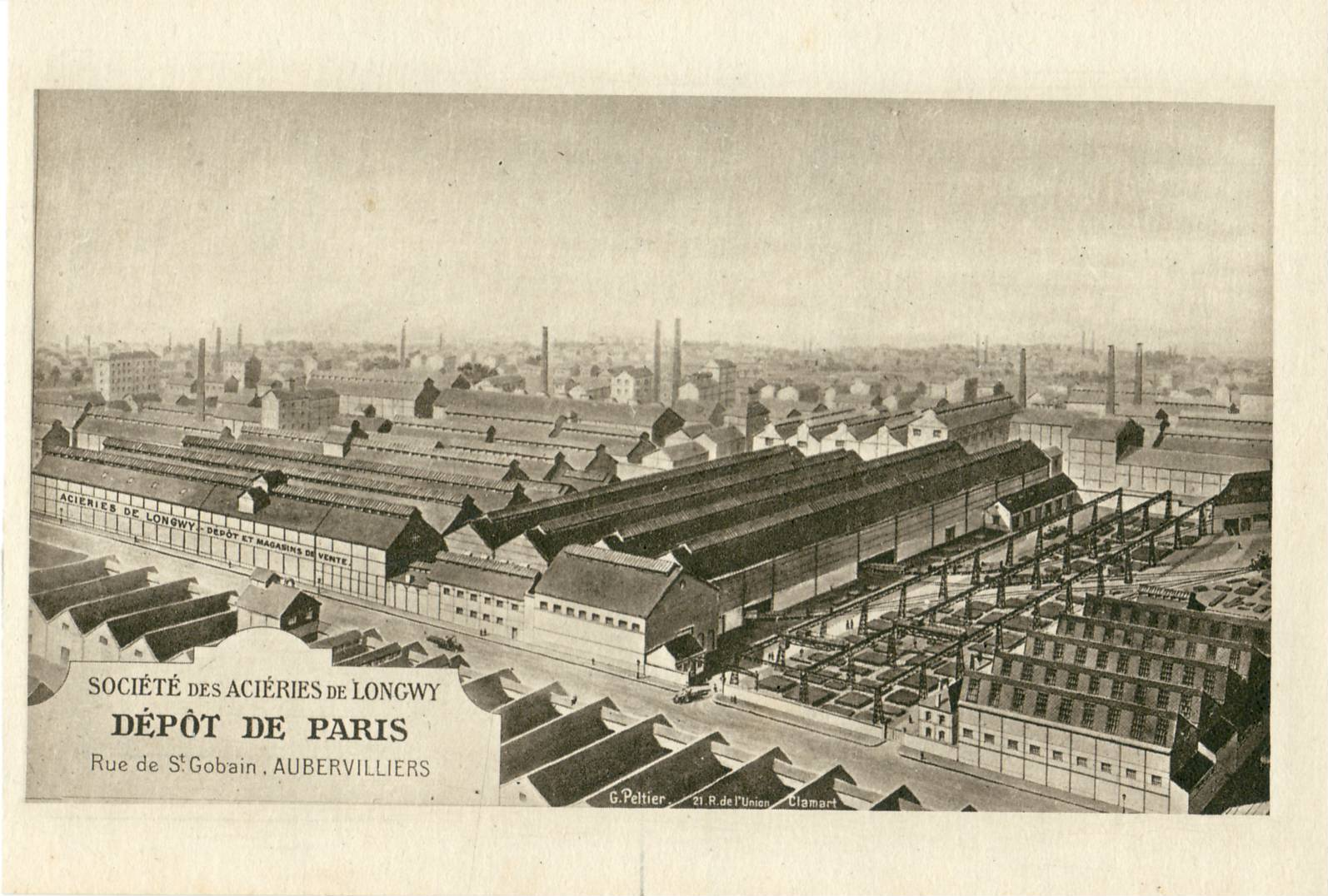
Le département a été un haut lieu de l'industrie lourde française avant sa désindustrialisation, à partir des années 1970.
Ici, un site industriel à Aubervilliers au début du XXe siècle.

Le département dispose de six grands pôles économiques :
- la zone de la Plaine Saint-Denis prolongée par Saint-Ouen-sur-Seine à l'ouest, dans l'établissement public territorial Plaine Commune, principal pôle d'activités de Seine-Saint-Denis (tertiaire de bureaux, recherche, universités, activités industrielles et logistiques) et quatrième grand pôle d'affaires de l'Île-de-France après Paris, La Défense et Grand Paris Seine Ouest[23].
- la zone aéroportuaire de Paris-Charles-de-Gaulle, située à Tremblay-en-France, et les zones d'activités induites (Parc des expositions de Paris-Nord Villepinte, parc d'activités Paris-Nord 2).
- le secteur de l'aéroport du Bourget - Le Blanc-Mesnil - Aulnay-sous-Bois, avec la plate-forme logistique de Garonor, de nombreuses zones d'activités, le centre commercial régional O'Parinor, le Parc des Expositions du Bourget et, depuis 2017, l'usine de pales d'hélicoptères Airbus Helicopters à Dugny[24].
- le secteur central de la Seine-Saint-Denis, autour de Pantin, Bobigny, Romainville et Noisy-le-Sec (recherche-développement, tertiaire de bureaux, administrations, activités industrielles).
- le secteur de Montreuil - Rosny-sous-Bois - Bagnolet, pourvu d'activités tertiaires dans de grands complexes de bureaux (Montreuil et Bagnolet), de grands centres commerciaux (Bagnolet, Montreuil, Rosny-sous-Bois avec Rosny 2 et Domus) et d'activités industrielles.
- le secteur de la ville nouvelle de Marne-la-Vallée à Noisy-le-Grand (tertiaire de bureaux, université, administrations, zones d'activités, le centre commercial régional Arcades).

### Les implantations
La Seine-Saint-Denis a longtemps gardé l'image d'un département voué à l'activité industrielle, ce qu'elle fut effectivement. La Plaine Saint-Denis, par exemple, située sur les communes de Saint-Denis, Saint-Ouen-sur-Seine et Aubervilliers, demeura jusqu'au début des années 1970 la plus grande zone industrielle de France, voire d'Europe. La présence de terrains plans disponibles à bon marché à proximité de Paris et d'infrastructures de transport permettant l'acheminement de produits pondéreux (voies navigables comme la Seine et les canaux de l'Ourcq et Saint-Denis, voies ferrées en partance des gares de l'Est et du Nord, lignes de desserte plus locale comme celles de la Grande Ceinture ou des Grésillons) ont favorisé l'implantation d'industries lourdes (usines à gaz, centrales thermiques produisant de l'électricité, métallurgie lourde, chimie…) ou plus diversifiées (parachimie, constructions mécaniques et électriques, fabrication de matériels de transports, équipementiers de l'automobile, industries du tabac, industries agro-alimentaires, imprimeries, etc.), ainsi que des activités de stockage (docks de Saint-Ouen, Magasins Généraux de la Plaine-Saint-Denis). Durant les années 1960 et au début des années 1970, l'implantation de nouvelles zones industrielles en relation avec le développement aéroportuaire (Le Bourget, puis Paris-Charles-de-Gaulle) donne une impulsion au secteur de la logistique (Garonor), tandis que la croissance urbaine au centre et à l'est du département est accompagnée par l'essor de nouvelles activités qui ne sont plus seulement industrielles (comme le transfert à Aulnay-sous-Bois des usines Citroën du quai de Javel), mais aussi tertiaires : centres commerciaux d'envergure à Bobigny, Rosny-sous-Bois, Aulnay-sous-Bois et Sevran notamment, services aux entreprises, services administratifs (Bobigny).
Cependant, la construction des premières tours de bureaux à Saint-Denis (Tour Pleyel), Bagnolet (Tours Mercuriales) ou à Montreuil et le développement des services administratifs à Bobigny ne suffisent pas à enrayer la crise de l'emploi qui affecte le département du milieu des années 1970 au milieu des années 1990 en raison de sa profonde désindustrialisation. La succession des fermetures d'usines entraîne alors le développement des friches industrielles. Toutefois, la Seine-Saint-Denis connaît depuis lors une profonde mutation économique, favorisée par la conjonction des efforts publics locaux (municipalités, conseil général, entrepreneurs locaux), régionaux (SDRIF) et nationaux (État), ainsi que par un contexte de moindre cherté relative du foncier et de l'immobilier par rapport à Paris ou à certains espaces de la proche banlieue ouest. L'essor économique est manifeste dans les communes limitrophes de Paris, ainsi qu'à Rosny-sous-Bois, à Noisy-le-Grand (secteur de la ville nouvelle de Marne-la-Vallée) et dans le nord-est du département, dans l'orbite de l'aéroport de Roissy-Charles-de-Gaulle.
Des friches industrielles retrouvent une nouvelle vie dans les années 2010 comme les Grands Moulins de Pantin avec BNP Paribas, Babcock à La Courneuve avec un important centre fiduciaire de la Banque de France ou Magasins généraux de Pantin qui accueillent en 2016 l'agence de publicité BETC. Le comité départemental du tourisme développe une politique de mise en valeur de son patrimoine historique et industriel.
Ouverte en 1972, l'usine PSA d'Aulnay-sous-Bois a été le principal site productif de la Seine-Saint-Denis jusqu'à sa fermeture annoncée en 2012 (aoors avec 3 000 personnes en CDI) et effective en 2014. Après le site de Saint-Ouen-sur-Seine en 2021, la fermeture de l'usine d'emboutissage MA France à Aulnay en 2024 entérine la fin de l'industrie automobile dans le département.
Aussi, désormais, le premier établissement appartient au secteur tertiaire avec le campus SFR à Saint-Denis, avec environ 7 500 employés en 2015. Toutefois, le groupe annonce en 2017 son redéploiement vers Paris avec les autres activités d'Altice. Parmi les autres entreprises de la Plaine, on trouve la compagnie d'assurances Generali, installée depuis 2003 sur le site du Landy à Saint-Denis (3 500 emplois), les trois établissement du groupe Generali employant au total 5 650 personnes à Saint-Denis en 2011 –, le troisième établissement étant BNP-Paribas Securities Services, installé depuis octobre 2009 dans les anciens Grands Moulins de Pantin (3 200 employés), et signe de l'évolution du territoire. D'ailleurs, la BNP est désormais le premier employeur privé du département (8 000 emplois au total, y compris les agences de proximité).
La Seine-Saint-Denis est aussi en position de force dans le domaine du commerce textile, des services à l'industrie aéronautique et aéroportuaire, des biotechnologies, des matériels de transport, des éco-industries.
Pour autant, les évolutions les plus récentes affectent d'autres champs d'activité que les activités industrielles historiques du département. Ainsi en est-il de l'implantation du groupe d'assurances Generali, comptant plus de 5 600 salariés sur son nouveau site de la Plaine Saint-Denis, de celle des services d'EDF dans le quartier Pleyel. Malgré la crise financière de 2008, plusieurs programmes immobiliers ont continué de trouver preneur vers Saint-Denis, Villepinte et à proximité du Bourget, le territoire proposant des immeubles neufs et de qualité à un coût moindre que l'ouest parisien. Dans un autre ordre d'idées, le Ministère de l'Économie et des Finances entend implanter des services plus importants sur le site de Noisy-le-Grand, tandis que le groupe Air France a choisi de s'implanter à Tremblay-en-France.
Dès la fin du XIXe siècle, le territoire est une terre de cinéma avec Georges Méliès en 1897, Charles Pathé en 1904, puis le Montreuillois Émile Reynaud, inventeur du praxinoscope et précurseur du dessin animé. De nombreuses entreprises du cinéma, de la télévision et du son s'y installent : Cité du cinéma de Luc Besson, AB Groupe, Dubbing Brothers, les studios de cinéma aux Entrepôts et Magasins généraux de Paris à La Plaine Saint-Denis, Studios SETS à Stains, le label Vogue et les Laboratoires Éclair à Épinay-sur-Seine , etc.. Le Pôle Média Grand Paris, autre cluster au chiffre d’affaires cumulé de 813 millions d’euros en 2016 (pour 85 entreprises, 4 240 emplois : dont 3 371 permanents et 869 intermittents. Il est le leader français pour l’activité de tournage plateau : 75 % de l’offre régionale et 55 % de l’offre nationale. Le territoire abrite beaucoup d'entreprises du secteur du multimédia, de l'animation et du jeu vidéo Ubisoft, HEOPS atelier, Moviken, Neko Entertainment… Lfilière est accompagné depuis juillet 2005 par la mise en place du pôle de compétitivité Cap digital qui comprend les domaines de l’Image, du Multimédia et Vie Numérique. Il associe les pouvoirs publics, les laboratoires de recherche et les entreprises afin de développer des zones d’excellence. Actuellement[Quand ?], 30 entreprises internationales (EADS, Thales, Siemens, Thomson, Alcatel, INA, Fujitsu…), 200 PME, 30 universités et écoles d’ingénieurs, 50 laboratoires de recherche sont impliqués dans ce projet.
Le département, déjà au 7e rang des départements par le PIB en 2008, a l'avantage d'une population jeune et propose un immobilier d'entreprise abordable et moderne. Il reste toutefois à améliorer les qualifications et à mettre en adéquation les formations supérieures et professionnelles des populations séquano-dionysiennes avec l'offre nouvelle d'emplois, car cette dernière ne bénéficie que partiellement aux habitants du département, d'où un accroissement des migrations pendulaires de travail et le maintien sur place d'un taux de chômage plus élevé que les moyennes régionale et nationale.
En 2016, le Conseil régional d'Île-de-France annonce l'implantation de son siège à Saint-Ouen-sur-Seine en 2018 suivant un mouvement d'arrivée d'administrations initié par le Commissariat général à l'égalité des territoires (CGET), dépendant du Premier ministre et chargé, entre autres, de la politique de la ville, qui a regroupé ses 330 fonctionnaires à Saint-Denis-Pleyel en 2014. Des agences d'État s'étaient déjà précédemment installées à Saint-Denis : Agence nationale de sécurité du médicament (ANSM, 1993), l'Institut national de prévention et d'éducation pour la santé (Inpes, depuis 2005), la Haute Autorité de santé (HAS, 2005), ou l'Établissement français du sang (EFS, 2006) et l'Association française de normalisation (AFNOR, depuis 2001). Par ailleurs, l'agence régionale de santé d'île-de-France (ARS), la Direction régionale des entreprises, de la concurrence, de la consommation, du travail et de l'emploi d'île-de-France (Direccte, 2011) et 1 500 fonctionnaires du ministère de la Justice sont, eux, installés à la porte d'Aubervilliers, alors que les Archives nationales se trouvent à Pierrefitte depuis 2013 et celles du Quai d'Orsay à La Courneuve depuis 2009.
| Commune                                            | Nombre d'emplois |
| -------------------------------------------------- | ---------------- |
| Saint-Denis                                        | 96 665           |
| Montreuil                                          | 58 299           |
| Saint-Ouen-sur-Seine                               | 37 892           |
| Aubervilliers                                      | 35 143           |
| Pantin                                             | 31 485           |
| Bobigny                                            | 30 807           |
| Tremblay-en-France                                 | 29 790           |
| Noisy-le-Grand                                     | 28 859           |
| Aulnay-sous-Bois                                   | 27 873           |
| Villepinte                                         | 16 624           |
| Nombre d'emplois dans la zone au 1er janvier 2022. |                  |

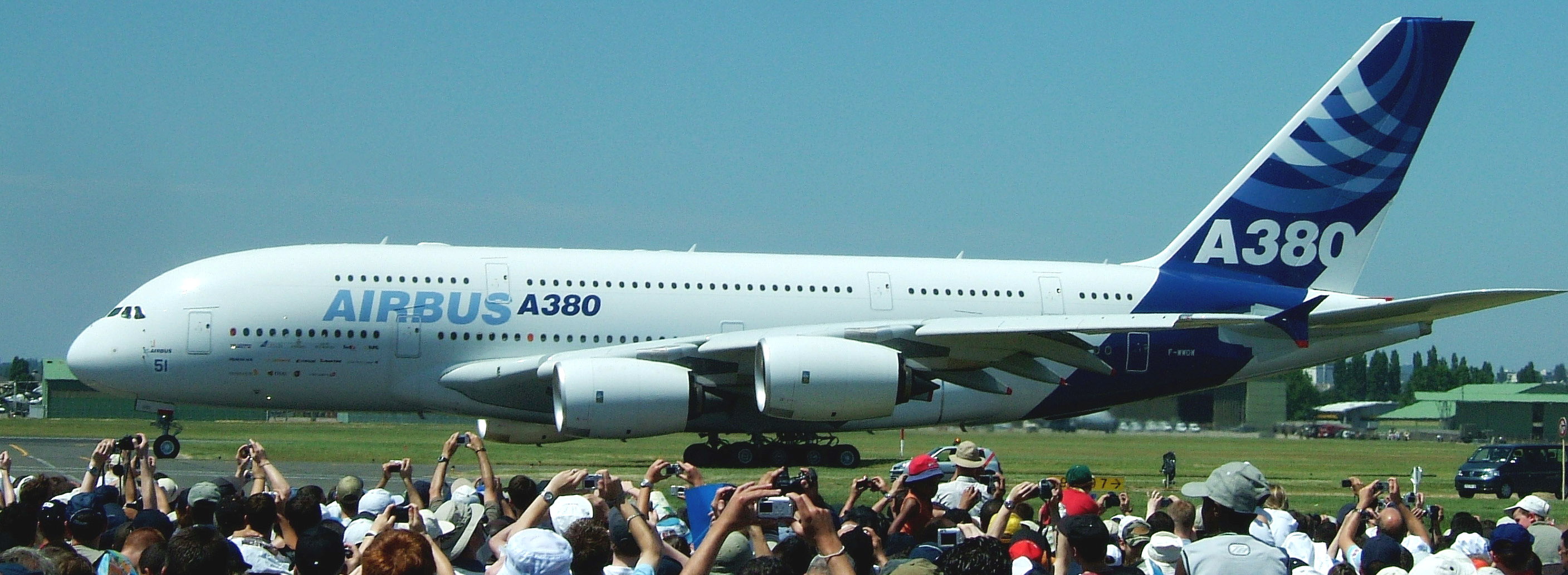
Le département dispose de deux aéroports internationaux, Paris-Charles-de-Gaulle (qui se trouve à cheval sur le Val-d'Oise, la Seine-et-Marne et la Seine-Saint-Denis) et Le Bourget (réservé à l'aviation d'affaire).
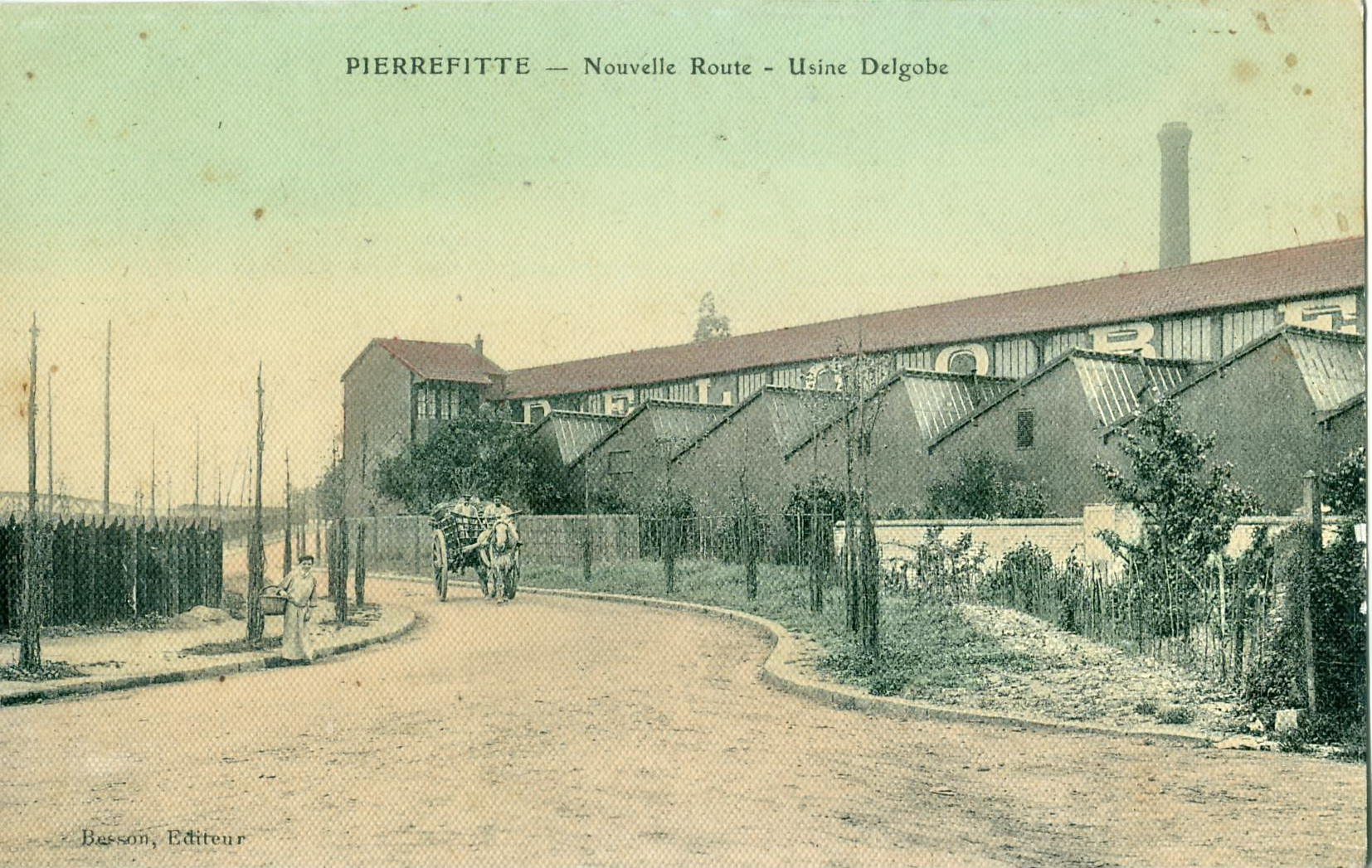
L'entreprise Delgobe à Pierrefitte-sur-Seine au début du XXe siècle, dans la zone d'activité toujours existante située entre la ligne de Grande Ceinture et la ligne Paris - Lille.
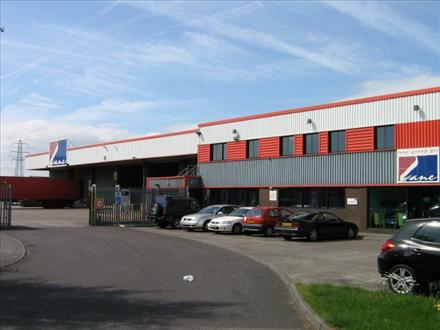
Le parc d'activités Garonor à Aulnay-sous-Bois et au Blanc-Mesnil.
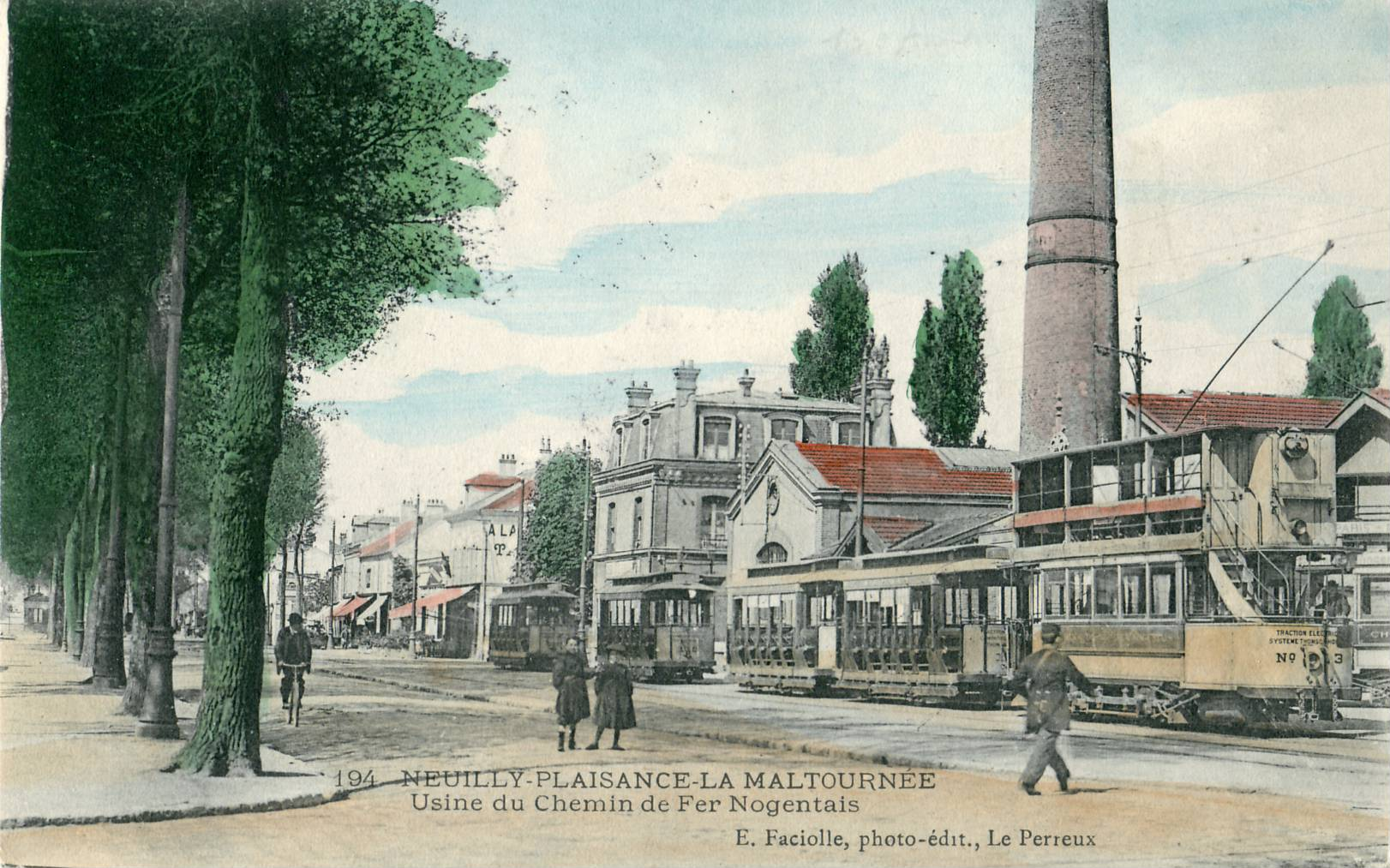
L'usine des chemins de fer nogentais, chemins de fer de l'est parisien, à Neuilly-Plaisance- La Maltournée.
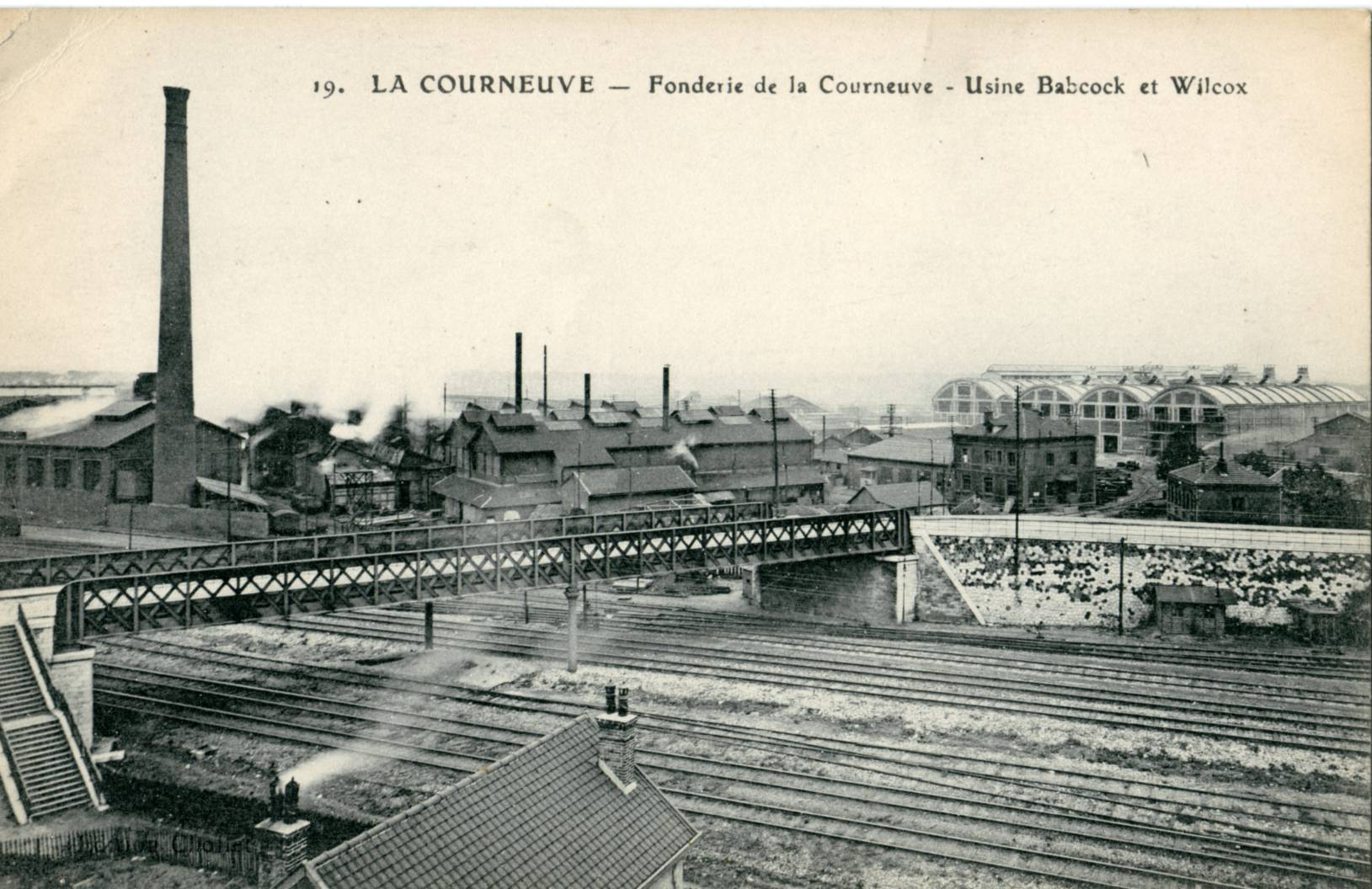
Usine Babcock et Wilcox à la Courneuve au début du XXe siècle

### Des services publics insuffisants
En 2018, un rapport d'enquête de l'Assemblée nationale sur les services régaliens en Seine-Saint-Denis met en lumière des moyens inférieurs aux besoins et à la moyenne nationale dans la justice, la sécurité, la santé et l'éducation. Cela conduit l’État à annoncer en 2019 le plan « État plus fort » pour résorber en partie ces déséquilibres,, mais dont les résultats tardent à se concrétiser.
En novembre 2023, un nouveau rapport parlementaire met en évidence, sauf en partie pour les moyens dédiés à l'agrandissement du Palais de justice de Bobigny et pour les moyens qui lui sont affectés, que le rattrapage n'a pas eu lieu.  En janvier 2024, l’État annonce que la prime de fidélisation de certains fonctionnaires, qui avait été fixée à 10 000 € a au bout de 5 ans est portée à 12 000 €, concernera plus de métiers en tension et sera versée en trois fois.

## Démographie, population et logement

### Évolution démographique
En 2022, le département comptait 1 681 725 habitants, en évolution de +4,67 % par rapport à 2016 (France hors Mayotte : +2,11 %).
| 1881    | 1886    | 1891    | 1896    | 1901    | 1906    | 1911    | 1921    | 1926    |
| ------- | ------- | ------- | ------- | ------- | ------- | ------- | ------- | ------- |
| 180 412 | 207 901 | 230 992 | 262 735 | 307 329 | 349 545 | 411 443 | 504 956 | 635 806 |

| 1931    | 1936    | 1946    | 1954    | 1962      | 1968      | 1975      | 1982      | 1990      |
| ------- | ------- | ------- | ------- | --------- | --------- | --------- | --------- | --------- |
| 769 315 | 776 378 | 730 361 | 845 231 | 1 069 137 | 1 249 606 | 1 322 127 | 1 324 301 | 1 381 197 |

| 1999      | 2006      | 2011      | 2016      | 2021      | 2022      | - | - | - |
| --------- | --------- | --------- | --------- | --------- | --------- | - | - | - |
| 1 382 861 | 1 491 970 | 1 529 928 | 1 606 660 | 1 668 670 | 1 681 725 | - | - | - |

Selon les dernières estimations de l'INSEE, la population s'élève à 1 701 072 habitants au 1er janvier 2024.

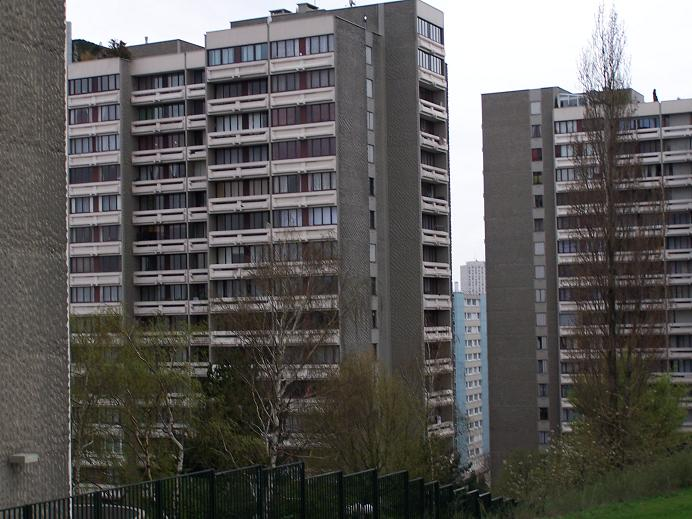
La Seine-Saint-Denis a accueilli de nombreux habitants, à la suite de l'exode rural, de l'indépendance des anciennes possession française, des besoins en main-d'œuvre de l'industrie.
Les besoins en logement ont souvent été couverts par la construction des grands ensembles, nombreux sur le territoire départemental.
Les tours de la rue de la Capsulerie à Bagnolet.

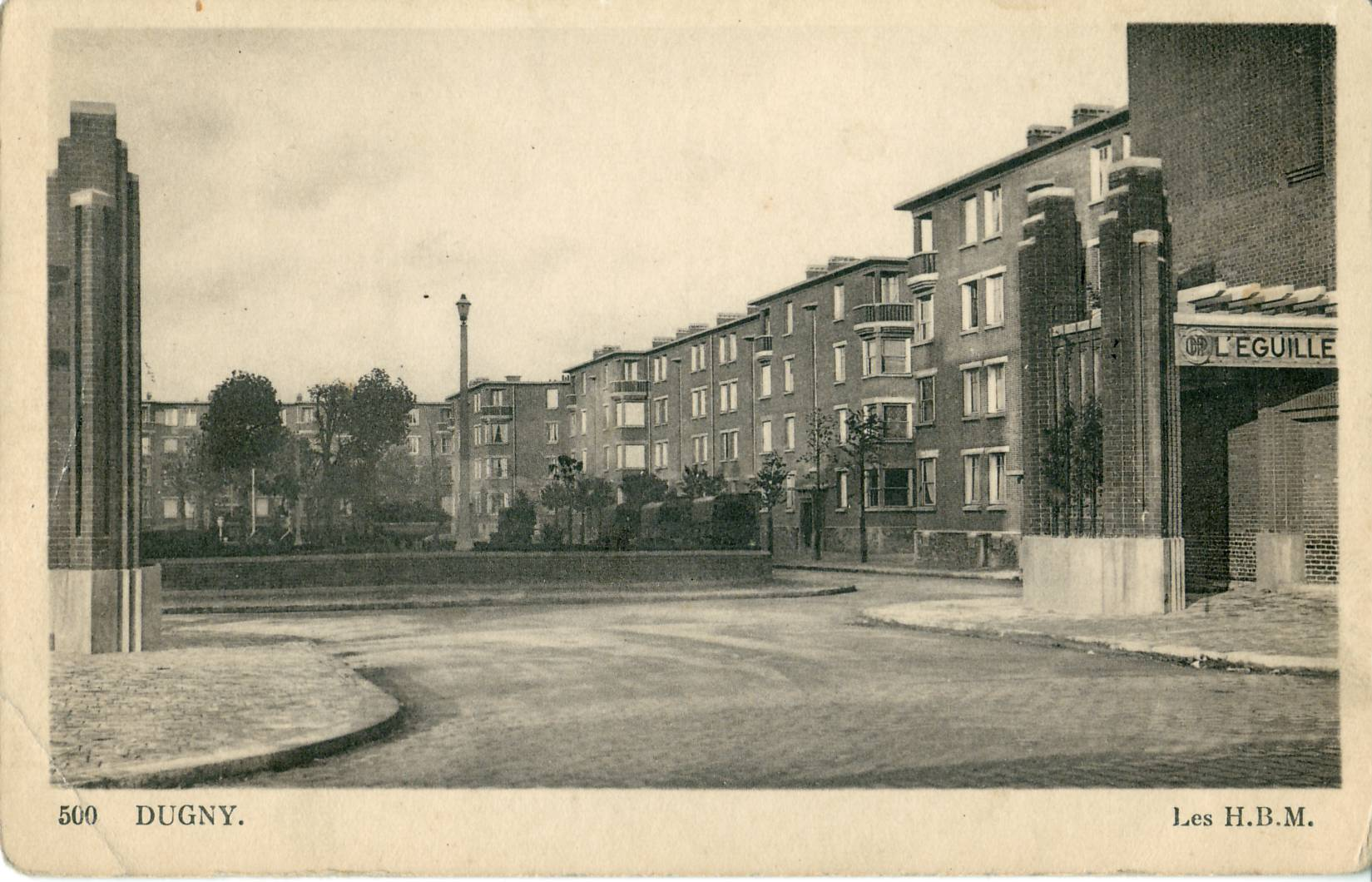
Une des premières formes de logement social dans le département : la réalisation de cités-jardins dans les années 1920.
La cité de l’Eguillez à Dugny.

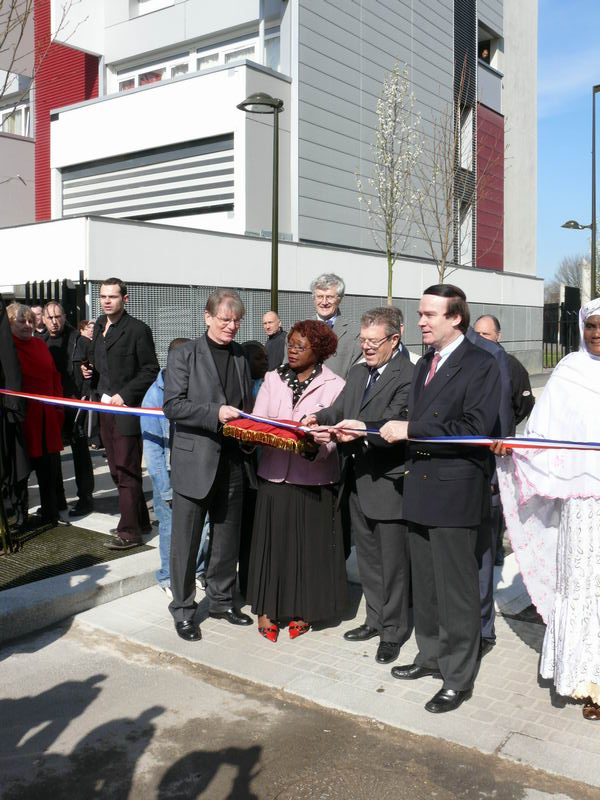
De nombreux projets de rénovation urbaine ont lieu ou sont programmés en Seine-Saint-Denis, visant à transformer des quartiers en profondeur. L’Agence nationale pour la rénovation urbaine (ANRU) en est l’investisseur majeur.
Ici, l'inauguration des nouveaux espaces publics de la cité Allende à Villetaneuse en 2007.

La mortalité infantile y est l'une des plus élevées de France métropolitaine (4,8 ‰ en 2011-2013, alors qu'elle est en moyenne de 3,3 ‰ en France métropolitaine et de 3,8 ‰ en Île-de-France). Cette mortalité infantile continue néanmoins de baisser (elle était de 5,9 ‰ en 2008). Par ailleurs, la Seine-Saint-Denis possède le taux de fécondité le plus élevé de France métropolitaine avec 2,50 enfants par femme. Ceci est notamment dû à la forte proportion d'immigrés (28,4 % en 2012), notamment en provenance de pays en développement dont la fécondité est relativement plus élevée[réf. nécessaire].

### Communes les plus peuplées
La Seine-Saint-Denis a la particularité d'être l'un des quatre départements métropolitains, avec la Seine-Maritime, le Rhône et les Bouches-du-Rhône (auxquels il faut ajouter la Réunion en outre-mer) à posséder deux communes de plus de 100 000 habitants, en l'occurrence, Saint-Denis et Montreuil.
| Nom                  | Code Insee | Intercommunalité         | Superficie (km2) | Population (dernière pop. légale) | Densité (hab./km2) | Modifier                                    |
| -------------------- | ---------- | ------------------------ | ---------------- | --------------------------------- | ------------------ | ------------------------------------------- |
| Saint-Denis          | 93066      | Métropole du Grand Paris | 15,77            | 148 907 (2022)                    | 9 442              | modifier les données · modifier les données |
| Montreuil            | 93048      | Métropole du Grand Paris | 8,92             | 110 758 (2022)                    | 12 417             | modifier les données · modifier les données |
| Aubervilliers        | 93001      | Métropole du Grand Paris | 5,76             | 89 489 (2022)                     | 15 536             | modifier les données · modifier les données |
| Aulnay-sous-Bois     | 93005      | Métropole du Grand Paris | 16,20            | 86 360 (2022)                     | 5 331              | modifier les données · modifier les données |
| Noisy-le-Grand       | 93051      | Métropole du Grand Paris | 12,95            | 71 632 (2022)                     | 5 531              | modifier les données · modifier les données |
| Drancy               | 93029      | Métropole du Grand Paris | 7,76             | 71 312 (2022)                     | 9 190              | modifier les données · modifier les données |
| Pantin               | 93055      | Métropole du Grand Paris | 5,01             | 60 954 (2022)                     | 12 166             | modifier les données · modifier les données |
| Le Blanc-Mesnil      | 93007      | Métropole du Grand Paris | 8,05             | 59 912 (2022)                     | 7 442              | modifier les données · modifier les données |
| Bobigny              | 93008      | Métropole du Grand Paris | 6,77             | 55 270 (2022)                     | 8 164              | modifier les données · modifier les données |
| Épinay-sur-Seine     | 93031      | Métropole du Grand Paris | 4,57             | 53 564 (2022)                     | 11 721             | modifier les données · modifier les données |
| Saint-Ouen-sur-Seine | 93070      | Métropole du Grand Paris | 4,31             | 53 041 (2022)                     | 12 306             | modifier les données · modifier les données |
| Sevran               | 93071      | Métropole du Grand Paris | 7,28             | 51 640 (2022)                     | 7 093              | modifier les données · modifier les données |
| Bondy                | 93010      | Métropole du Grand Paris | 5,47             | 51 066 (2022)                     | 9 336              | modifier les données · modifier les données |
| La Courneuve         | 93027      | Métropole du Grand Paris | 7,52             | 47 086 (2022)                     | 6 261              | modifier les données · modifier les données |
| Livry-Gargan         | 93046      | Métropole du Grand Paris | 7,38             | 46 507 (2022)                     | 6 302              | modifier les données · modifier les données |

### Étrangers et immigrés
La part importante de population immigrée est par ailleurs particulièrement ancienne, constituant un des aspects de l'identité départementale. En effet, dès le développement industriel de la seconde moitié du XIXe siècle, les communes de l'actuelle Seine-Saint-Denis accueillent des populations de travailleurs immigrés.
L'ensemble des grandes vagues d'immigration, notamment après chacune des guerres mondiales, s'est manifesté en Seine-Saint-Denis : Espagnols et Italiens entre 1920 et 1940 ; Nord-Africains après la Seconde Guerre mondiale, Portugais et encore plus récemment Chinois, Turcs ou Africains des pays situés au Sud du Sahara. Ce mouvement a accompagné l'arrivée massive d'immigrés intérieurs au pays (Bretons, Basques, Limousins, Auvergnats, Flamands, Lorrains, Hainuyers ou Alsaciens) venus travailler dans les industries parisiennes jusqu'au début des années 1970.
Cette diversité d'origine est aujourd'hui entrée dans une nouvelle phase, faisant notamment de la population séquano-dionysienne l'une des plus métissées du pays.
Les données du recensement général de la population 1999 étaient les suivantes : le département comptait un peu moins de 1 383 000 habitants, dont près de 260 000 (18,8 %) étaient de nationalité étrangère (dont plus de 40 000 nés en France) et plus de 126 000 des Français par acquisition, c'est-à-dire ayant été naturalisés.
Par ailleurs, le département comptait en 2008, entre autres spécificités, près de 39 000 personnes nées dans les départements d'outre-mer, soit 257,2 pour 10 000 habitants, chiffre sans équivalent en France métropolitaine. Le Val-de-Marne venait en deuxième position, avec 221,8 « Domiens » pour 10 000 habitants, soit 29 000 personnes, alors que Paris ne comptait par exemple qu'un peu plus de 24 000 Domiens et les Hauts-de-Seine, département de population comparable, un peu plus de 23 000.
Les données du recensement de 2015 indiquent un accroissement du nombre et de la proportion d'étrangers (369 969 personnes, soit 23,23 % de la population du département) et du nombre de Français par acquisition (207 287). Les immigrés sont au nombre de 472 951 et représentent 29,70 % de la population de la Seine-Saint-Denis en 2015, proportion la plus élevée de tous les départements de France métropolitaine. Les populations en provenance du Maghreb forment le principal groupe d'immigrés (151 243 en 2015), dont 82 907 originaires d'Algérie, 49 463 du Maroc et 26 060 de Tunisie, devant les immigrés venus du reste de l'Afrique (107 662), dont le nombre est en forte augmentation – la principale communauté vient du Mali (20 859) –, et ceux venus du reste de l'Europe (94 011). Les personnes originaires du Portugal forment le principal groupe d'immigrés européens en Seine-Saint-Denis (32 434 en 2015), devant celles en provenance de Roumanie (15 688). Les immigrés en provenance d'Asie étaient au nombre de 93 773 en 2015, dont 18 615 du Sri Lanka, 18 170 en provenance de Turquie et 16 638 de Chine.11 655 immigrés sont originaires d'Haïti. En 2011, les services de la Préfecture évaluent que ce département compterait quelque 450 000 étrangers en situation régulière (un chiffre à comparer avec ceux issus des recensements) et 150 000 clandestins. Mais cette évaluation ne peut, en raison même du caractère clandestin des personnes concernées, être vérifiée.
Il existe de fortes disparités dans la répartition géographique des immigrés dans le département. Globalement, c'est au nord-ouest de la Seine-Saint-Denis que les plus grandes concentrations sont observées, alors que les proportions d'immigrés sont plus faibles dans l'est. Les communes où, selon les chiffres du recensement de 2015, la part des immigrés dans la population est la plus élevée (égale ou supérieure à 30 %) sont La Courneuve (44,14 %), Aubervilliers (42,83 %), Le Bourget (38,70 %), Bobigny (38,55 %), Saint-Denis (38,40 %), Clichy-sous-Bois (38,33 %), Pierrefitte-sur-Seine (38,31 %), Villetaneuse (36,00 %), Le Blanc-Mesnil (33,29 %), Épinay-sur-Seine (32,60 %), Saint-Ouen-sur-Seine (32,34 %), Drancy (32,32 %), Sevran (31,98 %), Pantin (31,92 %), L'Île-Saint-Denis (31,40 %), Stains (31,22 %) et Bondy (30,90 %). Les communes où la proportion d'immigrés est la plus faible sont Coubron (7,75 %), Gournay-sur-Marne (10,74 %), Le Raincy (14,61 %), Vaujours (17,17 %), Gagny (18,62 %) et Neuilly-Plaisance (18,67 %), la moyenne étant de 9,30 % en France métropolitaine et de 19,00 % dans la région Île-de-France en 2015.
D'après une étude de Michèle Tribalat à partir du fichier SAPHIR (base historique de données harmonisées de l'Insee, issue des exploitations complémentaires des recensements de population) et retraçant l'évolution des concentrations ethniques en France entre 1968 et 2011, 60,5 % des jeunes de moins de 18 ans en Seine-Saint-Denis en 2011 sont d'origine étrangère (au moins un parent immigré dont 53,6 % au moins un parent né hors d'Europe) contre 19,7 % en France métropolitaine et 42 % à Paris. Parmi les vingt communes françaises où la concentration dépasserait 60 % en 2005, toutes sauf une, Vaulx-en-Velin, sont situées en Île-de-France avec, en tête, Clichy-sous-Bois, Aubervilliers et La Courneuve, toutes les trois en Seine-Saint-Denis, où environ trois quarts de la jeunesse seraient d’origine étrangère,. Dans son audition devant la commission des Affaires sociales du Sénat en février 2011, Michèle Tribalat affirmait par ailleurs que dans, de nombreuses villes du département, moins de 5 % des jeunes de moins de 18 ans étaient d'origine européenne.
| 19 %                                                                                               | 27 % | 34 % | 42 % | 50 % | 57 % | 60,5 % |
| Sources : Audition de Mme Tribalat devant la commission du Sénat (janvier 2011) Source : Senat.fr. |      |      |      |      |      |        |

| Origine (en %)        | Seine-Saint-Denis (2011) | Paris (2005) | Val-de-Marne (2005) | Val-d'Oise (2005) | France (2005) |
| --------------------- | ------------------------ | ------------ | ------------------- | ----------------- | ------------- |
| Toutes origines       | 60,5                     | 41,30        | 39,90               | 37,90             | 18,10         |
| Europe du Sud         | 4,2                      | 4,0          | 5,5                 | 4,8               | 2,6           |
| Maghreb               | 23,7                     | 12,1         | 13,2                | 13,0              | 6,9           |
| Afrique subsaharienne | 16,7                     | 9,9          | 10,8                | 9,1               | 3,0           |
| Turquie               | --                       | 0,6          | 1,2                 | 3,1               | 1,4           |

Selon l'Insee, 67,4 % des enfants nés en 2015 en Seine-Saint-Denis, soit 19 774 sur 29 325, ont au moins un parent né à l'étranger (quelle que soit sa nationalité), et 42,2 % ont leurs deux parents nés à l'étranger. Les parents nés en France comprennent les parents nés dans les collectivités d'outre-mer (COM).

### Niveau de vie

Revenu disponible médian en 2018.
Les ménages aisés vivent essentiellement dans les Hauts-de-Seine et l'ouest parisien de la petite couronne, tandis que la Seine-Saint-Denis concentre les populations les plus pauvres et d'origine immigrée.
< 19 500 €
de 19 500 € à 25 000 €
de 25 000 € à 32 500 €
> 32 500 €

Le revenu annuel moyen des ménages s'élève selon l'Insee en 2004 à 15 175 euros, alors que la moyenne nationale s'élève à 15 027 euros. Cependant, il existe des disparités criantes de niveaux de vie en Seine-Saint-Denis selon les villes habitées. Ainsi, l'arrondissement de Saint-Denis est le plus défavorisé, la quasi-totalité des villes s'y trouvant cumulant des obstacles en matière sociale (chômage, taux de logements sociaux très élevés, revenus des ménages faibles…). Ainsi, en 2006, alors que le taux de chômage était de 11,1 % en moyenne pour les communes françaises, l'arrondissement de Saint-Denis affichait 20,3 %, l'arrondissement de Bobigny 16,7 % et celui du Raincy 13,7 %. Le revenu moyen annuel des ménages variait alors entre les arrondissements de Saint-Denis et du Raincy, en 2004, respectivement de 11 500 € à 17 820 €.
Les inégalités sont également visibles entre les villes. De fait, la ville de Clichy-sous-Bois, où le revenu moyen net imposable des ménages était de 15 090 € en 2007, est limitrophe de la ville du Raincy alors que ces communes sont particulièrement opposées ; les ménages du Raincy avaient, avec 38 156 € en moyenne en 2007, des revenus compris entre ceux de Levallois-Perret et de Saint-Maur-des-Fossés.
La Seine-Saint-Denis est le département métropolitain le plus pauvre, bien qu'elle ait 23 338 créations d'emploi entre 2006 et 2011. Le taux de chômage y est de 18 % pour les 15-24 ans contre 12 % en moyenne en Île-de-France et en France. Ce taux atteint 40 % à Stains, 38 % à Aubervilliers, La Courneuve, Saint-Denis ou Villetaneuse. Fin 2015, le département recense 160 000 allocataires vivant en dessous du seuil de 1 043 € par mois et par unité de consommation. Avec 1 270 euros par mois, en moyenne, les ménages de Seine-Saint-Denis sont les plus modestes d’Île-de-France avec plus 30 % des ménages vivent sous le seuil de pauvreté (soit 961 € par mois).

### Logement et urbanisme

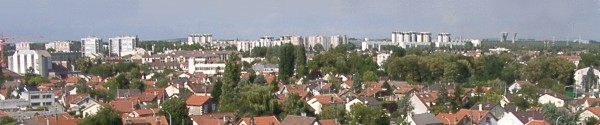
Panorama d'Aulnay-sous-Bois, zone pavillonnaire au premier plan, au fond de grands ensembles.

Selon le recensement de 2006, le département compte 604 065 logements, soit 11,4 % du parc francilien sur 2 % du territoire régional. Le logement social, dont les premières HBM datent de la fin du XIXe siècle est fortement représenté dans le département, avec presque 200 000 HLM (31,2 % des résidences principales), soit 18 % du parc régional. Ce parc est principalement regroupé dans les communes limitrophes de Paris,.
Le patrimoine de logement social appartient à une centaine d'organismes, dont une soixantaine d'entreprises sociales pour l'habitat (ESH, ex SA HLM) et 18 offices publics de l'habitat (OPH, ex OP HLM). Les principaux sont l'OPH départemental Seine-Saint-Denis Habitat (environ 32 000 logements) et l'OPH Plaine commune habitat
Malgré ce parc important, et compte tenu de l'insuffisance de l'offre dans d'autres départements franciliens, 57 000 demandes de logement social sont enregistrées dans le département, ce qui implique de grandes difficultés d'attribution. D'autre part, le logement privé ancien est parfois fort dégradé: 140 arrêtés d'insalubrité ont pris en 2007; pour les seules six villes de Romainville, Saint-Denis, Aubervilliers, Saint-Ouen-sur-Seine, Pantin et Montreuil, 1 255 logements sont considérés comme à démolir et 2 921 à réhabiliter. En 2005, le nombre d'immeubles insalubres était estimé à 1 500 et le nombre de logements concernés entre 4 000 et 10 000. En 1999, la seule Plaine commune recensait 6 700 logements indécents dont 2 500 insalubres. Malgré les efforts entrepris, en particulier par les six villes citées qui ont passé un contrat en ce sens avec l'État, leur éradication est relativement lente en raison de la complexité juridique des opérations et du nombre important (54 000) de demandeurs de logement social qui complique parfois le relogement des occupants.
Le parc HLM, pourtant relativement récent, est assez dégradé[précision nécessaire]. La Seine-Saint-Denis est le département français où l'ANRU finance le plus d'opération de « renouvellement urbain ». Une part importante du département est concernée par la géographie prioritaire de la politique de la ville. Après la Seconde Guerre mondiale, de nombreux bidonvilles parsemaient le département. À la suite de l'appel de l'Abbé Pierre en 1954 et de la relance du logement, ceux-ci ont été globalement éradiqués vers 1974. 64 opérations ANRU sont programmées dans le département, ce qui se traduit par d’importantes opérations. 74 % des logements reconstruits le sont en zone urbaine sensible (la part est de 55 % au niveau national), d'où[style à revoir] un faible brassage de population. Le département connaît une persistance de bidonvilles où habitent environ 3 000 Roms près de Montreuil et à l'ouest du département.
En mai 2025, La mairie de Blanc-Mesnil annonce la réhabilitation de la plus grande cité HLM en bois en France, pour un montent de 21 millions d'euros, travaux devant commencer fin 2025.

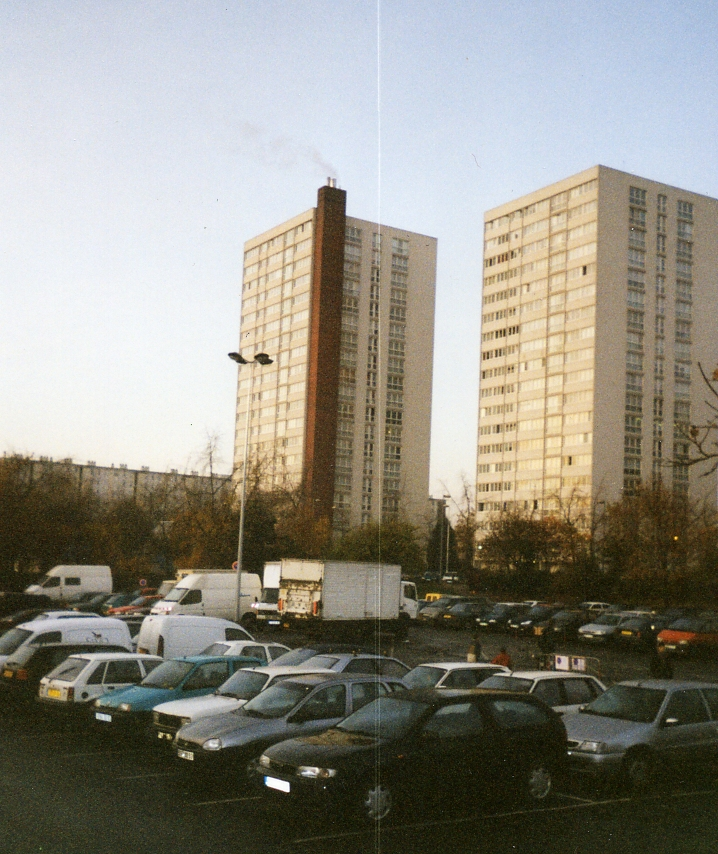
Grands ensembles à Aubervilliers.
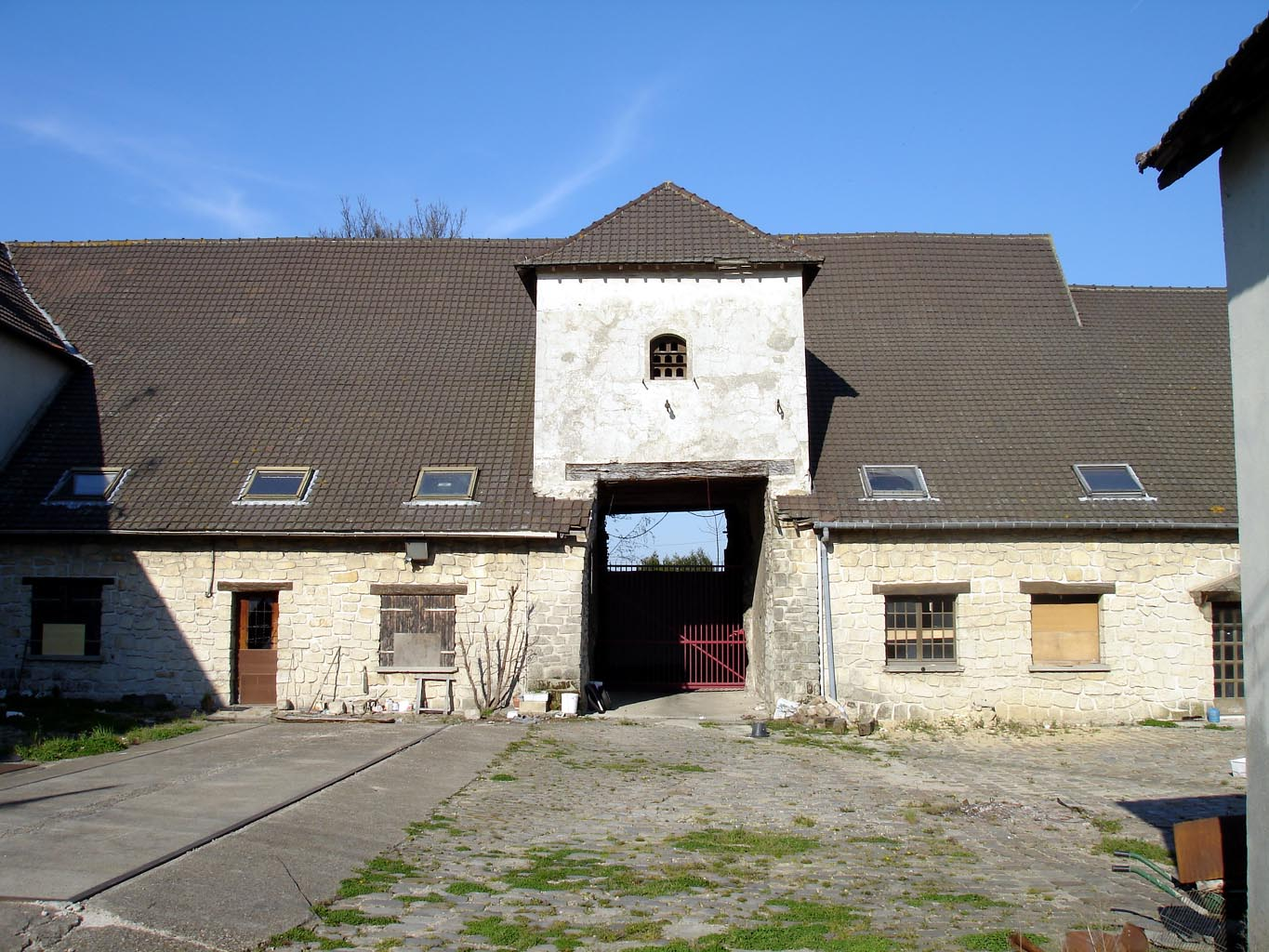
Exemple de commune dont une partie a conservé un aspect assez rural : la ferme du Vieux-Pays à Tremblay-en-France.
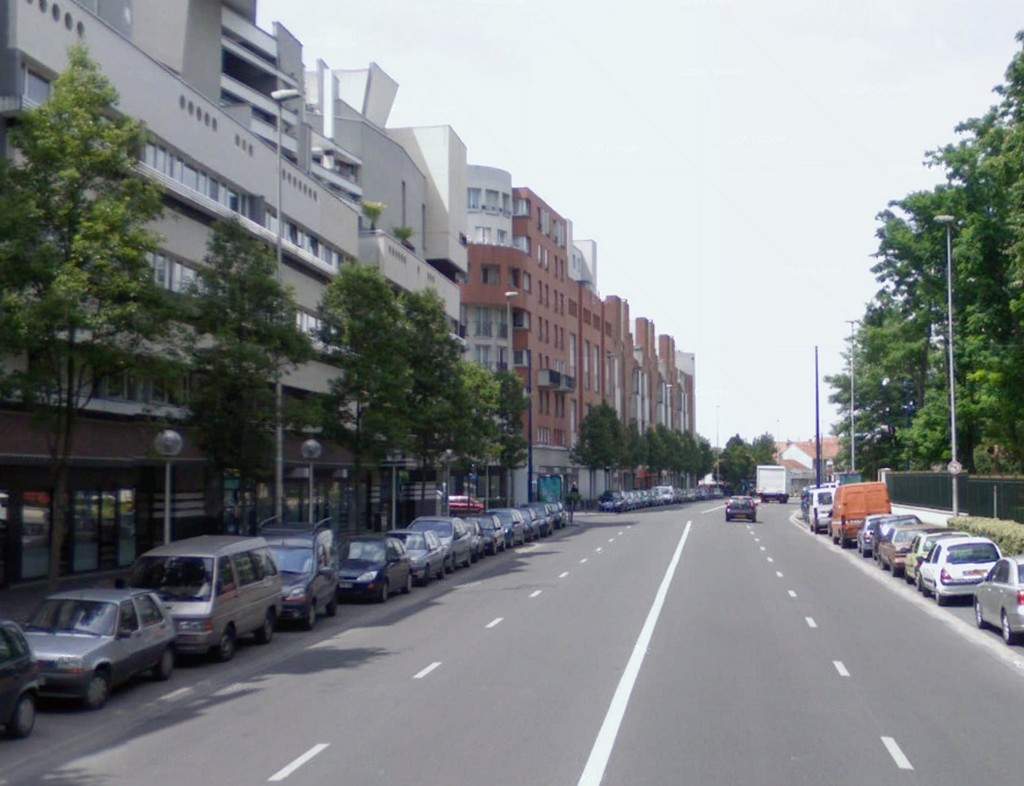
Logements avec vue sur le parc de Ladoucette à Drancy, présentant un habitat intermédiaire entre grands ensembles et logement individuel.
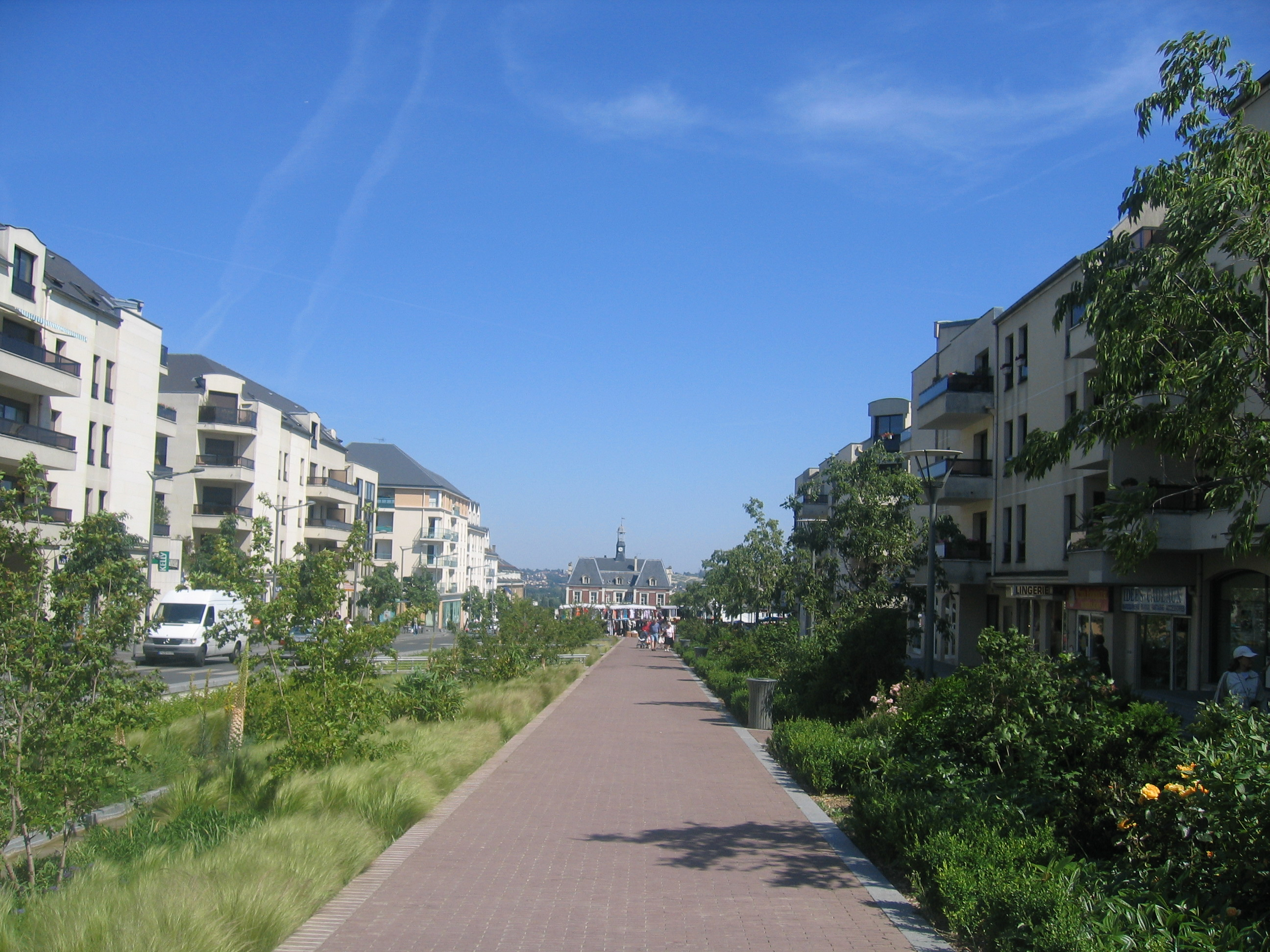
Le centre-ville de Noisy-le-Grand transformé par ces nouveaux immeubles.
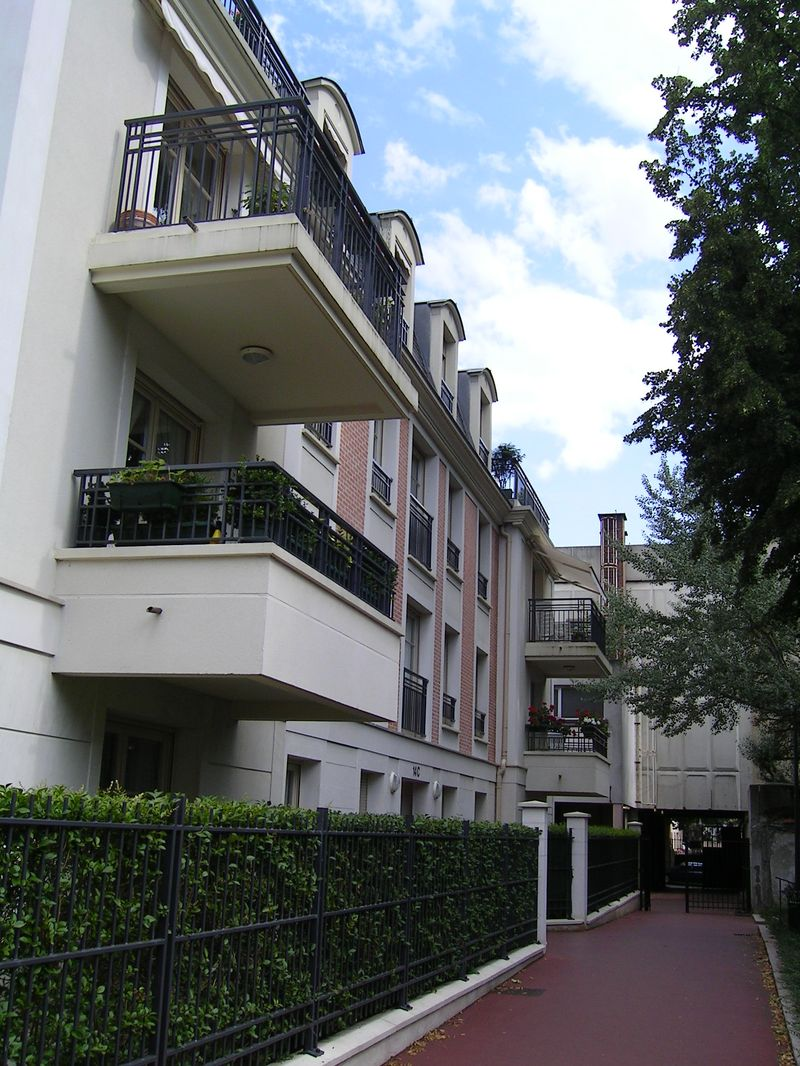
Immeubles récents au Raincy.

### Le SDRIF
Le Schéma directeur de la région Île-de-France (SDRIF), révisé pour la dernière fois en 2013 par la région en association avec l'État, est le schéma directeur de la région Île-de-France. Ce document planifie l'évolution de l'organisation urbaine dans les vingt prochaines années, et prévoit les équipements publics nécessaires pendant cette durée.
C'est dans le cadre du SDRIF que le nord et l'est de la région ont été développés : l'édification du Stade de France, le renouveau de la Plaine Saint-Denis, le développement de la zone de Roissy et de Marne-la-Vallée.

## L'environnement

### La gestion des déchets
En 2008, 683 740 tonnes de déchets ménagers et assimilés ont été collectées en Seine-Saint-Denis, soit 481 kg/hab.

### Les espaces verts
Les espaces verts en Seine-Saint-Denis sont passés d’1 m2 par habitant à 11 m2 entre 1980 et 2020 en raison d'une politique mise en œuvre par les municipalités communistes.
La Seine-Saint-Denis constitue le seul site Natura 2000 français en milieu urbain.

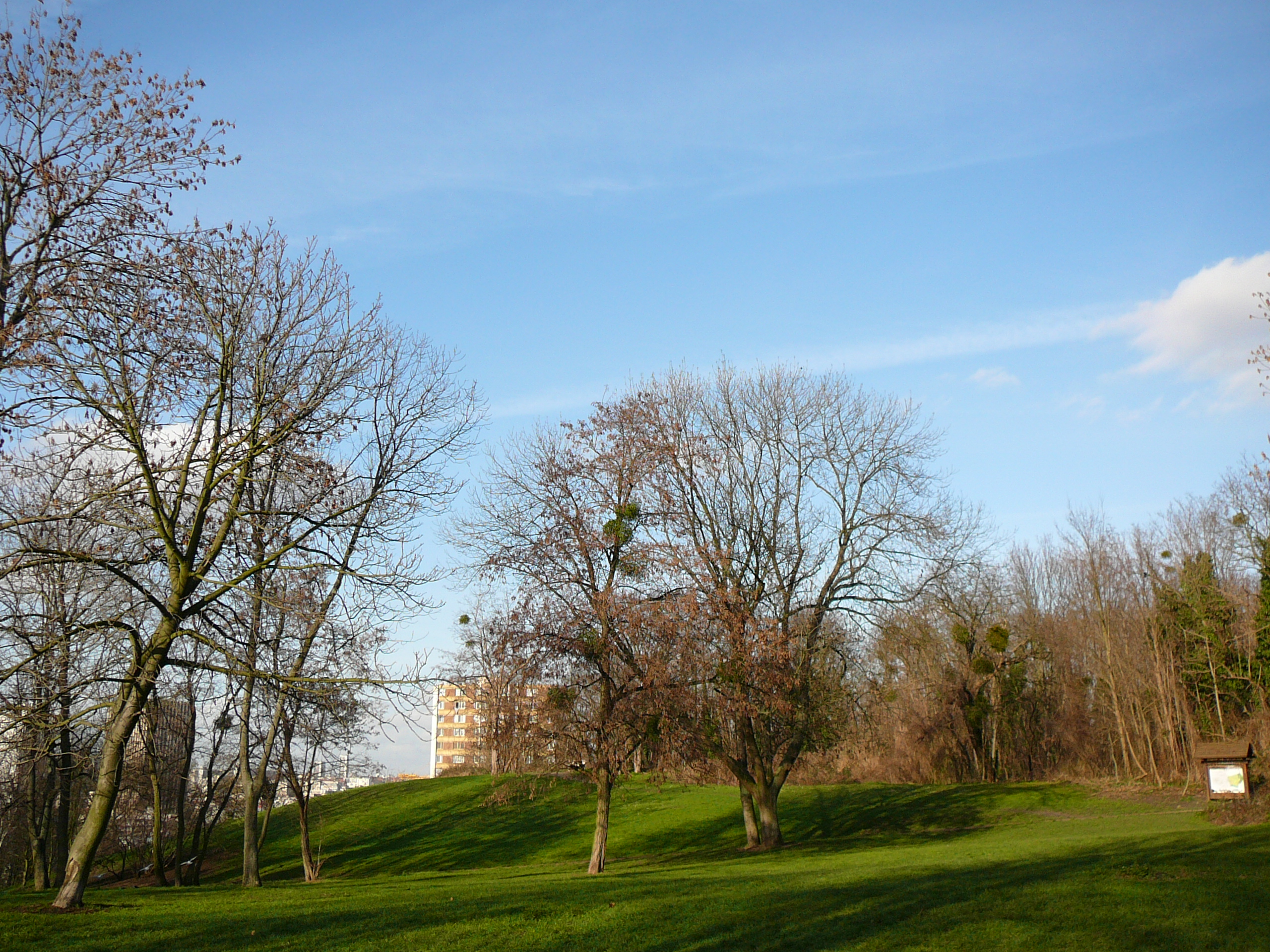
Le parc des Beaumonts à Montreuil.
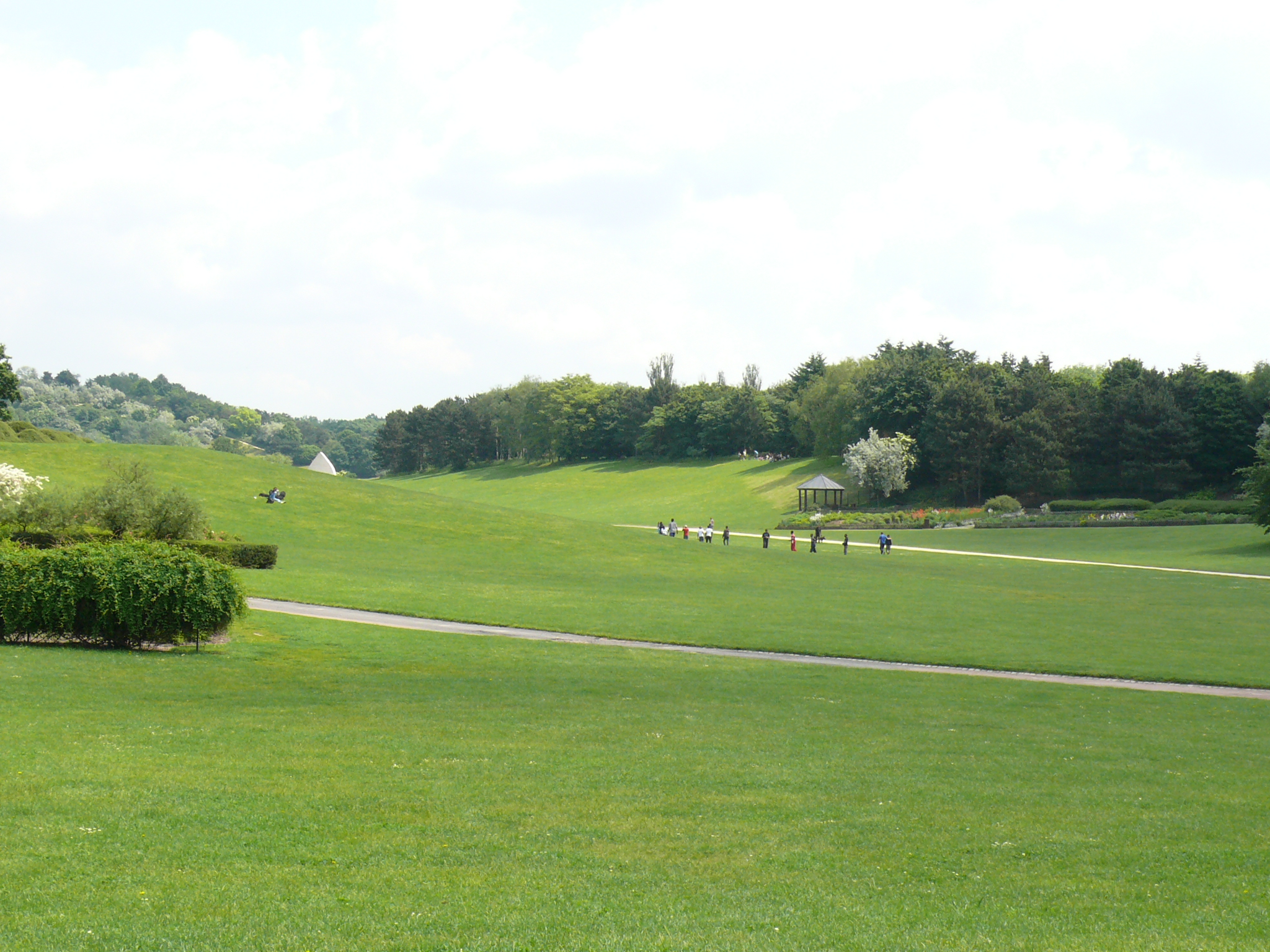
Le parc Georges-Valbon.
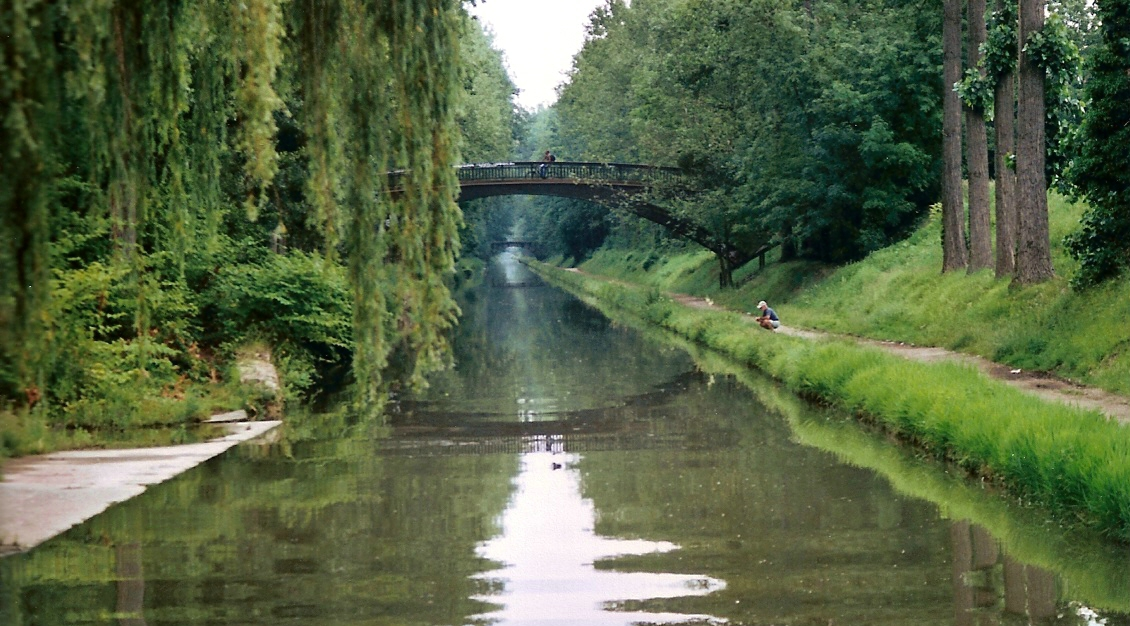
Le canal de l'Ourcq au début du parc forestier de Sevran, vu de l'ouest.
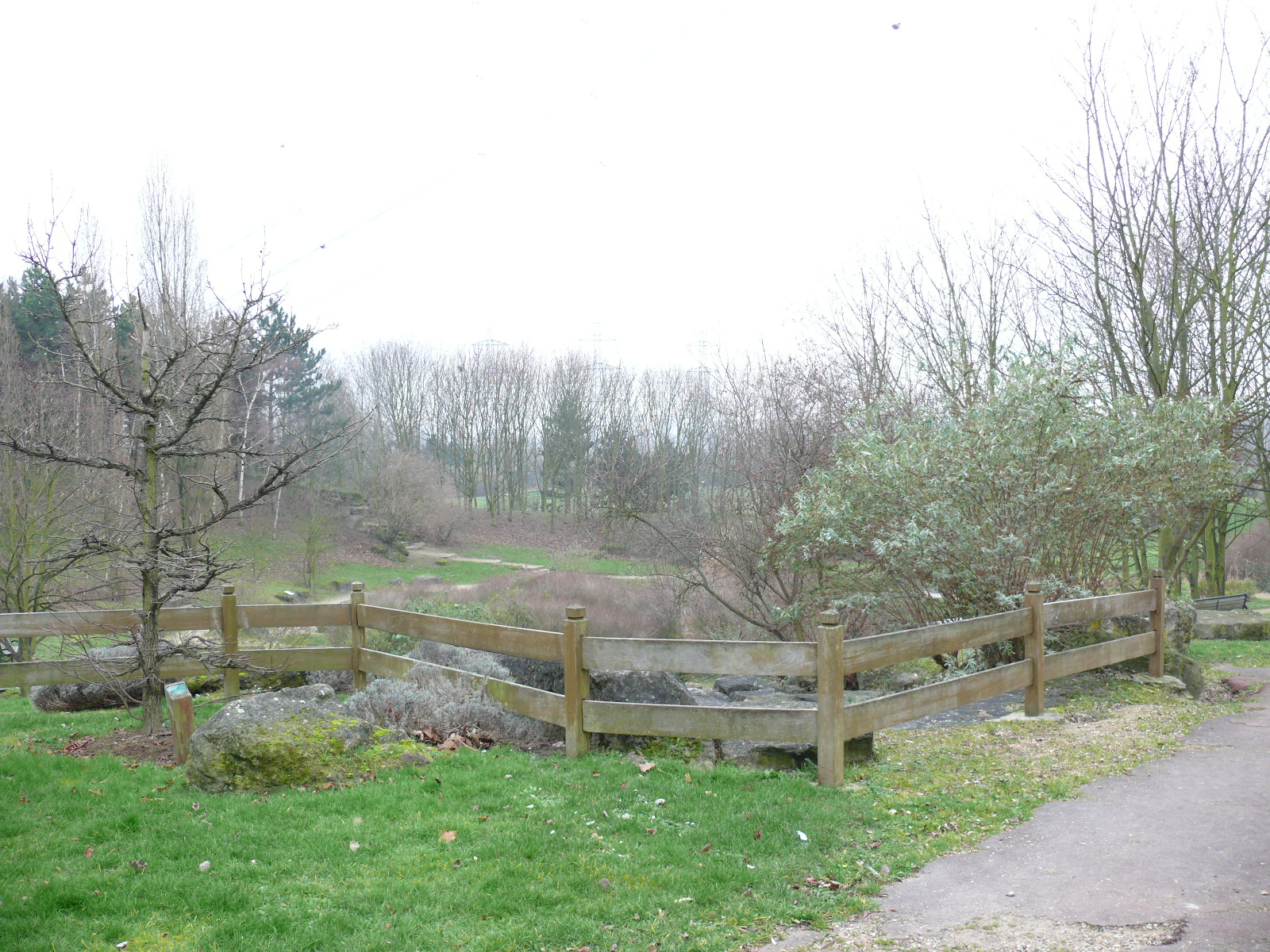
Le parc départemental de Villetaneuse.
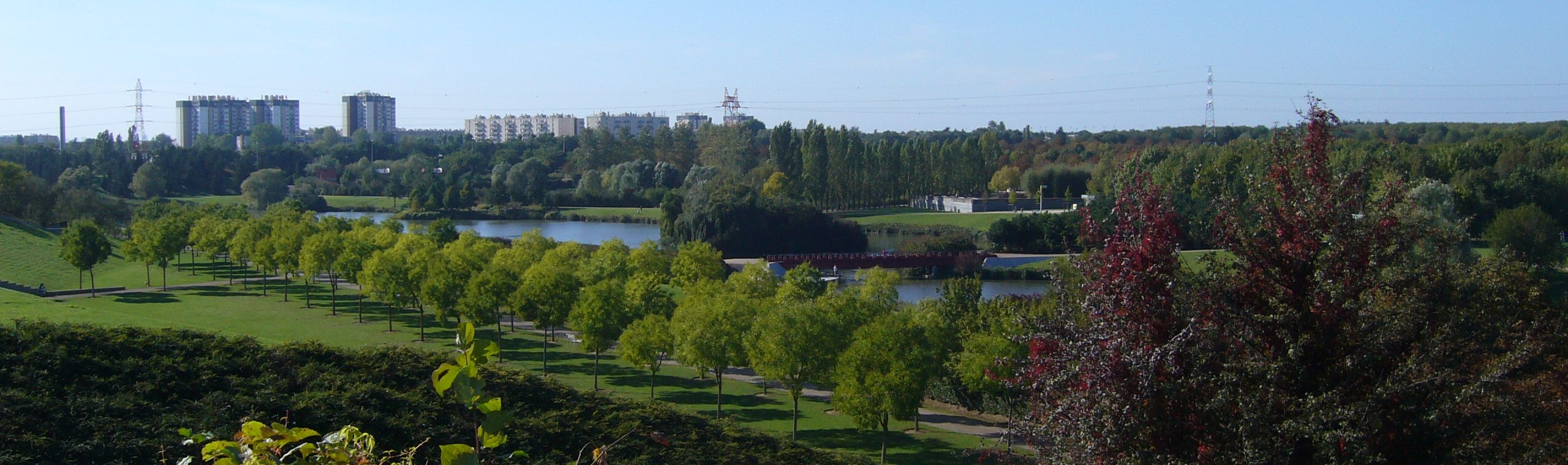
Le parc départemental du Sausset à Aulnay-sous-Bois et à Villepinte.
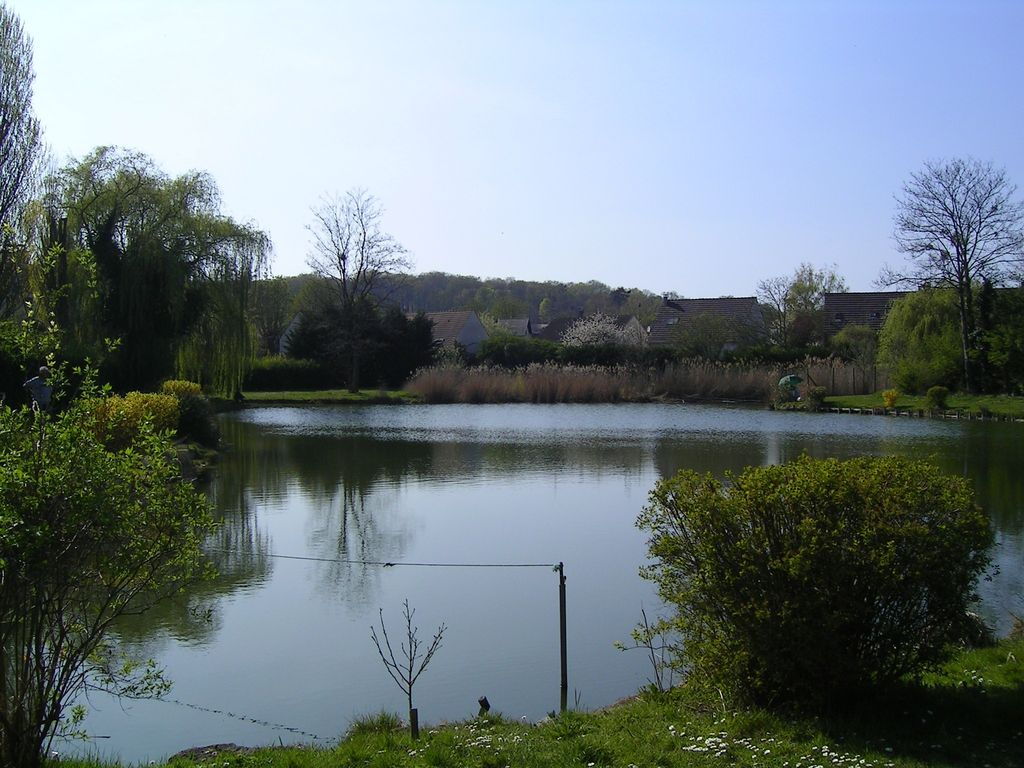
Étang du Moulin à Coubron, forêt de Bondy.

- Parc Georges-Valbon, (ex-parc départemental de La Courneuve),
- Parc départemental de l'Île-Saint-Denis,
- Parc départemental du Sausset à Aulnay-sous-Bois et à Villepinte,
- Bois de la Tussion à Villepinte,
- Parc départemental de la Fosse-Maussoin à Clichy-sous-Bois,
- Parc Jean-Moulin–Les Guilands à Bagnolet et Montreuil
- Parc départemental de la Haute-Île à Neuilly-sur-Marne, Les murs à pêches à Montreuil

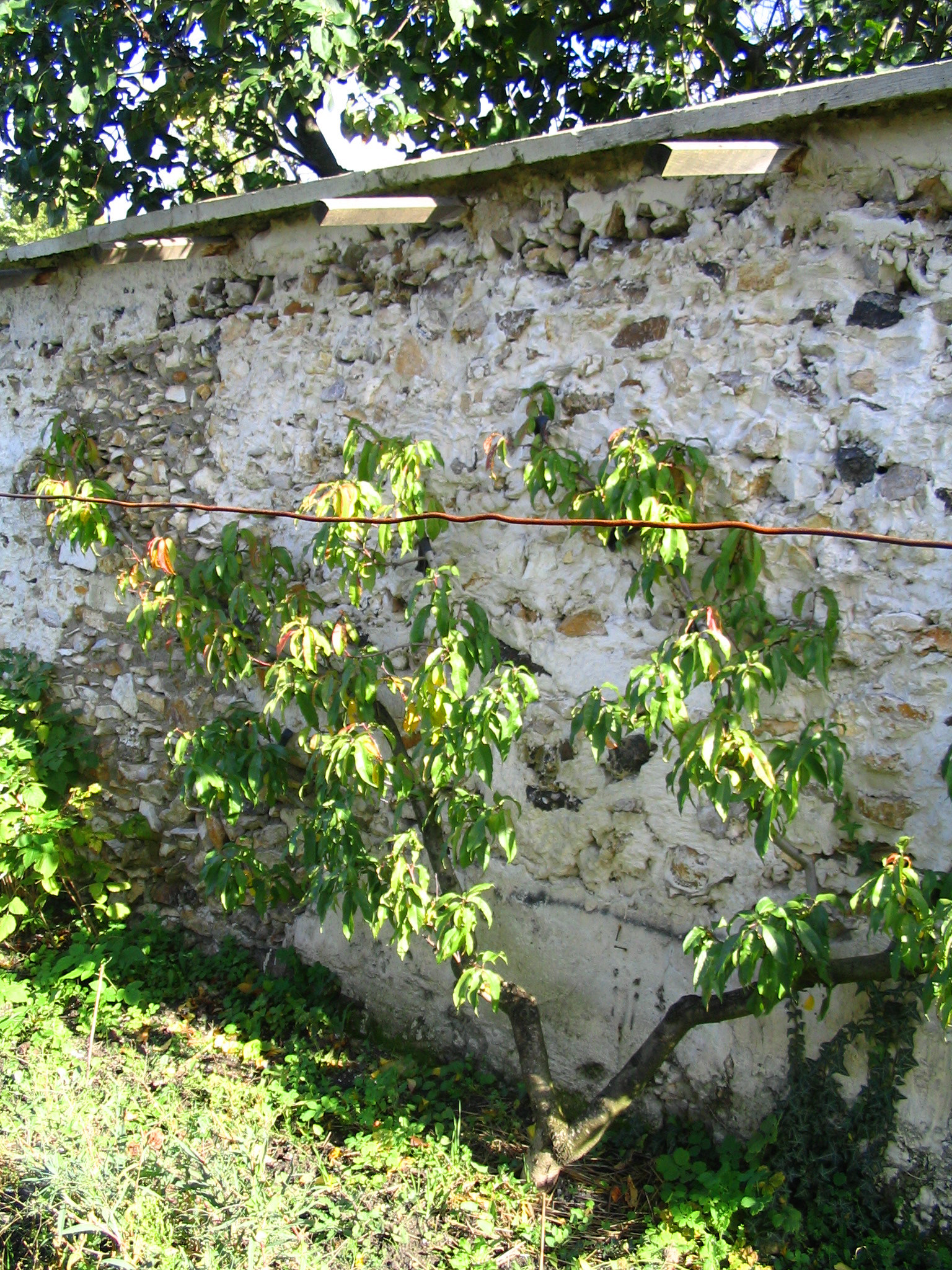
Les murs à pêches à Montreuil

- Promenade de la Dhuis, coulée verte en Seine-Saint-Denis,
- Plateau d'Avron avec coulée verte « Voie Lamarque » à Neuilly-Plaisance,
- Parc communal du Croissant Vert à Neuilly-sur-Marne,
- Parc départemental de la Bergère à Bobigny,
- Parc départemental de Romainville,
- Parc des Beaumonts à Montreuil,
- Parc Montreau-Daniel Renoult à Montreuil,
- Murs à pêches à Montreuil,
- Bois de Bernouille à Coubron,
- Parc paysager communal Robert Ballanger à Aulnay-sous-Bois,
- Forêt régionale de Bondy à Clichy-sous-Bois, Montfermeil et Coubron,
- Parc forestier de la Poudrerie nationale de Sevran-Livry,
- Bois des Ormes à Montfermeil,
- Parc Jean Valjean à Montfermeil,
- Parc communal Jacques Duclos au Blanc-Mesnil,
- Parc de Ladoucette à Drancy,
- Parc de la Légion d'Honneur à Saint-Denis,
- Grand parc de Saint-Ouen,
- Butte Pinson à Villetaneuse et Pierrefitte-sur-Seine
- Parcs communaux de la Butte Verte, des Mares Dimanches, des Yvris, Louis-Antoine de Bougainville à Noisy-le-Grand.
- Bois Saint-Martin à Noisy-le-Grand,
- Les bords de Marne à Neuilly-Plaisance, Neuilly-sur-Marne, Noisy-le-Grand et Gournay-sur-Marne.
- Les bords de Seine à Épinay-sur-Seine, Saint-Denis et Saint-Ouen.
- Les rives du canal de l'Ourcq, du canal Saint-Denis et du canal de Chelles.

## Enseignement
La Seine-Saint-Denis fait partie, avec le Val-de-Marne et la Seine-et-Marne de l'Académie de Créteil.

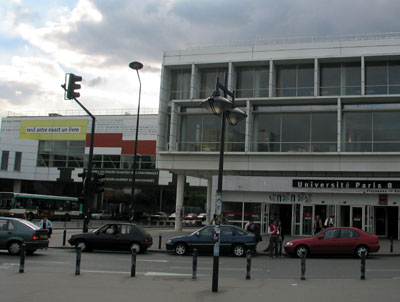
L'entrée de l'Université de Paris VIII à Saint-Denis

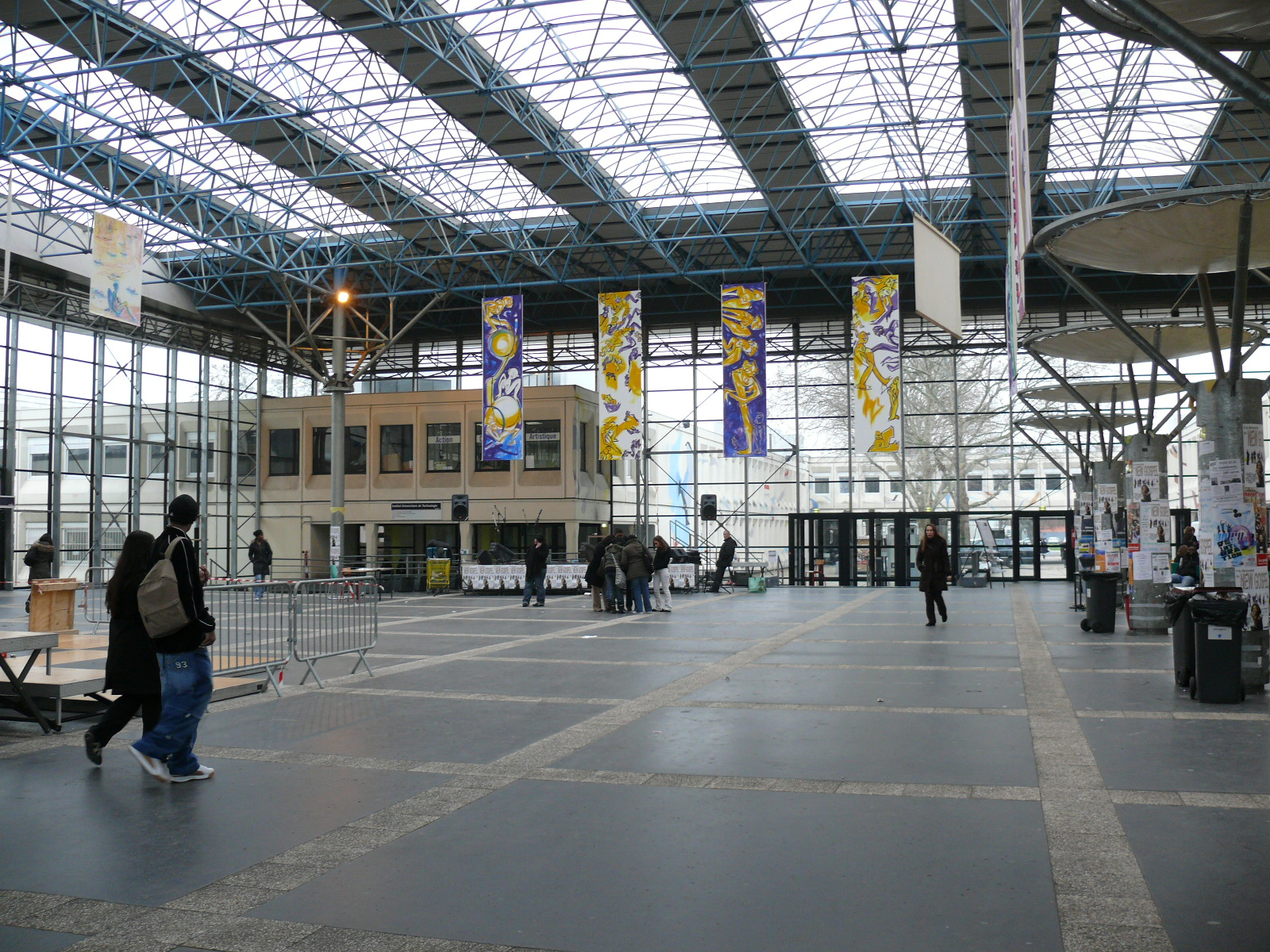
Le forum du campus de l'Université Paris-Nord à Villetaneuse

### Établissements
Le département dispose de :
- trois sites universitaires : l'Université Paris-VIII à Saint-Denis et l'université Paris-Nord (ex-Paris-XIII) à Villetaneuse et à Bobigny, et plus récemment le campus Condorcet à Aubervilliers ; un site de l'université Paris-Est-Marne-la-Vallée à Noisy-le-Grand, deux CHU (à Bondy et à Bobigny), et cinq IUT ;
- plusieurs grandes écoles (Institut supérieur de mécanique de Paris à Saint-Ouen-sur-Seine, ESIEE Paris et École nationale des finances publiques à Noisy-le-Grand, École nationale supérieure Louis-Lumière à Saint-Denis…) ;
- deux sites de l'Institut national supérieur du professorat et de l'éducation de Créteil, situés à Livry-Gargan et à Saint-Denis ;
- plus d'une trentaine de classes préparatoires aux grandes écoles, réparties dans dix établissements : lycées Albert-Schweitzer au Raincy, André-Boulloche à Livry-Gargan, Auguste-Blanqui à Saint-Ouen-sur-Seine, Blanche-de-Castille à Villemomble, Jean-Jaurès à Montreuil, Le Corbusier à Aubervilliers, Louise-Michel à Bobigny, Olympe-de-Gouges à Noisy-le-Sec, Paul-Éluard et Maison d'éducation de la Légion d'honneur à Saint-Denis.

L'offre d'enseignement supérieur et de recherche publique s'est considérablement étoffée au cours des dernières années. Ce mouvement trouve par ailleurs une illustration nouvelle dans le cadre du développement de Plaine Commune avec l'installation du CNAM et de la Maison des Sciences de l'Homme, et celle à venir de l'École pratique des hautes études, de l'École des hautes études en sciences sociales et de l'Institut national d'études démographiques dans le Campus Condorcet à Aubervilliers.
On trouve également des centres de formation innovants comme L'Industreet, campus des métiers de l'industrie, basé à Stains ou Casa93, formation de mode libre et engagée, basée à Montreuil.
Par ailleurs, par restructuration de l'établissement public qui les gère, les Archives nationales se sont installées en février 2013 dans de nouveaux locaux situés à Pierrefitte-sur-Seine, à proximité de l'Université Paris VIII. Le développement des formations supérieures touche également les établissements secondaires où croissent le nombre des classes préparatoires aux grandes écoles et le nombre des étudiants les fréquentant.
On notera aussi que l'Institut d'études politiques de Paris a signé une convention de formation avec plusieurs lycées du département en vue de permettre l'inscription dans cet établissement des élèves issus de ces lycées.
Compte tenu de la situation sociale de nombre de familles, une part importante de ses écoles, collèges et lycées sont classés en zone d'éducation prioritaire.

### Niveau d'études

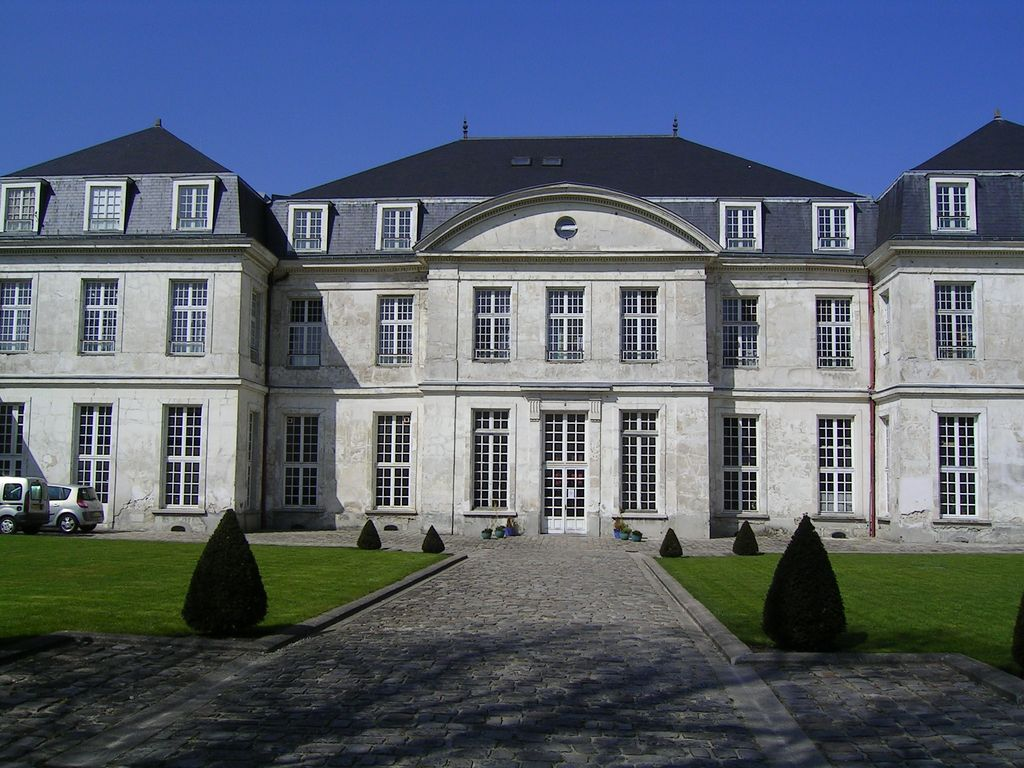
Le lycée Fénélon, un établissement d’enseignement privé, de la maternelle au niveau licence professionnelle, à Vaujours

La population de la Seine-Saint-Denis est de plus en plus formée, prolongeant de plus en plus ses études, ce qui constitue l'un des potentiels de développement futur du département, et du pays en général, même si la proportion de diplômés demeure inférieure à la moyenne nationale et, plus encore, régionale. En effet, 22,8 % de la population âgée de 15 ans et plus avait un diplôme de l'enseignement supérieur (12,2 % pour l'enseignement supérieur long), contre 19,7 % en 2007 (10,1 % pour l'enseignement supérieur long). La proportion de diplômés de l'enseignement supérieur parmi la population âgée de 15 ans et plus en France métropolitaine était de 26,4 % en 2012 (13,8 % pour l'enseignement supérieur long) et de 23,1 % en 2007 (12 % pour l'enseignement supérieur long). Sur les 205 491 jeunes âgés de 15 à 24 ans résidant en 2012 dans le département, 132 336 étaient encore scolarisés, et 32 304 avaient achevé leur scolarité muni d'un baccalauréat ou d'un diplôme de l'enseignement supérieur (12 538 pour ces derniers).
A contrario, le département comptait également, en 2012, 3 902 jeunes de 6 à 14 ans non scolarisés et 29 % de personnes âgées de 15 ans ou plus dépourvues de tout diplôme. 19 054 jeunes de 15 à 24 ans non scolarisés n'ont aucun diplôme et 7 160 ont au plus un brevet des collèges : au total, cela équivaut à 12,8 % de cette classe d'âge à n'être pas scolarisée et à ne pas disposer d'une qualification. Ces jeunes sans qualification sont particulièrement soumis aux aléas de la vie professionnelle et rencontrent des difficultés grandissantes d'insertion sociale et professionnelle.

## Principaux équipements

### Santé
La Seine-Saint-Denis est le premier désert médical de France, avec à peine 50 médecins généralistes pour 100 000 habitants contre 339 pour 100 000 en moyenne en France en 2023. En conséquence, un quart des habitants n’a pas de médecin traitant, ce qui engendre une importance accrue des pathologies graves, tel le cancer, mal dépisté.
Neuf centres hospitaliers publics sont implantés en Seine-Saint-Denis :
- Le centre hospitalier de Saint-Denis-Hôpital Delafontaine ;
- Le centre hospitalier intercommunal Robert-Ballanger à Aulnay-sous-Bois et Villepinte ;
- Le groupe hospitalier intercommunal Le Raincy-Montfermeil ;
- Le centre hospitalier Maison-Blanche à Neuilly-sur-Marne (hôpital psychiatrique) ;
- Le centre hospitalier intercommunal André-Grégoire à Montreuil ;
- L’hôpital de Ville-Évrard à Neuilly-sur-Marne (hôpital psychiatrique) ;
- L'hôpital Avicenne à Bobigny (AP-HP) ;
- L'Hôpital Jean-Verdier à Bondy (AP-HP) ;
- L'Hôpital René-Muret-Bigottini à Sevran et à Aulnay-sous-Bois (AP-HP, hôpital de gérontologie).

À ces établissements de soins publics, il faut rajouter les cliniques et hôpitaux privés, telles que le Centre cardiologique du Nord, à Saint-Denis, l'Hôpital privé du Vert-Galant à Tremblay-en-France, l'Hôpital privé de la Seine-Saint-Denis au Blanc-Mesnil et à Drancy, la Clinique des Presles à Épinay-sur-Seine, la Clinique Hoffmann à Rosny-sous-Bois, ou la Clinique de l'Estrée, à Stains, l'Hôpital privé d'Aulnay-sous-Bois, l'Hôpital européen de Paris et la Polyclinique à Aubervilliers, et la Maternité des Lilas.
De même, le pôle de santé publique de la Plaine Saint-Denis regroupe des agences majeures du ministère de la Santé, comme la Haute Autorité de santé.
Il faut remarquer un sous-équipement global du département en matière d'offre de soins, notamment libérale : un nombre de médecins spécialistes ou généralistes, de professionnels paramédicaux sensiblement inférieur à la moyenne régionale, sans doute lié à la forte précarité d'une part importante de la population séquano-dionysienne, et à son faible pouvoir d'achat.
Néanmoins, il doit accueillir à Saint-Ouen-sur-Seine le futur Hôpital Grand Paris Nord.
De ce fait, un nombre significatif de communes ont fait le choix ancien de proposer une offre publique de soins de proximité, avec des dispensaires et des centres de santé fortement fréquentés par les habitants.
La Croix-Rouge française a décidé en 2006 de fermer trois de ses équipements, les dispensaires de Drancy, du Blanc-Mesnil et du centre Blumenthal d'Épinay-sur-Seine (Cité-jardin Blumenthal). Dans le cas du Blanc-Mesnil, cette annonce a été fortement critiquée, car le dispensaire se situait au nord de la ville, au cœur du grand ensemble des Tilleuls, qui fait partie des 100 zones franches du pays. De plus, selon une étude de la DRESS, le Nord du Blanc-Mesnil, qui comporte un bassin de près de 20 000 habitants, essentiellement locataires de HLM, est la zone la moins médicalisée, et la moins bien lotie en spécialistes de la région.
La Seine-Saint-Denis est le département français le plus fortement atteint par la hausse de la tuberculose (en augmentation de 10 % en Ile- de-France entre 2015 et 2017). Les populations précaires, vivant en hébergement collectif ou sans domicile fixe, sont les plus exposées à la maladie.

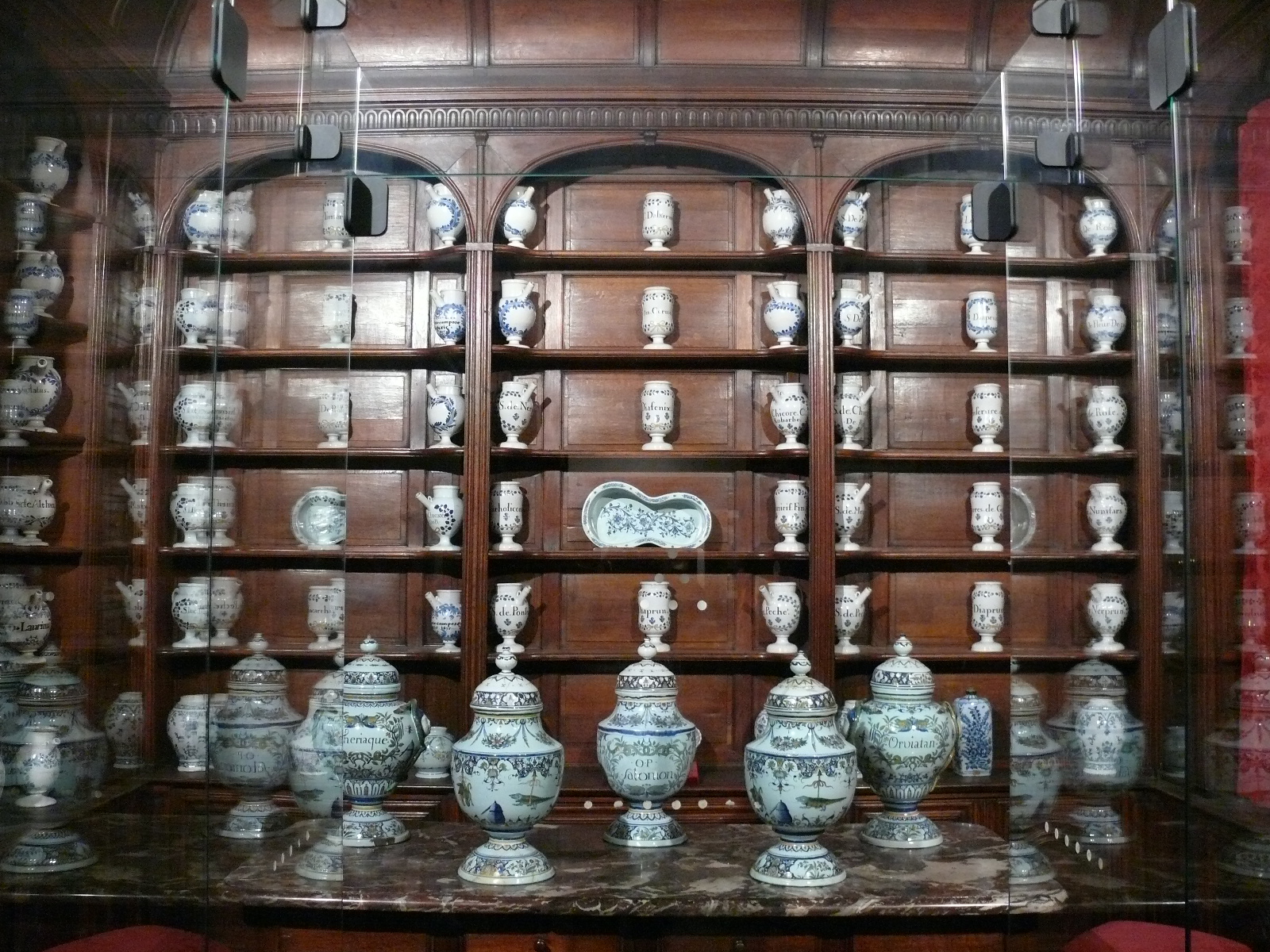
L'apothicairerie de l'Hôtel-Dieu à Saint-Denis est reconstituée au musée d'Art et d'Histoire.
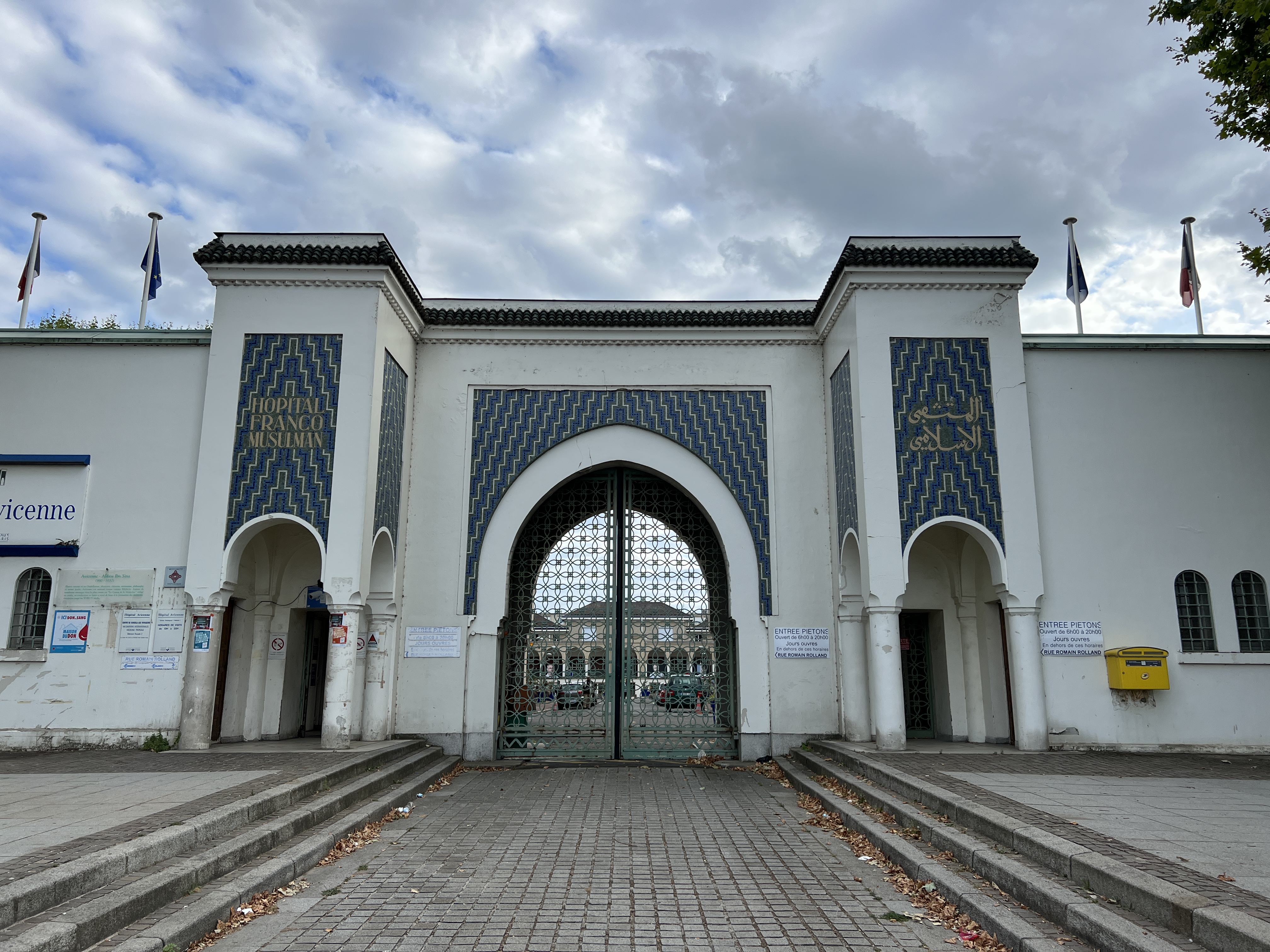
fronton de l'hôpital Avicenne.
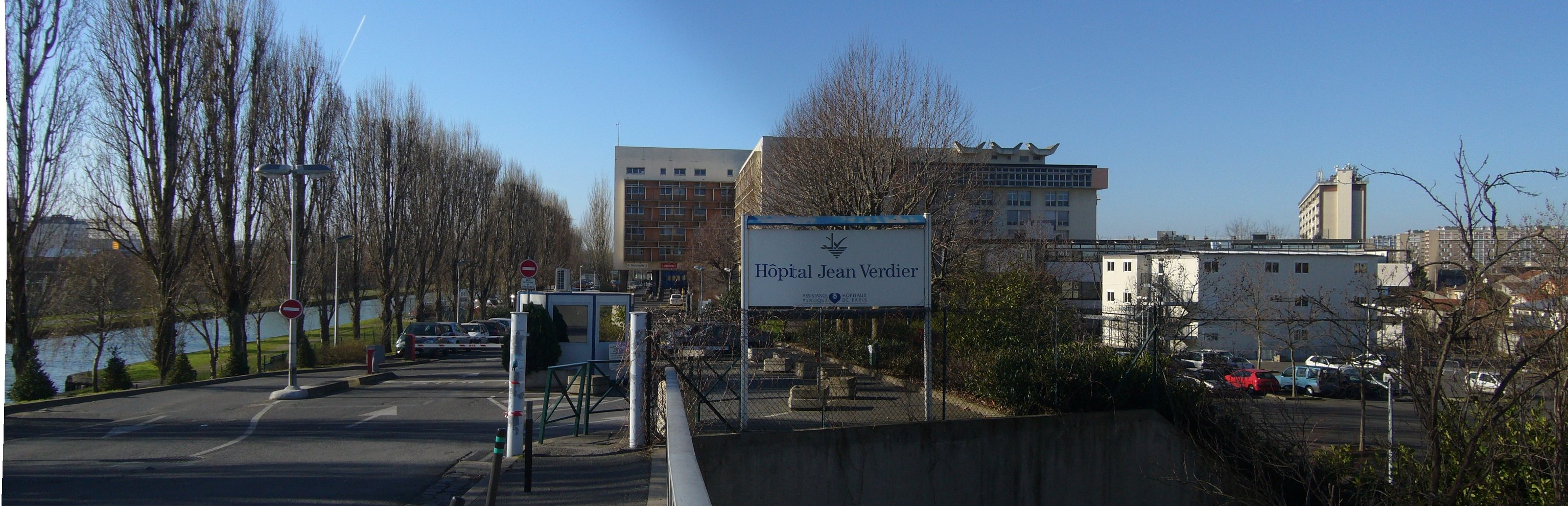
L'hôpital Jean-Verdier à Bondy.
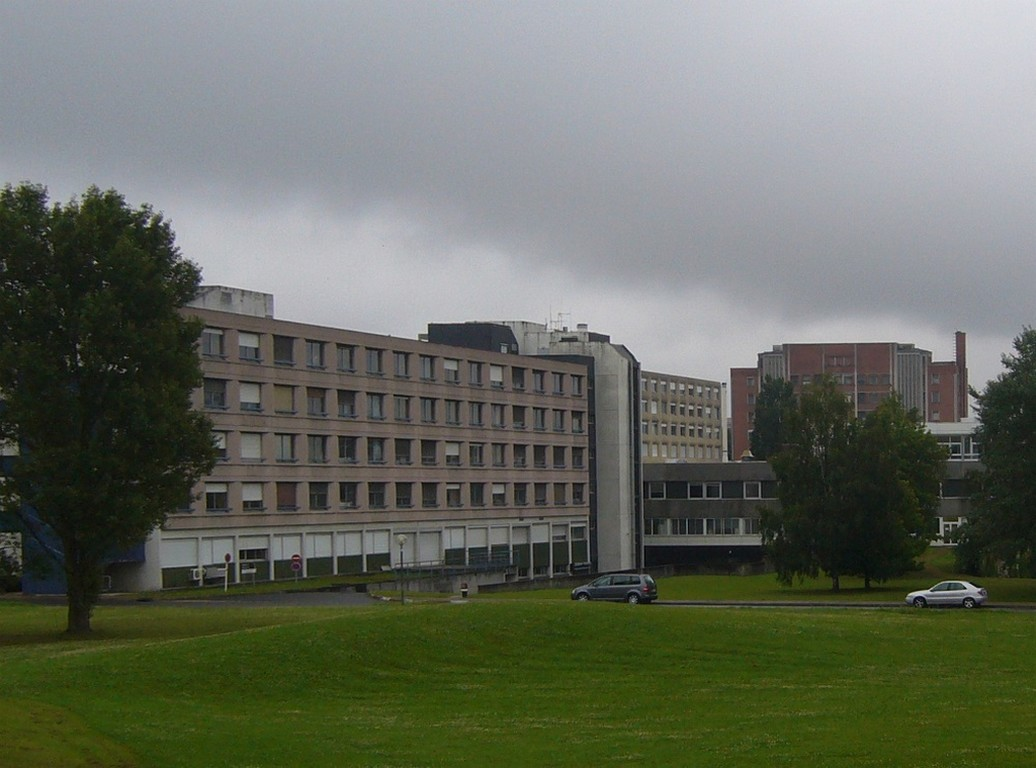
Le centre hospitalier intercommunal Robert-Ballanger.

### Sports

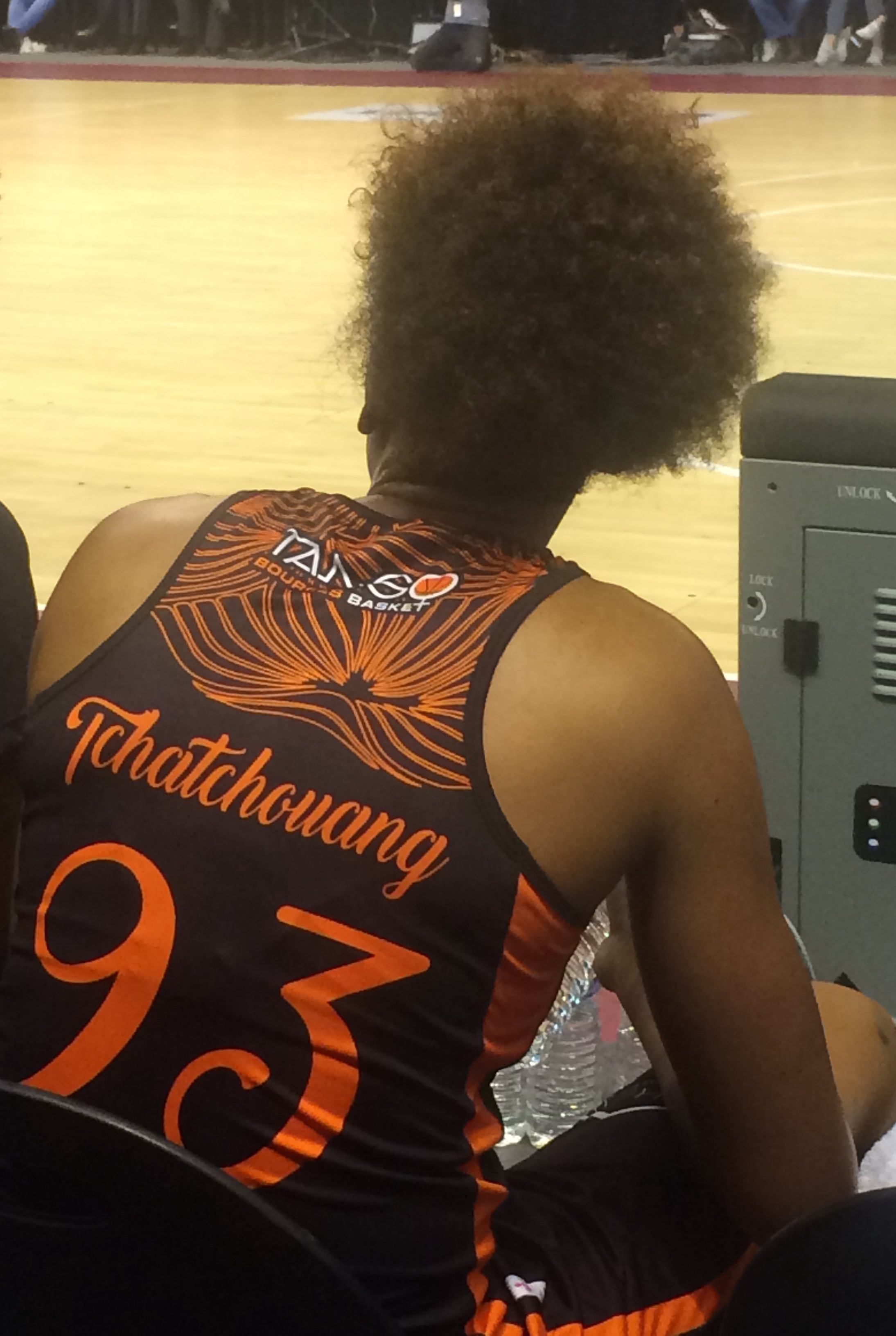
Originaire de La Courneuve, la basketteuse Diandra Tchatchouang porte le numéro 93.

Le département accueille depuis 1997 le Stade de France à Saint-Denis. Il est en revanche sous-doté en équipements sportifs par rapport à sa population, notamment pour les sports aquatiques, ce qui conduit le Département à lancer un plan d'investissements pour construire et rénover des piscines, notamment la piscine Annette-Kellermann inaugurée en 2024 au parc des sports de Marville.
La Seine-Saint-Denis compte plusieurs clubs sportifs de haut-niveau comme Tremblay Handball qui évolue en première division de handball mais également le Hockey Club de Neuilly-sur-Marne, qui a évolué en Ligue Magnus, l'élite française en 2008-2009 et 2009-2010, avant d'être rétrogradé en Division 1.
Elle abrite également plusieurs clubs de football au niveau amateur (CFA et national), la Jeanne d'Arc de Drancy, L'Olympique Noisy-le-Sec Banlieue 93 et le Villemomble Sports ou de division II comme le Red Star. Le premier club séquano-dionysien vainqueur de la Coupe de France est l'Olympique de Pantin (devenu Red Star) en 1918.
La Seine-Saint-Denis a également des équipes échiquéennes dans le haut-niveau national comme le Cavalier Bleu de Drancy ou Noisy-le-Grand qui évoluent respectivement dans le Top 16 et la Nationale I. Le club de Villepinte évolue en deuxième division jeunes.
Kylian Mbappé, Muriel Hurtis, Maryse Éwanjé-Épée, Sylvain Wiltord, Jean-Marc Mormeck, Sarah Ourahmoune, Jean-Michel Lucenay et Gaël Monfils sont ou furent des sportifs de Seine-Saint-Denis.

### Médias

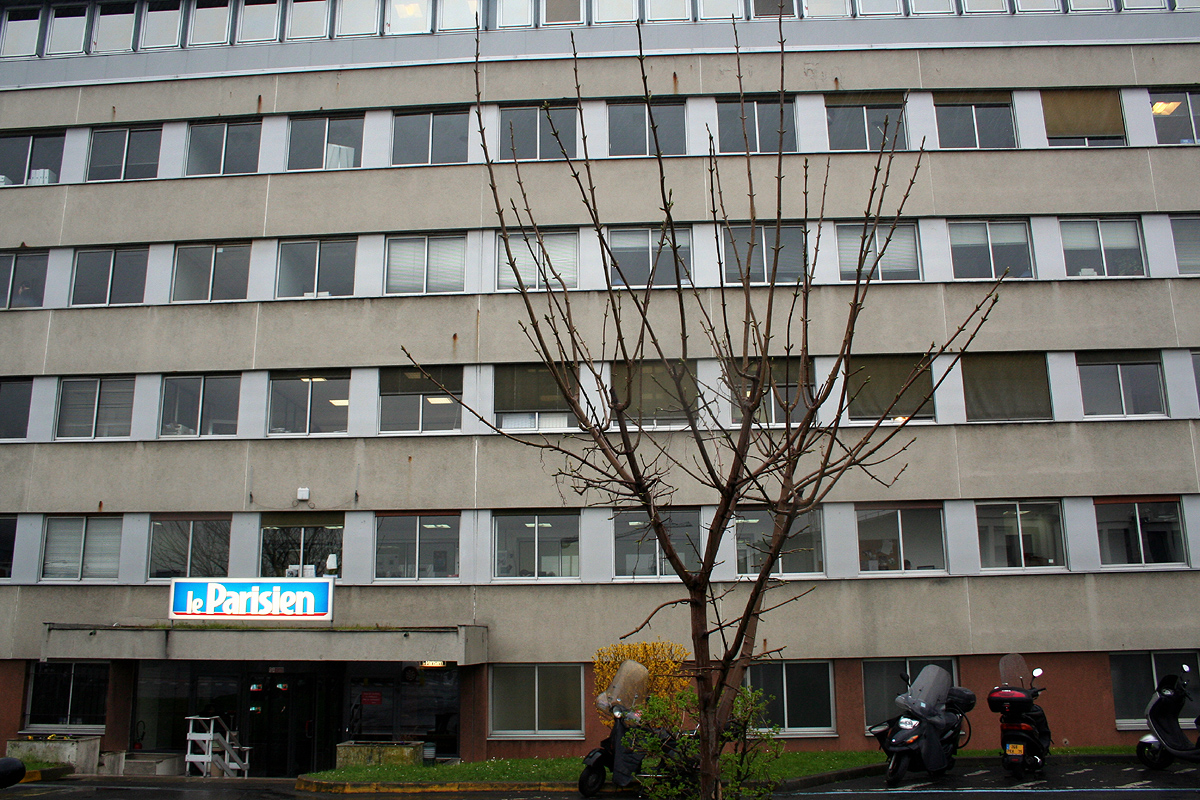
Anciens locaux du Parisien situés à Saint-Ouen-sur-Seine

Le quotidien Le Parisien-Aujourd'hui en France, dont le siège était situé à Saint-Ouen-sur-Seine, a parmi ses éditions départementales une édition consacrée à la Seine-Saint-Denis qui est le principal média consacré à la vie du département.
L'actualité départementale a également droit de cité dans les journaux « Île-de-France » de France 3, dont l'édition régionale du 19/20 à 19 h 5 du lundi ou vendredi, qui a inauguré en décembre 2010 une bureau permanent d'information à Bobigny. Les journaux locaux de France Bleu 107.1, la station de radio francilienne du groupe Radio France sont également alimentés par une équipe locale.
En 2005, le Bondy Blog a été lancé par le magazine suisse L'Hebdo pour suivre les émeutes dans les banlieues françaises. Depuis mars 2006, la direction a été confiée à une équipe locale et le blog constitue désormais un média très lu.
Le quotidien national L'Humanité a son siège à Saint-Denis.
Le conseil départemental de la Seine-Saint-Denis édite un magazine mensuel, Seine-Saint-Denis Le Magazine, et les collectivités locales disposent toutes d'un magazine le souvent couplé à un site web et des réseaux sociaux.

## Culture

### Opéras, théâtres, cirque et cinémas

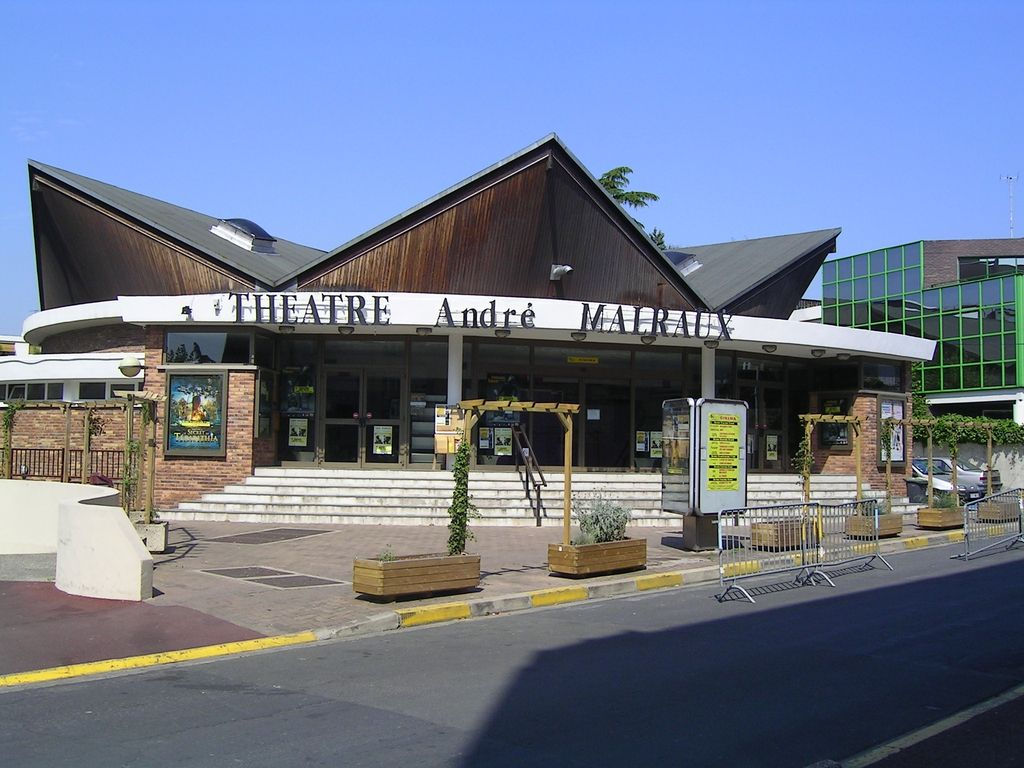
Le Théâtre André Malraux à Gagny.

La Seine-Saint-Denis dispose d'un important réseau de salles de spectacles accueillant notamment des représentations théâtrales. Elle est aussi, plus particulièrement, un département où existent plusieurs lieux de création reconnus. On retiendra :
- le Théâtre Gérard-Philipe à Saint-Denis, créé en 1960, centre dramatique national depuis 1983, qui abrita le Centre lyrique populaire de France de 1966 à 1976 et qui eut notamment Daniel Mesguich (1986-1989) et Stanislas Nordey (1997-2001) parmi ses directeurs ;
- le Théâtre de la Commune à Aubervilliers, créé en 1960 avec le soutien de Jack Ralite, centre dramatique national depuis 1971, qui fut dirigé par Alfredo Arias de 1985 à 1990 et par Didier Bezace de 1997 à 2013 ;
- la Maison de la Culture de Seine-Saint-Denis à Bobigny, créée en 1972 dans le cadre des grands projets décentralisés de Maisons de la culture (l'« unité enfance », située à Aulnay-sous-Bois, n'en fait plus partie et constitue l'actuel « Espace Jacques Prévert » de cette commune), et ouverte dans les bâtiments actuels en 1980, scène nationale gérée par le Ministère de la Culture ; elle a notamment été dirigée par Patrick Sommier de 2000 à 2015 ;
- le Théâtre public de Montreuil, dont le bâtiment actuel a ouvert en 2007, centre dramatique national depuis 2000, dirigé jusqu'en 2011 par Gilberte Tsaï ; il a succédé à l'ancien Théâtre des Jeunes Spectateurs, qui fut centre dramatique national pour l'enfance et la jeunesse de 1989 à 2000 ;
- le Centre national de la danse à Pantin depuis 2004, lieu de formation qui met aussi plusieurs salles à disposition de compagnies pour leurs créations ;
- le Centre national des arts de la rue et de l'espace public, Grand moulin, à Noisy-le-Sec ;
- l'Académie Fratellini à Saint-Denis, qui est aussi un centre de formation aux arts du cirque.

L'École nationale des arts du cirque de Rosny-sous-Bois est un centre de formation dépendant du Centre national des arts du cirque.

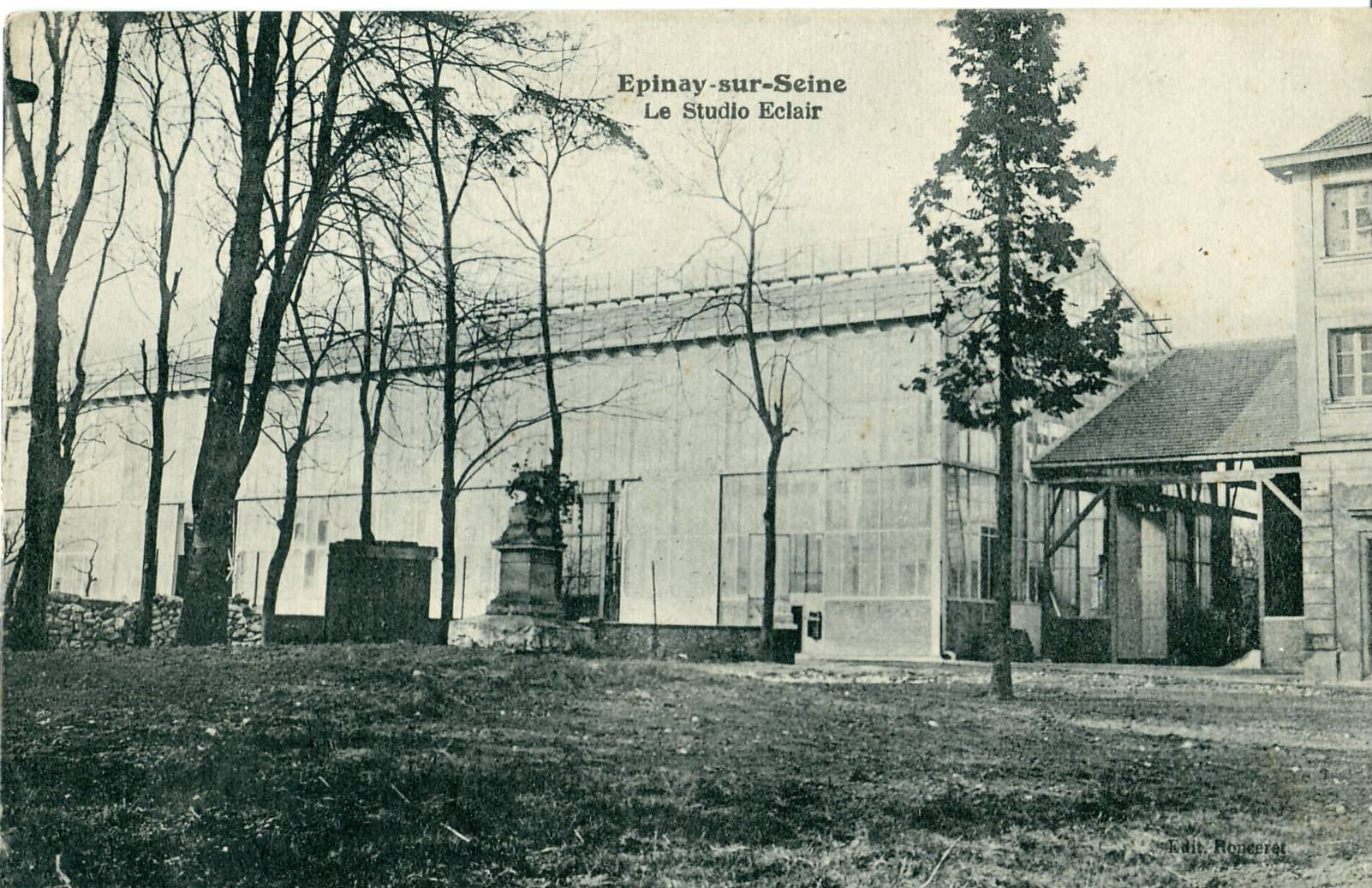
Les studios et laboratoires Éclair à Épinay-sur-Seine au début du XX.

Par ailleurs, en dehors de ces lieux de création, le département dispose de différents espaces culturels municipaux à rayonnement local, voire régional.
Depuis septembre 2007, la Maîtrise de Radio France a ouvert un second site à l'École Olympe de Gouges de Bondy. Le très haut niveau musical de cette chorale permet aux jeunes enfants de pouvoir acquérir une formation musicale complète.
Le département comporte également un réseau de 23 salles municipales ou associatives indépendantes de cinéma d'art et essai qui, à leur création, ont pallié la quasi-disparition des salles commerciales banales.
Plusieurs multiplexes se sont installés en Seine-Saint-Denis, notamment à Aulnay-sous-Bois, Épinay-sur-Seine, Noisy-le-Grand, Rosny-sous-Bois, Saint-Denis et Tremblay-en-France.
La moitié des studios de cinéma français est implantée dans le département, souvent de longue date. Il s'agit des Studios d'Aubervilliers, de Transpaset à Saint-Ouen-sur-Seine, de BUF Compagnie et d'Avalanche production à Pantin, des Studios Sets à Stains, des studios et laboratoires Éclair à Épinay-sur-Seine, des studios Pathé-Albatros à Montreuil et de la Cité du cinéma à Saint-Denis, inaugurée en septembre 2012, laquelle est, en outre un lieu de formation, d'exposition et de diffusion. S'y ajoutent des activités de doublage et d'animation, avec Média Dub et Attitude Studio à Aubervilliers, Titra film et Auditorium Jackson à Saint-Ouen-sur-Seine, Dubbing Brothers à Saint-Denis (Seine-Saint-Denis).

### Réseaux de bibliothèques et de médiathèques

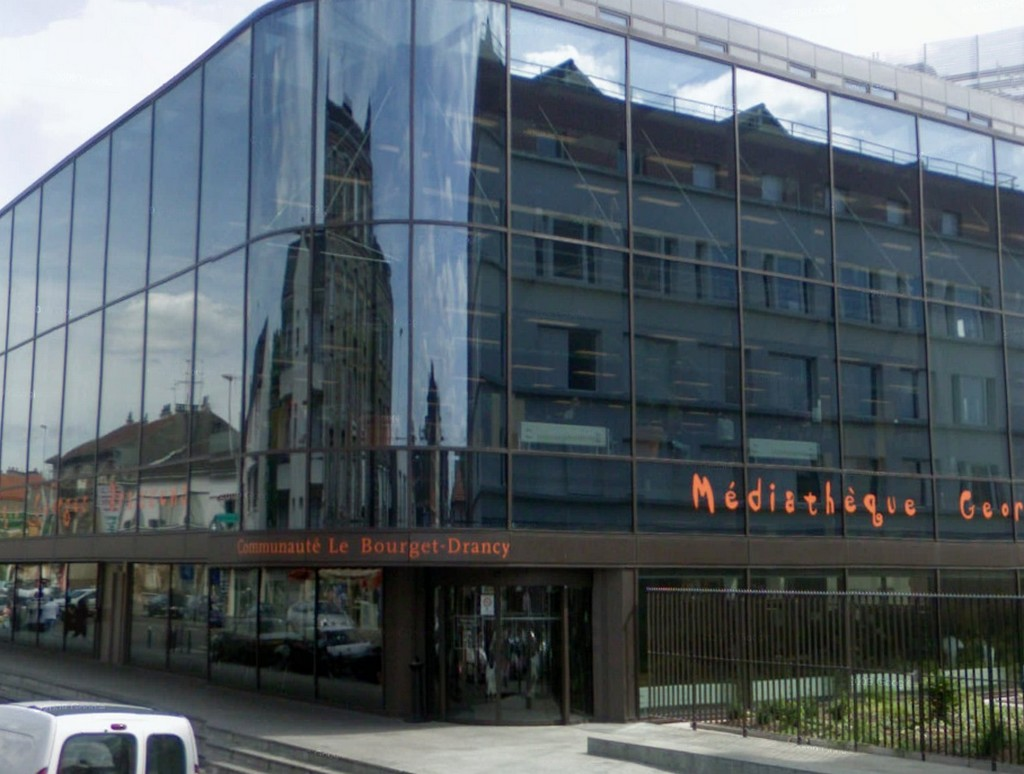
La médiathèque de l'ex-Communauté d'agglomération de l'aéroport du Bourget, nommée Georges Brassens et située à Drancy

Toutes les communes du département disposent d'au moins une bibliothèque ou médiathèque municipale. Les compétences de gestion et de création de ces bibliothèques et médiathèques avaient été transférées dans le cadre de certaines des intercommunalités qui existaient jusqu'au 31 décembre 2015.
- Réseau de bibliothèques de Plaine Commune : l'ex-communauté d'agglomération gère depuis janvier 2005 les vingt-deux bibliothèques et les trois bibliobus qu'avaient créés les communes membres et a construit la médiathèque Ulysse, ouverte en 2011 dans le quartier Franc Moisin/Bel-Air de Saint-Denis[96].
- Réseau de médiathèques de l'ex-communauté d'agglomération de l'aéroport du Bourget[97] : la communauté dispose d'une grande médiathèque centrale et de six médiathèques de proximité.
- Réseau de bibliothèques d'Est Ensemble[98], qui gère les bibliothèques Denis-Diderot de Bondy, André-Malraux des Lilas, François-Mitterrand au Pré Saint-Gervais, Robert-Desnos et ses 4 annexes à Montreuil et Elsa-Triolet et ses deux annexes à Pantin.
- Chaque commune possède son réseau de bibliothèques-médiathèques, certaines avec bibliobus.

### Festivals, manifestations et vie associative
Plusieurs festivals artistiques et manifestations sportives importants sont organisés chaque année dans le département et le spectacle vivant est aussi présent par les arts du cirque notamment.
Les plus reconnus sont :
- le Festival Banlieues Bleues (jazz) ;
- la Symphonie sur l'Herbe au Blanc-Mesnil.
- le Festival Banlieues du Monde (musiques du Monde) ;
- Africolor, Festival des musiques d'Afrique et de l'Océan Indien ;
- le Festival de Saint-Denis (musique classique, contemporaine, chant), créé en 1967[99] ;
- le Festival MAAD in 93 (créations exclusives et éphémères dans plusieurs salles du département) ;
- les Rencontres chorégraphiques internationales de Seine-Saint-Denis (danse classique et contemporaine) ;
- les Incandescences (festival consacré aux jeunes auteurs chorégraphiques en Île-de-France) ;
- le Salon du livre et de la presse jeunesse à Montreuil ;
- la Fête de l'Humanité dans le parc Georges-Valbon à La Courneuve ;
- le Meeting de Paris au Stade de France à Saint-Denis (meeting international d'athlétisme) ;
- le Festival Côté court de Pantin (cinéma) ;
- le Festival littéraire Hors Limites ;
- le Festival Terre(s) Hip-Hop à Bobigny et au Blanc-Mesnil.

D'autres festivals et manifestations sont organisés dans le département, qui est riche d'une vie festive, culturelle, sociale et associative importante : associations artistiques, culturelles, cultuelles, sportives, humanitaires, collectifs citoyens, mais aussi réseaux de solidarités du secteur de l'économie sociale, systèmes d'échanges locaux (SEL), associations de consommateurs, associations et maisons de quartier, fêtes et manifestations municipales, et aussi dans le cadre des différentes fêtes et manifestations culturelles annuelles nationales.

### Cultures urbaines
Carrefour de nombreuses influences, la Seine-Saint-Denis est reconnu comme le berceau des cultures urbaines en France. C'est au Fort d'Aubervilliers qu'a lieu en juillet 1984 le premier festival hip-hop (seconde édition en 1986), qui voit notamment s'affronter 16 équipes de breakdance venues des villes environnantes et favorise l'éclosion d'artistes comme Dee Nasty.

## Tourisme et patrimoine

### Archives départementales
La consultation des documents d'état-civil est autorisée sur place mais n'est pas disponible en ligne.

### Musées et monuments

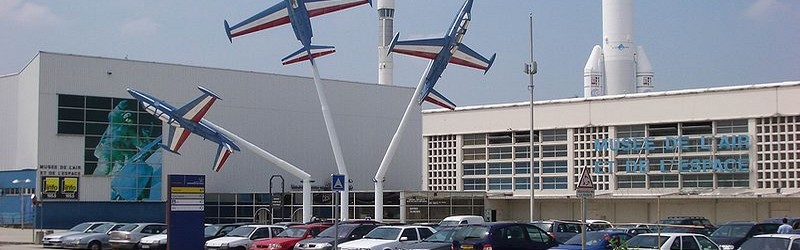
Le musée de l'Air et de l'Espace au Bourget.

Le patrimoine muséal et monumental du département est loin d'être négligeable et est particulièrement varié.
- Aulnay-sous-Bois : conservatoire Citroën.
- Le Bourget : musée de l'Air et de l'Espace.
- La Courneuve : musée des cultures légumières.
- Drancy : le conservatoire historique du camp de Drancy, avec le monument de Shelomo Selinger et le wagon-témoin commémoratif, dans le quartier de la Muette, derrière le monument de Shelomo Selinger, qui sont symboliques de l'occupation nazie.
- Gournay-sur-Marne : musée associatif Eugène-Carrière.
- Les Lilas : musée privé des vampires.
- Livry-Gargan/Vaujours/Sevran/Villepinte : le parc de la Poudrerie, avec son musée et son parc historique, ancien lieu de la première poudrerie en Europe.
- Montfermeil : moulin du Sempin, musée du Travail Charles-Peyre.
- Montreuil : musée de l'Histoire vivante, musée horticole.
- Neuilly-sur-Marne : musée de la SERHEP à Ville-Evrard.
- Noisy-le-Grand : musée associatif d'histoire locale et du patrimoine (qui devrait devenir municipal), fort de Villiers (en cours de restauration).
- Rosny-sous-Bois : Rosny-Rail, musée municipal d'histoire.
- Saint-Denis : basilique de Saint-Denis, musée d'art et d'histoire de Saint-Denis (ancien carmel), chapelle des Carmélites, musée de l'orfèvrerie Bouilhet-Christofle (fermé), Maison d'éducation de la Légion d'honneur (ancienne abbaye), la Fabrique de la ville, la Cité du cinéma, le Stade de France, le plus grand stade français (80 000 places).
- Saint-Ouen-sur-Seine : musée

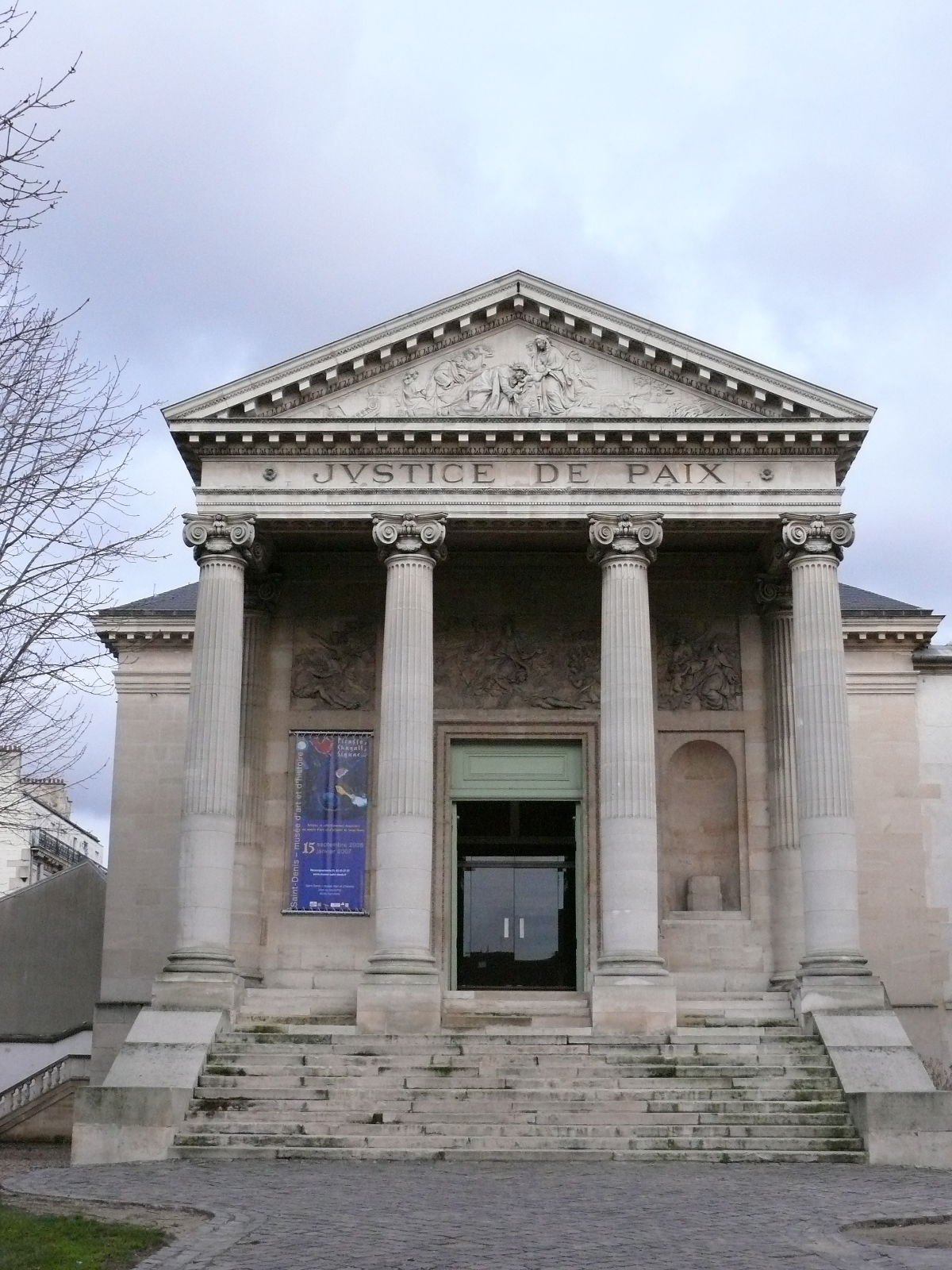
Chapelle du Carmel, au musée d'art et d'histoire à Saint-Denis.
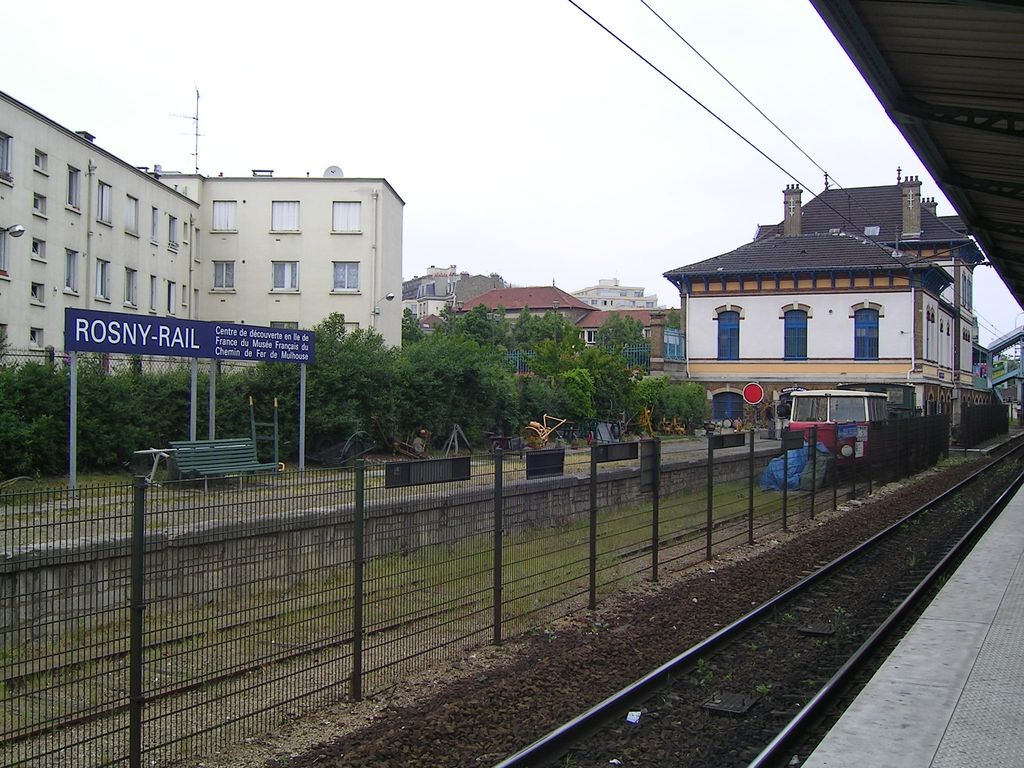
Le Rosny-Rail à Rosny-sous-Bois.
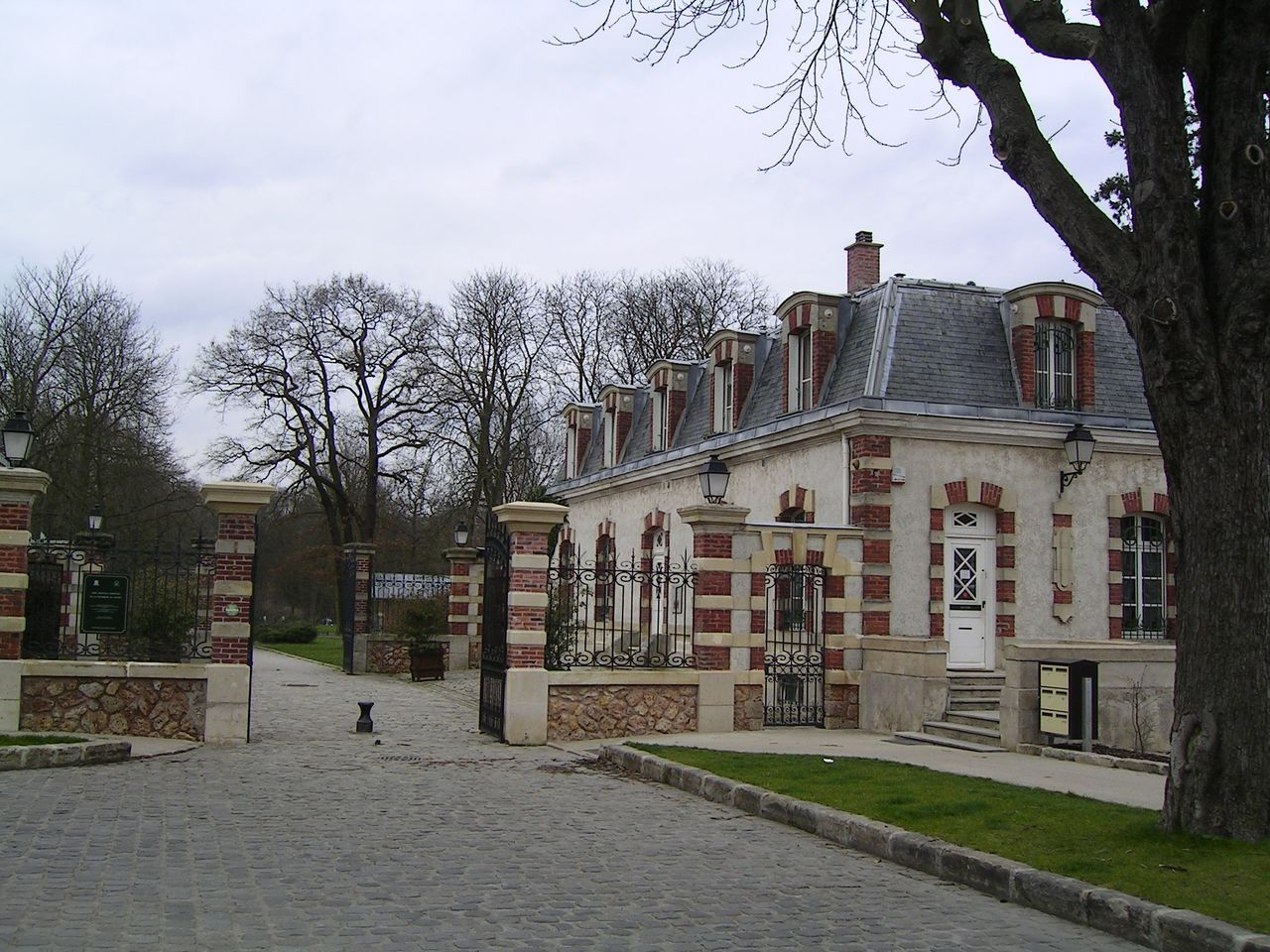
La Conciergerie du Parc de la poudrerie à Livry-Gargan et Sevran.
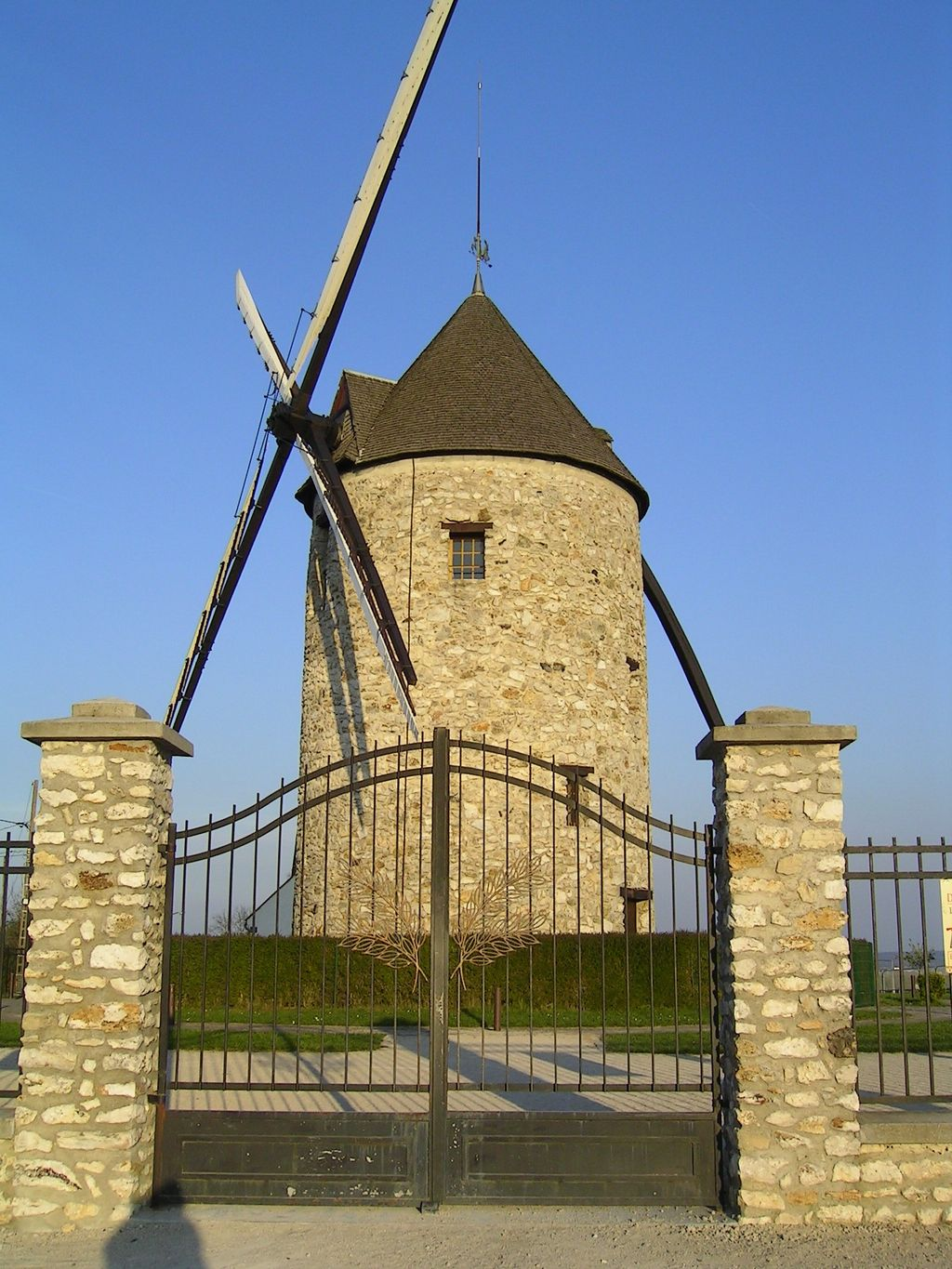
Moulin du Sempim de Montfermeil.

### Architecture

#### Châteaux
Liste des châteaux de la Seine-Saint-Denis :
- Bagnolet : maison dite du cardinal Perron. Cette maison est l’une des plus anciennes de Bagnolet. Selon la tradition, elle aurait eu pour premier propriétaire le cardinal du Perron (1556-1618).
- Clichy-sous-Bois : le château du vicomte de Puységur, a été édifié au XVIe siècle par le vicomte de Puységur, les murs de l’ancien château de Clichy-sous-Bois ont vu passer Gabrielle d'Estrées et Madame de Sévigné. En 1930, la municipalité devient propriétaire du château, et est depuis, l’hôtel de ville de la commune. Il a été classé monument historique en 1972.
- Drancy : le château de Ladoucette[103] est détruit lors de la guerre de 1870 puis reconstruit ensuite par la baronne. Il est centre de convalescence durant la Première Guerre mondiale pour les militaires blessés au Front. Le nouvel édifice sera lui-même victime de destructions durant les deux guerres mondiales.
- Gournay-sur-Marne : le château de Gournay-sur-Marne, construit en 1680 par le seigneur Ancelin, frère de lait de Louis XIV, est de style classique, avec façade de pierres blanches et de briques rouges. Il accueille la mairie depuis 1925.
- Livry-Gargan : le château de la Forêt fut bâti en 1864. De style Louis XIII, il fut réalisé en pierres et en briques et est situé au milieu d'un parc de dix hectares où l'on trouve également un joli plan d'eau. Il accueille actuellement les deux musées municipaux Sévigné et d'histoire locale.
- Montfermeil : Denis Néret, procureur à la Chambre de Paris a fait construire le château des Cèdres vers 1640.
- Romainville : château de Romainville. Ses premiers seigneurs apparaissent au XIIIe siècle. En fait, la seigneurie ne se constitue véritablement qu’avec l’arrivée de Nicolas Le Quelen. En 1630, celui-ci fait construire derrière l’église, au cœur du village, un château entouré d’un grand parc. Désaffecté et dégradé, le château est démoli en 2017.
- Saint-Ouen-sur-Seine : depuis le Moyen Âge, l'ancienne villa Clippiacum de Saint-Ouen est un lieu de résidence royale. Au XIIIe siècle, Guillaume de Crépy y fait construire un manoir qu’il cède ensuite à Philippe VI de Valois. Dans le château construit au XVIIe siècle par l'architecte Antoine Lepautre, Louis XVIII signe le 2 mai 1814 la Déclaration qui restaure le trône et institue certaines libertés constitutionnelles. Il fait bâtir à son emplacement l'actuel château de Saint-Ouen en 1821.
- Tremblay-en-France : le « château bleu » ou château des Tournelles est une ancienne propriété des abbés de Saint-Denis. Vendu par le cardinal de Retz, dernier abbé de Saint-Denis, à la fin du XIVe siècle, il devient la demeure des seigneurs du fief des Tournelles jusqu’à la Révolution française de 1789.
- Villemomble : château seigneurial de Villemomble devenu l’Hôtel-de-Ville, puis utilisé à des fins culturelles, l’ancien château du fief des Bretonvilliers abrita les amours du duc Louis Philippe d'Orléans et de sa maîtresse Etiennette Le Marquis, une danseuse de l’Opéra devenue Madame de Villemomble.
- Villepinte : la famille Bignon fait construire le « château rouge » au début du XVIIe siècle. À l’origine, il est composé de trois corps de bâtiments dont il ne reste aujourd’hui que la partie centrale amputée de ses deux tourelles d’angle. L’enduit de sa façade constitué d’un mélange de pierre de taille et de fausse brique, caractéristique du style Louis XIII, lui vaut son surnom de « château rouge »[104].

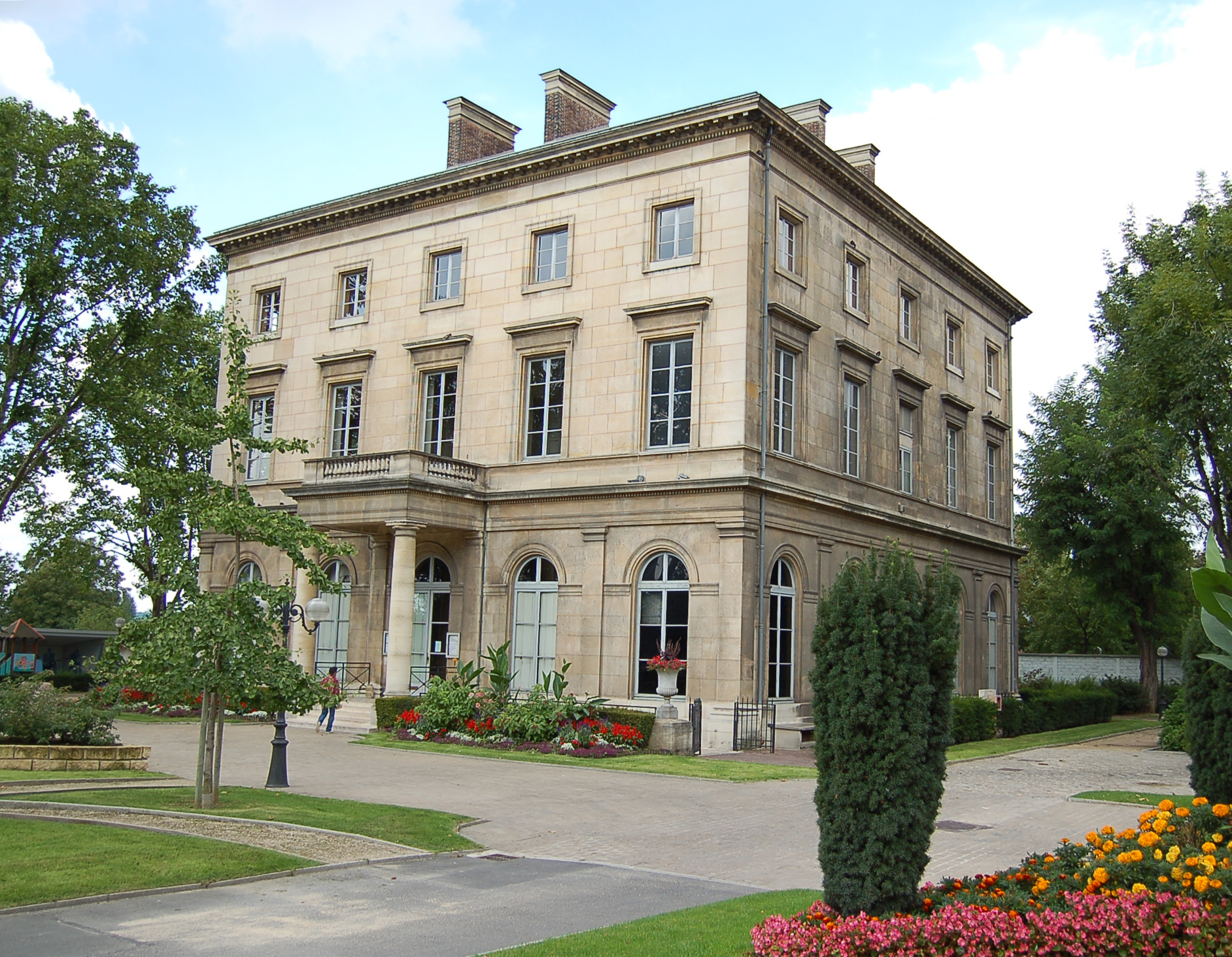
Le château de Saint-Ouen.
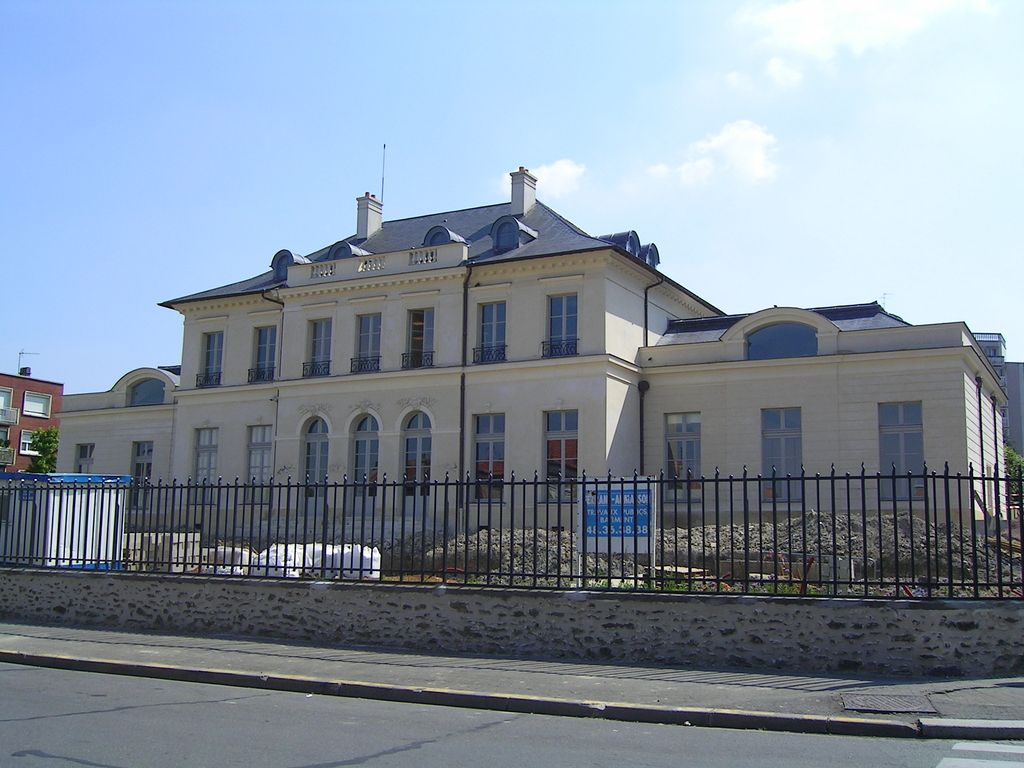
Château seigneurial de Villemomble.
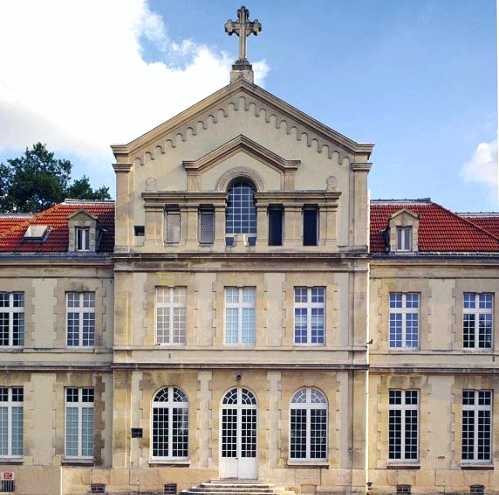
Château de Ladoucette à Drancy.
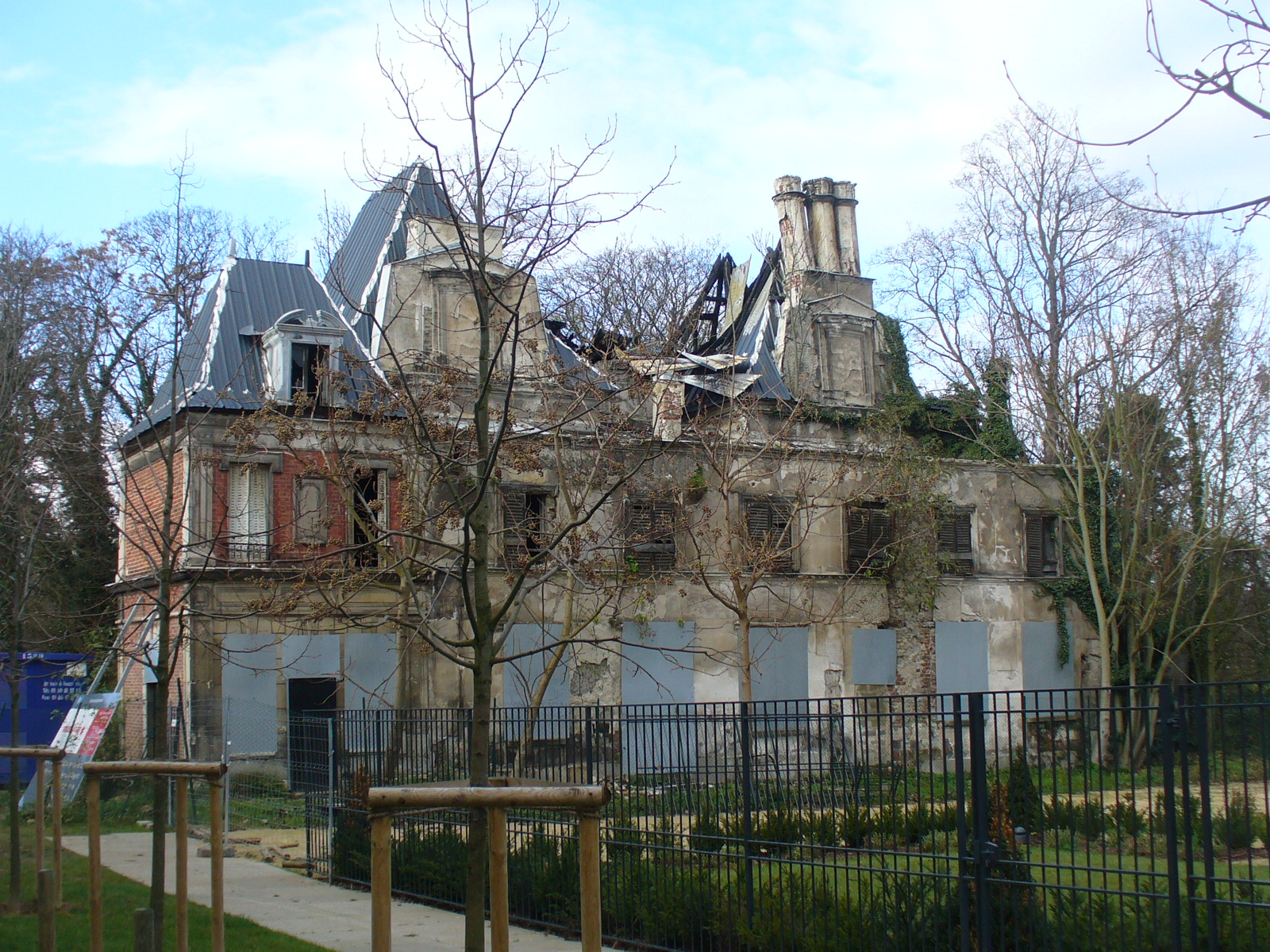
L'ancien château de Romainville, démoli en 2017.
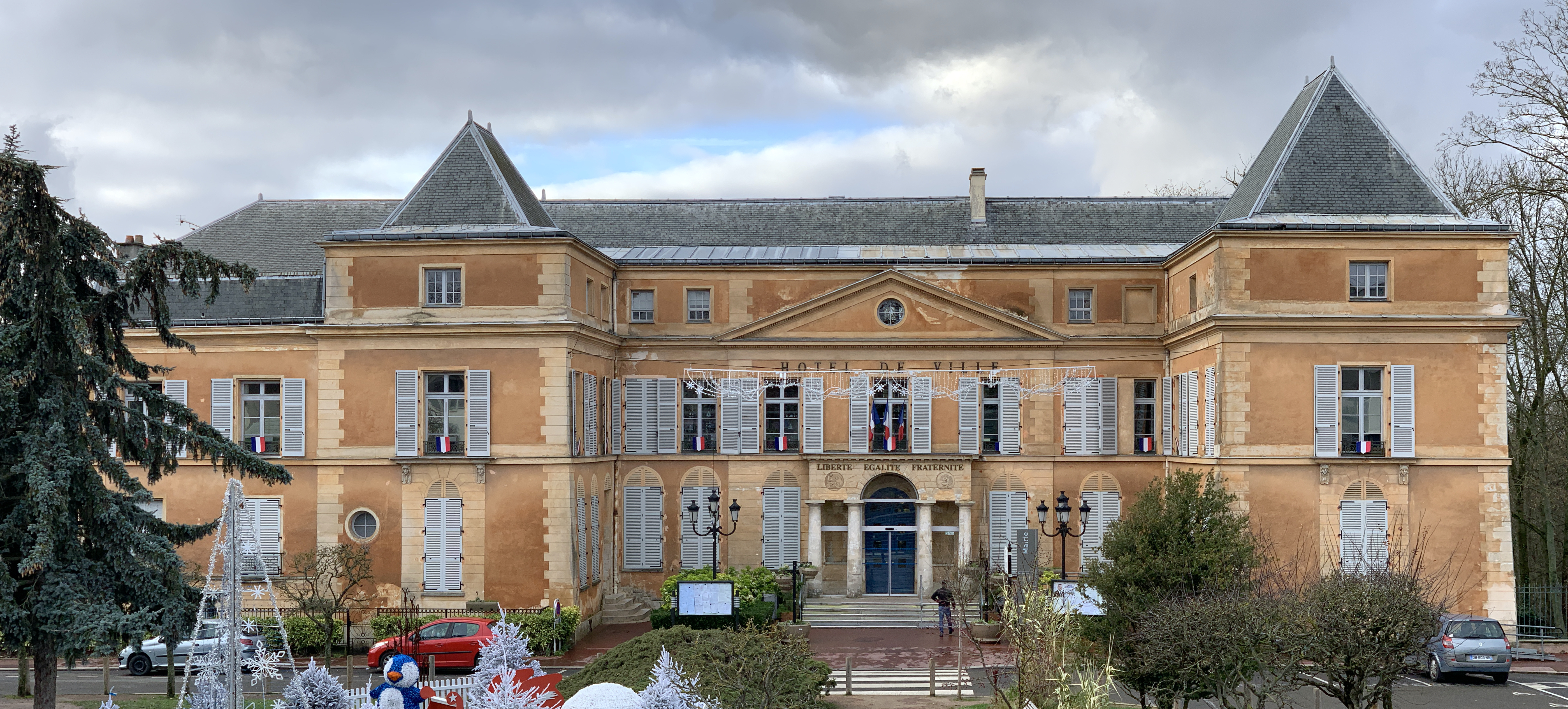
L'ancien château de Clichy-sous-Bois, aujourd'hui hôtel de ville.

#### Édifices religieux
Liste des principaux édifices religieux :
- Aubervilliers : église Notre-Dame-des-Vertus d'Aubervilliers, façade de style baroque de type jésuite, XVIIe siècle.
- Aulnay-sous-Bois : église Saint-Sulpice, ancienne église d'un prieuré clunisien
- Bagnolet : église Saint-Leu-et-Saint-Gilles
- Le Raincy : église Saint-Louis et église Notre-Dame du Raincy, style moderne, première église de France construite en béton armé, par les frères Gustave et Auguste Perret[106].
- Pantin : église Saint-Germain
- Romainville : église Saint-Germain-l’Auxerrois, style néoclassique.
- Saint-Denis :
  - Basilique de Saint-Denis, chef-d'œuvre de style gothique, XIIIe siècle, nécropole des rois de France, cathédrale depuis 1966.
  - Église Saint-Denis-de-l'Estrée, style néogothique, œuvre de Viollet-le-Duc[107].

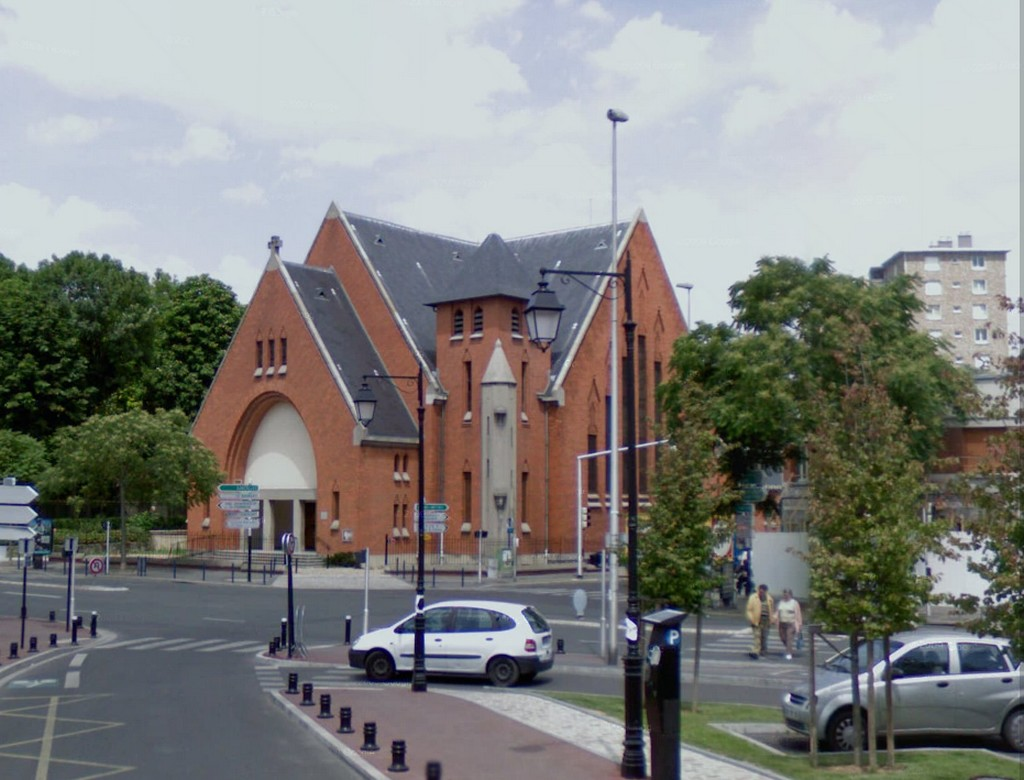
Église Sainte-Louise-de-Marillac à Drancy, un chantier du Cardinal Verdier.

- Le cardinal Verdier décide au début des années 1930 de lancer ses grands chantiers de construction d’édifices religieux dans la « banlieue rouge », certains d’entre eux sont construits dans l’actuelle Seine-Saint-Denis[108] :
  - Église Sainte-Louise-de-Marillac à Drancy (Charles-Henri Besnard et Bernadac, architectes) ;
  - Église Saint-Jean-l’Évangéliste à Drancy ;
  - Église Saint-Louis-du-Progrès à Drancy ;
  - Église du Sacré-Cœur au Blanc-Mesnil.
  - Église Saint-Charles au Blanc-Mesnil ;
  - église Saint-Yves-des-Quatre-Routes à La Courneuve ;
  - Église Notre-Dame de l'Assomption à Neuilly-Plaisance ;
  - Église Notre-Dame-des-Missions d'Épinay-sur-Seine[109].
- Montreuil : église Saint-Pierre-et-Saint-Paul
- Neuilly-sur-Marne : église Saint-Baudile
- Noisy-le-Grand : église Saint-Sulpice
- Tremblay-en-France : église Saint-Médard
- Villemomble : église Saint-Louis

La Seine-Saint-Denis abrite plusieurs lieux des différents cultes protestants dans presque chaque commune, des synagogues (à Aulnay-sous-Bois, La Courneuve, Les Lilas, Le Raincy, Noisy-le-Grand, etc.), plusieurs mosquées à Bondy, Drancy, Noisy-le-Grand et Gagny, ..., ainsi qu'un mandir à La Courneuve, et un Gurdwārā à Bobigny, et des centres bouddhiques à Aulnay-sous-Bois, Bobigny, Le Bourget, Montreuil et Noisy-le-Grand.

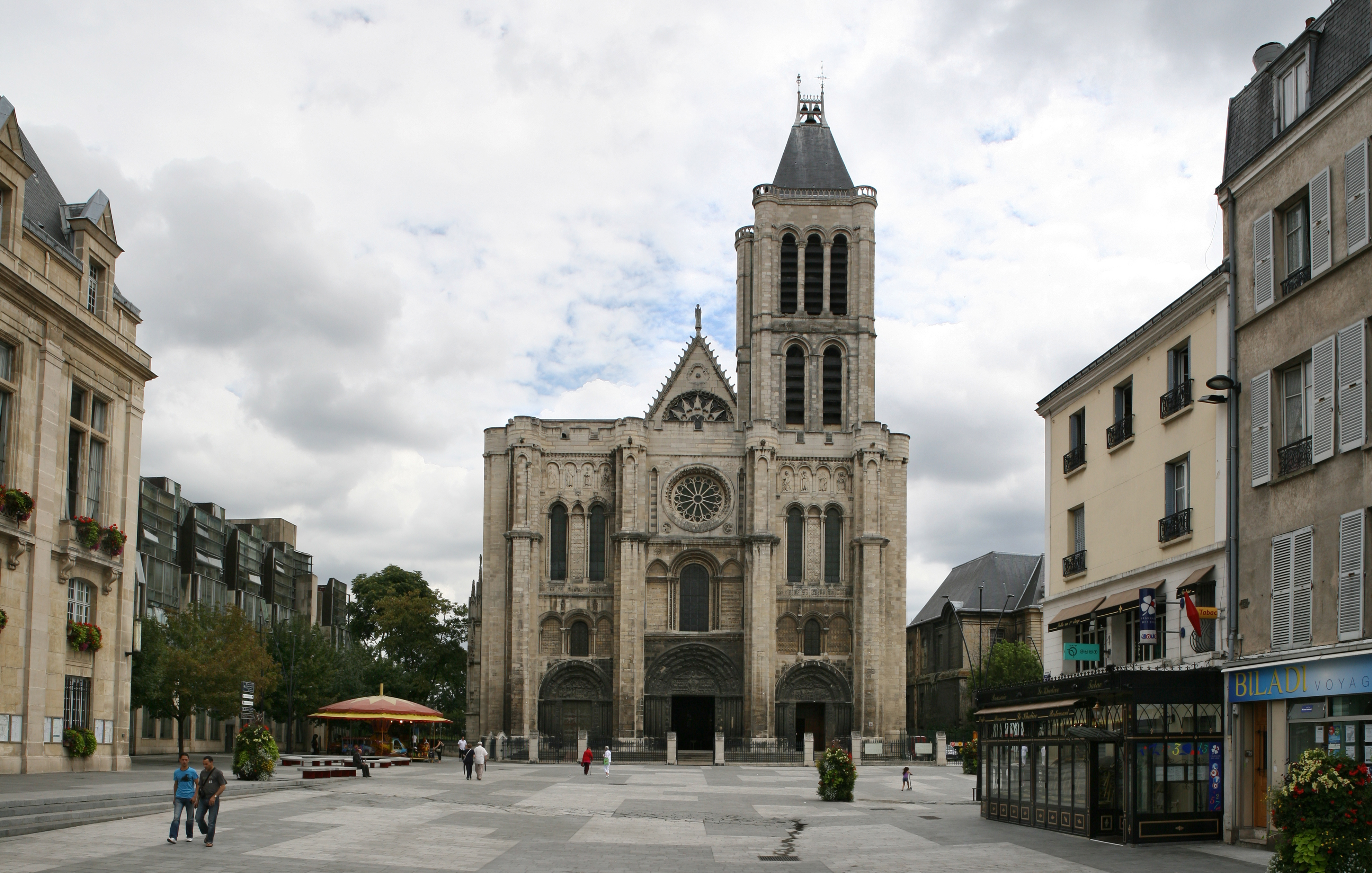
Vue générale de la basilique Saint-Denis à Saint-Denis.
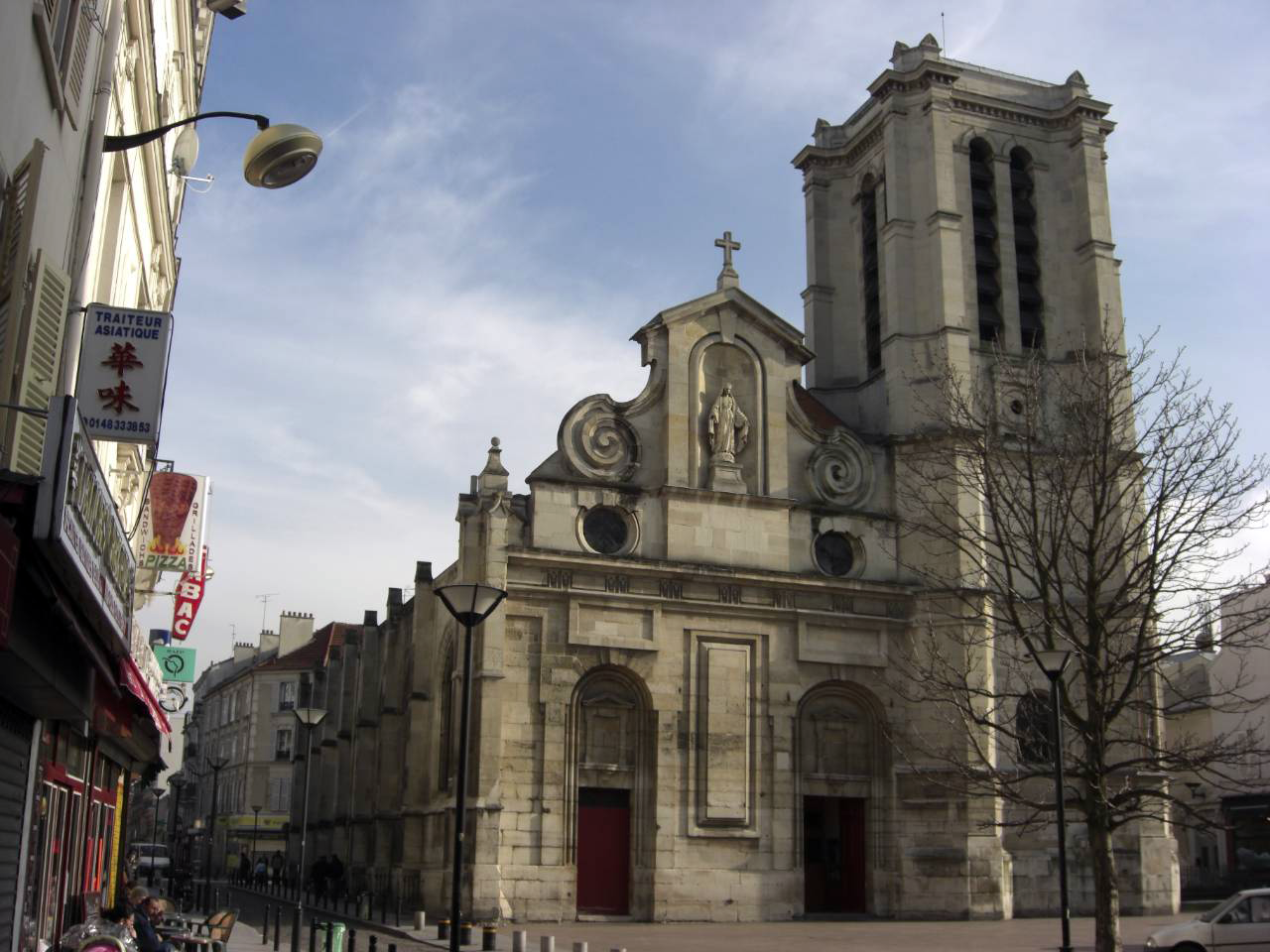
Église Notre-Dame-des-Vertus d'Aubervilliers.
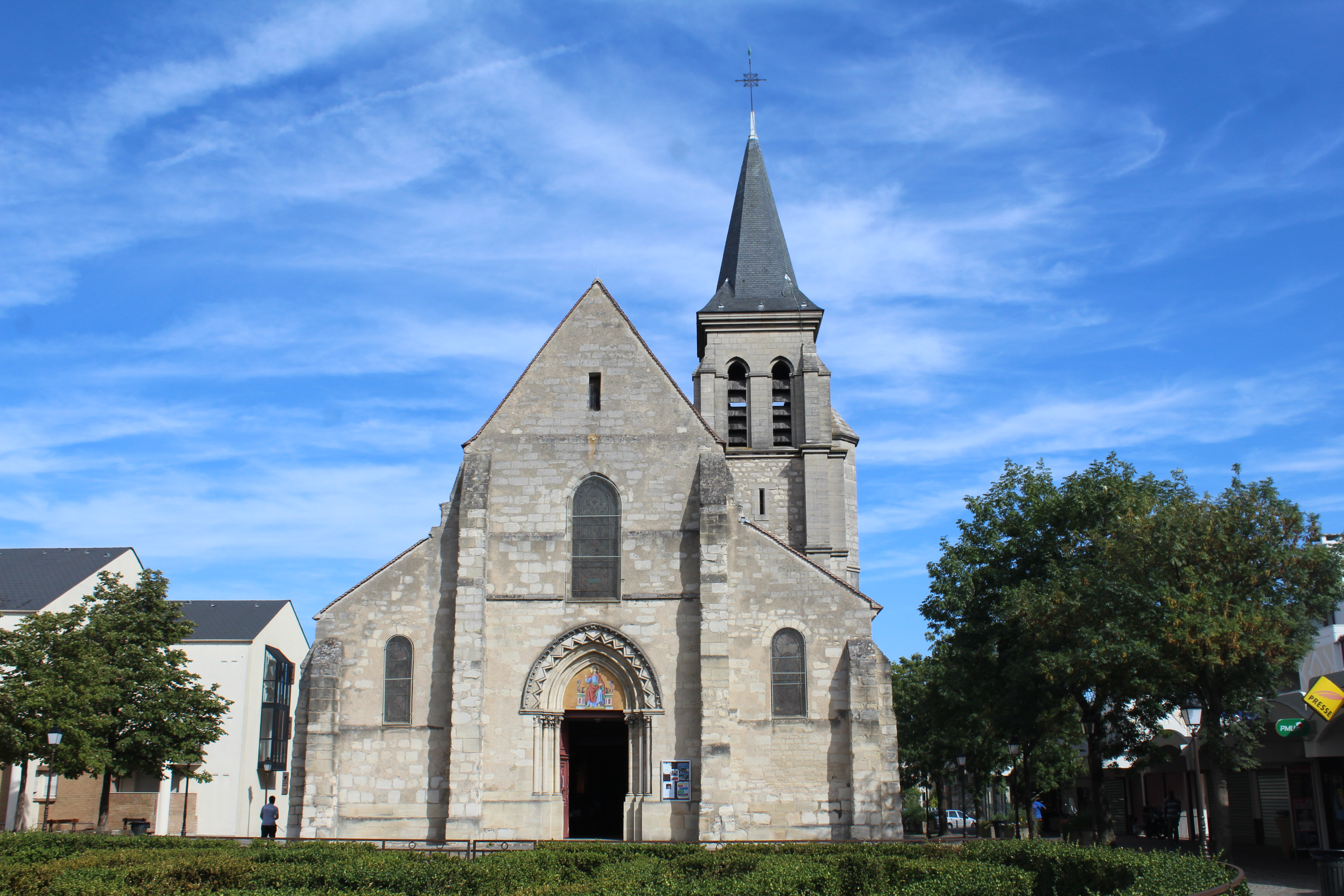
L'église Saint-Baudile à Neuilly-sur-Marne.
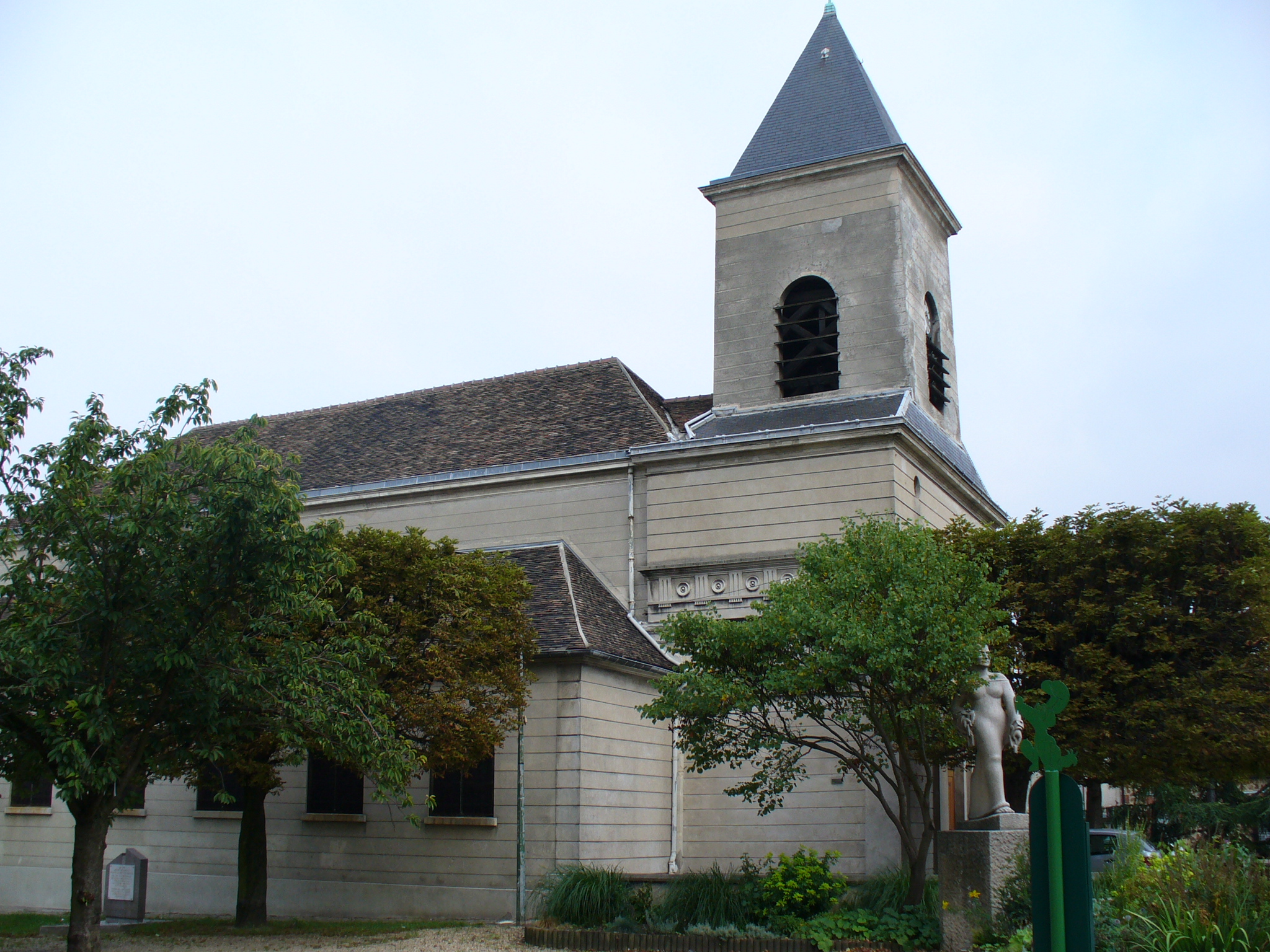
L'église Saint-Germain l'Auxerrois à Romainville.

#### Architecture moderne et formes urbaines
L'architecture dans le département est très diversifiée :
- Les meulières sont des constructions typiques de la banlieue de Paris et de la fin du XIXe siècle ou du début du XXe siècle. Les plus belles, de style Art nouveau sont des villas construites pour les riches Parisiens qui souhaitaient se détendre dans la campagne autour de Paris. Certaines de ces maisons se distinguent par des décorations en fer forgé (verrières, portes, fenêtres…) en briques et en céramiques et constituent de véritables curiosités architecturales qui se découvrent au cours de promenades notamment dans les rues des anciennes communes de Seine-Saint-Denis.
- Villas anciennes du début du XXe siècle de style régionaliste : néonormand, néogothique, néorenaissance, néo-Louis XIII, néomauresque. Elles inaugurent l'Art nouveau.
- Les cités-jardins[111], qui sont elles aussi des constructions typiques de la banlieue parisienne réalisées dans les années 1920, à Drancy, Stains, Pantin, Le Pré-Saint-Gervais.

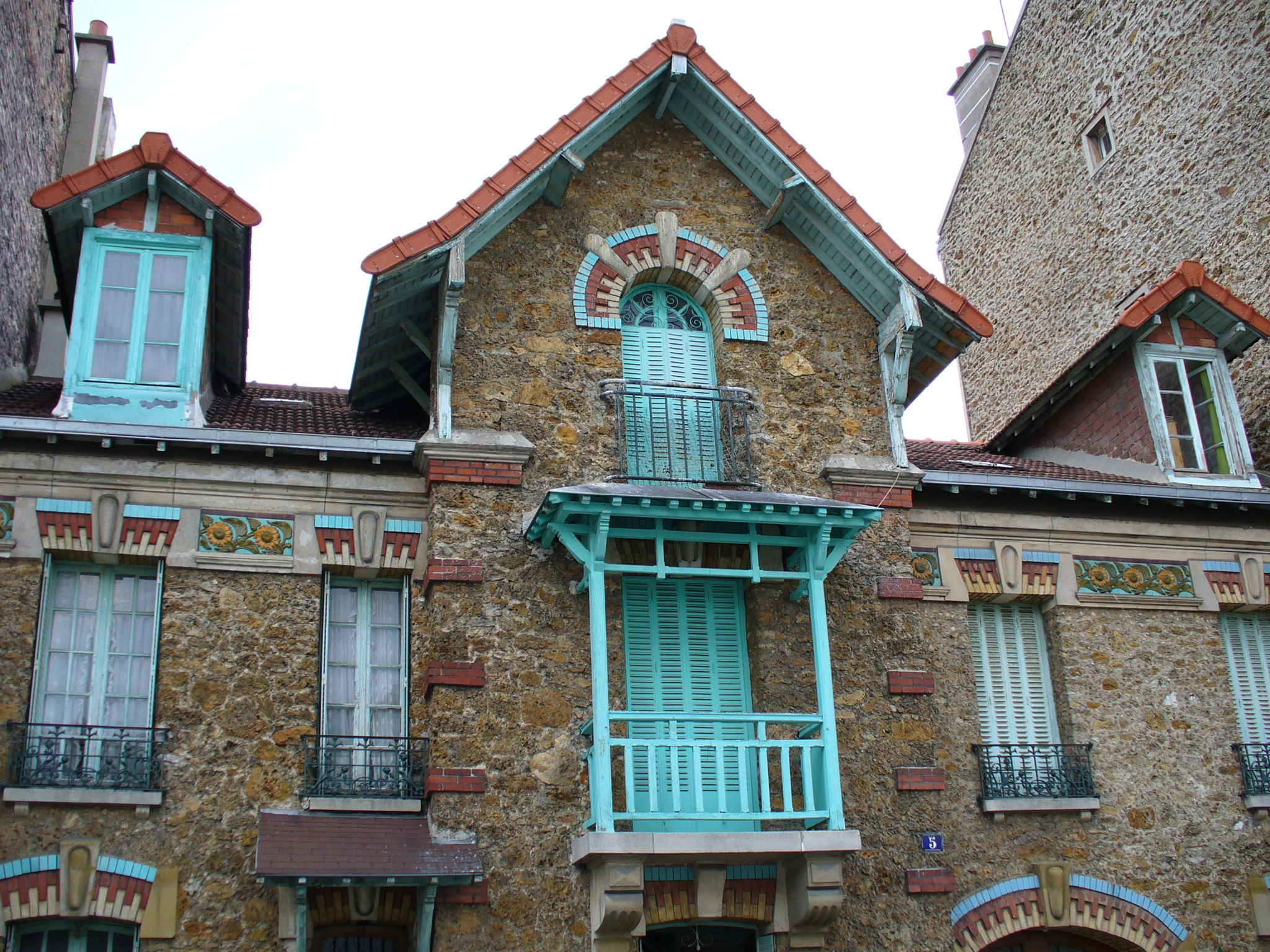
De nombreux bâtiments construits en pierre de meulière, ici à Pantin
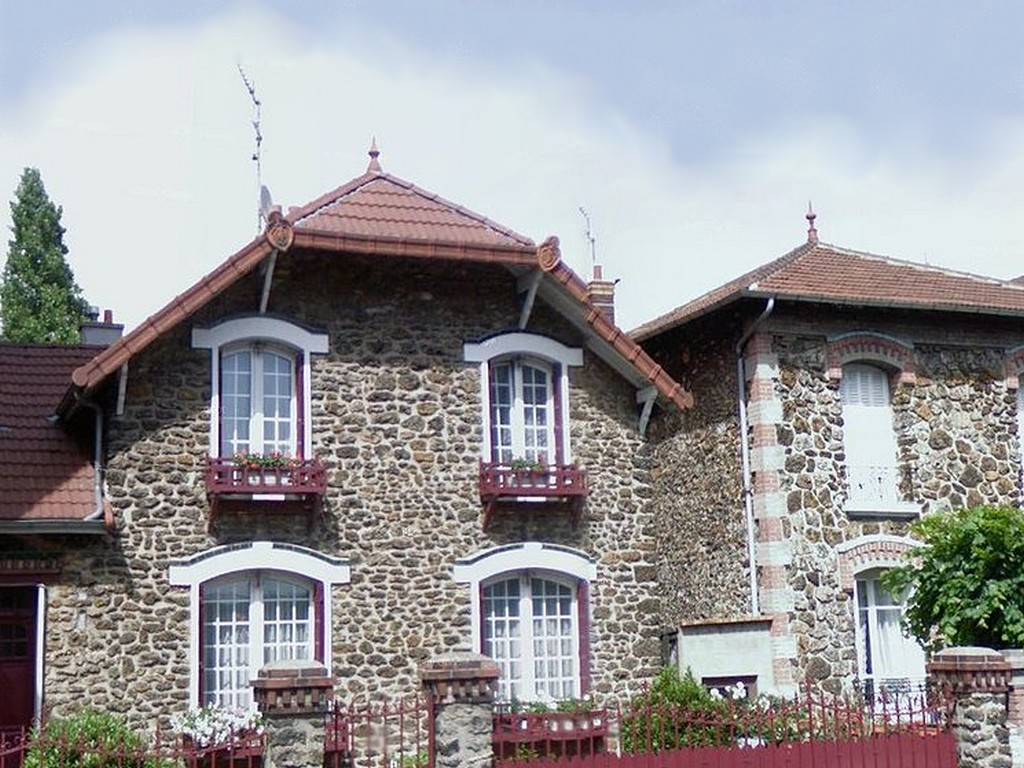
Maison en meulière sur l'avenue Marceau à Drancy
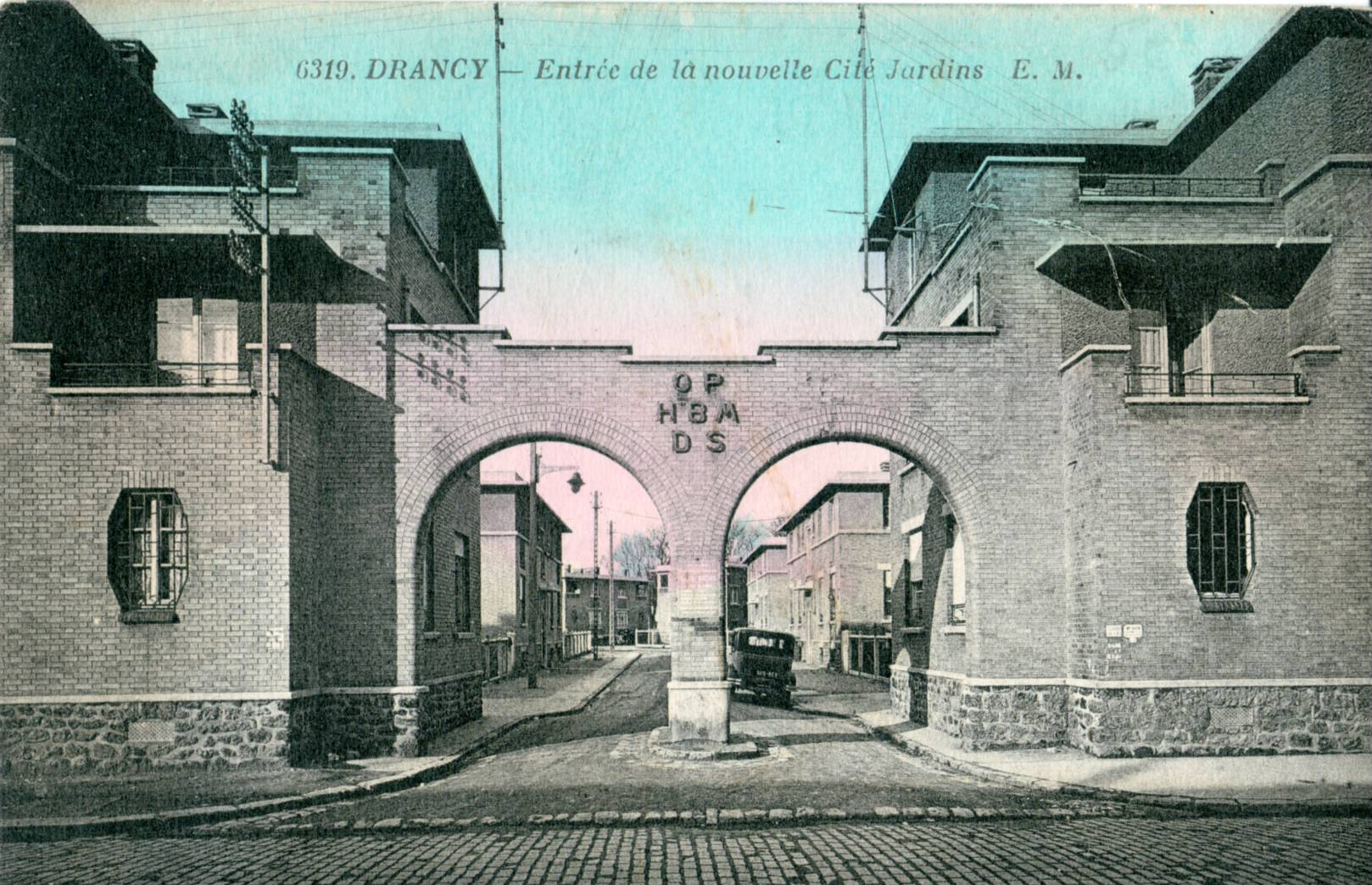
Entrée de la cité-jardin à Drancy
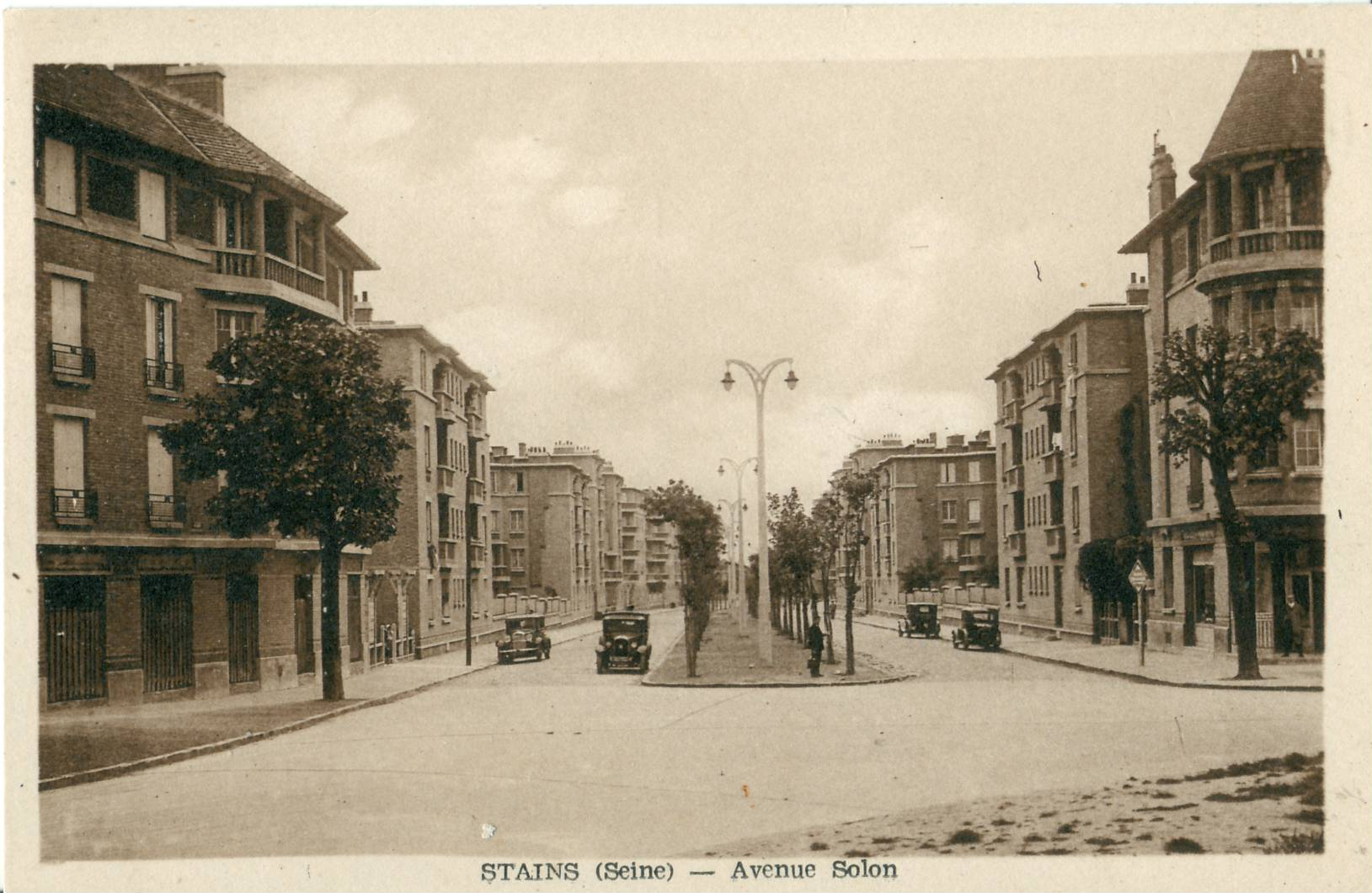
La cité-jardin de Stains

#### Architecture contemporaine
L'architecture contemporaine est bien représentée par certains quartiers de la ville nouvelle de Marne-la-Vallée à Noisy-le-Grand (« Les espaces d'Abraxas » construit de 1978 à 1983 par Ricardo Bofill, « Les Arènes de Picasso » construit en 1985 par Manolo Nuñez-Yanowsky), l'ancien siège de l'Humanité, construit par l'architecte Oscar Niemeyer de 1987 à 1989, acquis par l'État en janvier 2010 pour en faire, entre autres destinations, la sous-préfecture de l'arrondissement de Saint-Denis, ou la Bourse du travail de Saint-Denis, également conçue et réalisée par Oscar Niemeyer.

#### Architecture industrielle
De l'architecture industrielle, il reste de nombreux vestiges, souvent transformés après que l'activité industrielle est partie, comme les anciens Grands Moulins de Pantin, restructurés par le cabinet d'architectes Reichen et Robert pour accueillir BNP-Paribas Securities Services, les anciennes usines Ideal Standard à Aulnay-sous-Bois, qui accueillent la zone d'activités Chanteloup, ou les anciens ateliers Bouilhet-Christofle à Saint-Denis, qui ont accueilli un musée de l'orfèvrerie jusqu'en 2008, la Cité du cinéma, sur le site d'une ancienne centrale d'EDF à Saint-Denis, ou encore l'IUT de Bobigny, dans les bâtiments de l'ancienne imprimerie du journal L'Illustration, qui datent des années 1930.

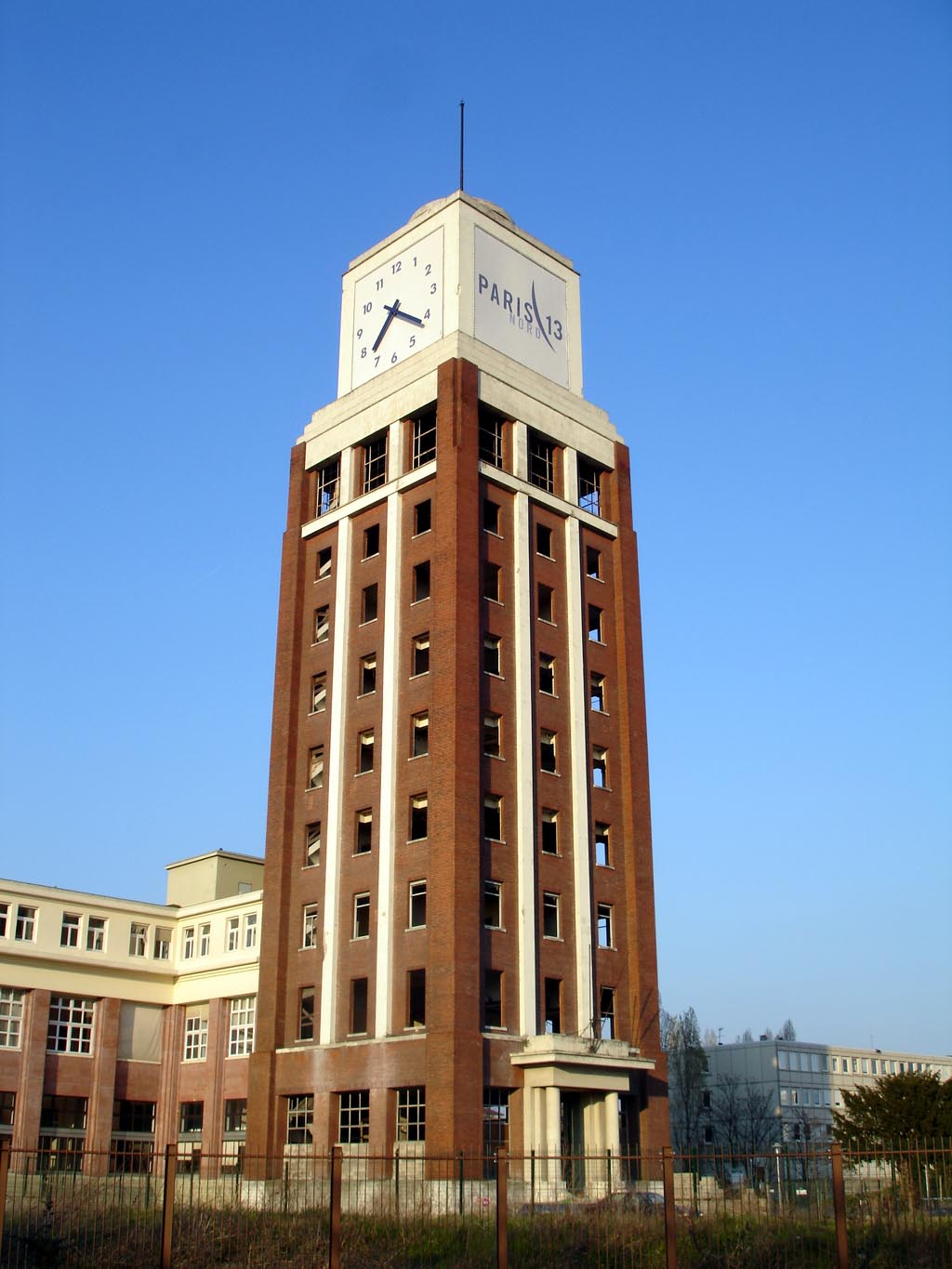
La tour de L’Illustration à Bobigny, aujourd'hui IUT dépendant de l'Université Paris 13 Nord.
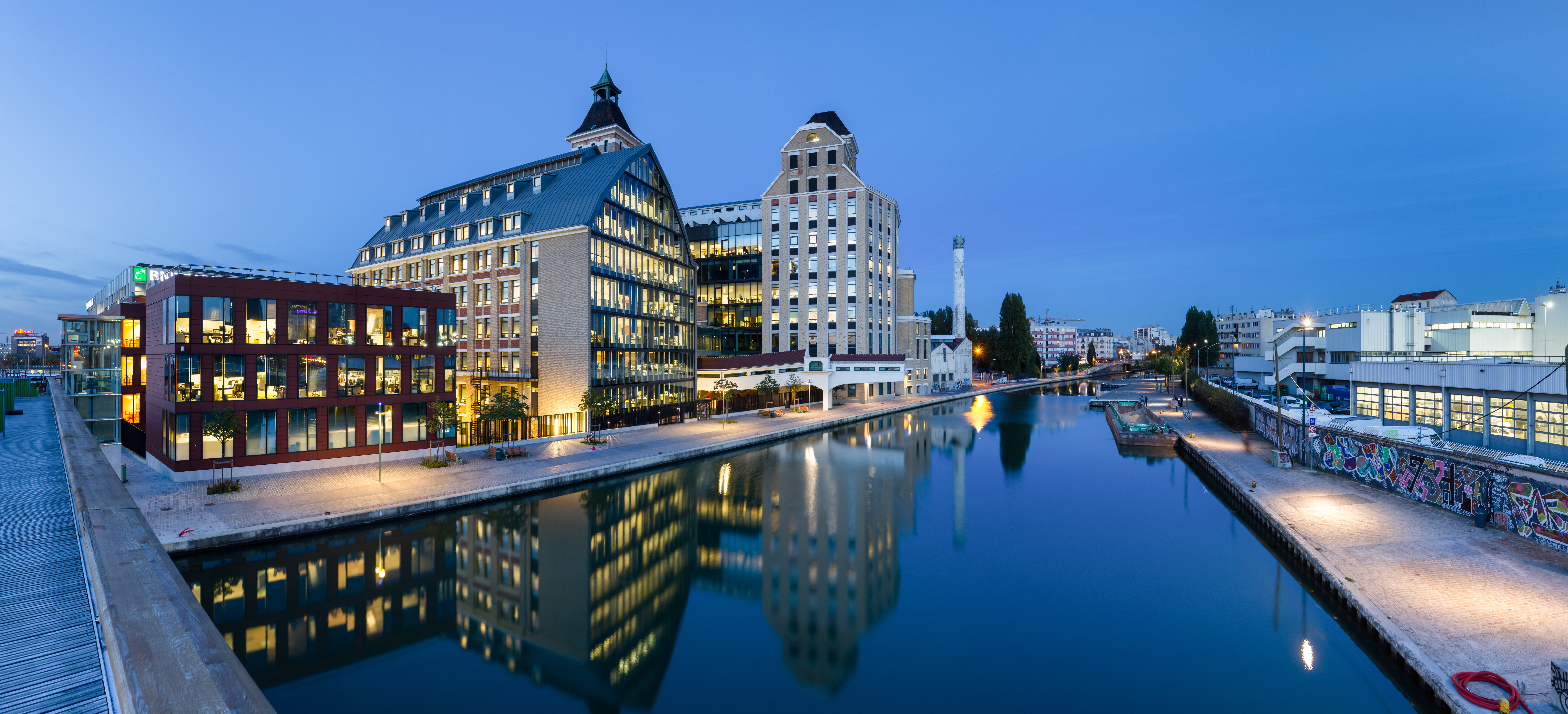
Les grands Moulins de Pantin, qui accueillent BNP Paribas Securities Services depuis 2009.

## Politique et administration

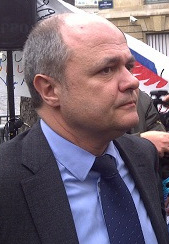
Bruno Le Roux, ici en 2012, conseiller général de 1992 à 1997, maire d'Épinay-sur-Seine de 1995 à 2001, député de 1997 à 2016, président du groupe socialiste à l'Assemblée nationale de 2012 à 2016, ministre de l'Intérieur de décembre 2016 à mars 2017.

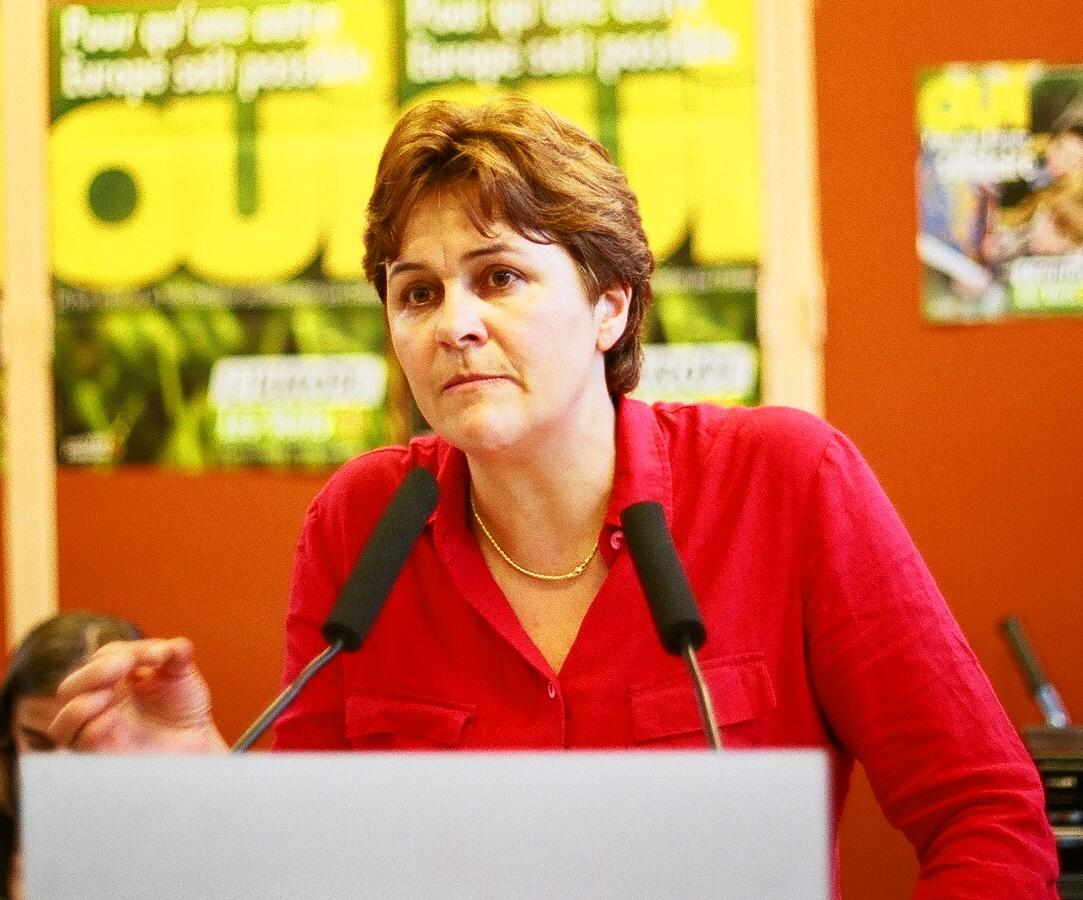
Dominique Voynet (ici en 2005), sénatrice de 2004 à 2011, maire de Montreuil de 2008 à 2014.

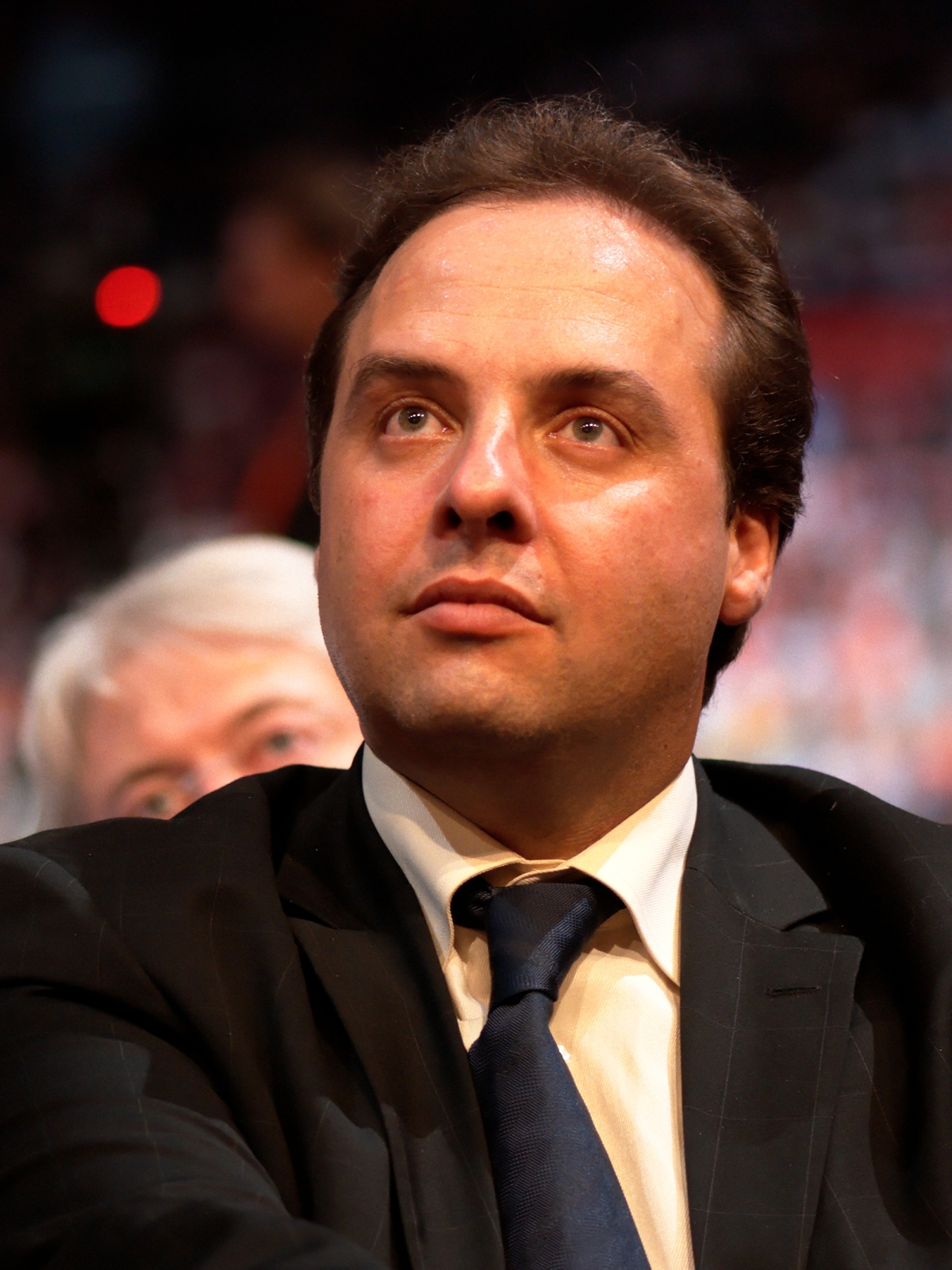
Jean-Christophe Lagarde, ici en 2007, député depuis 2002, maire de Drancy de 2001 à 2017, président de l'UDI.

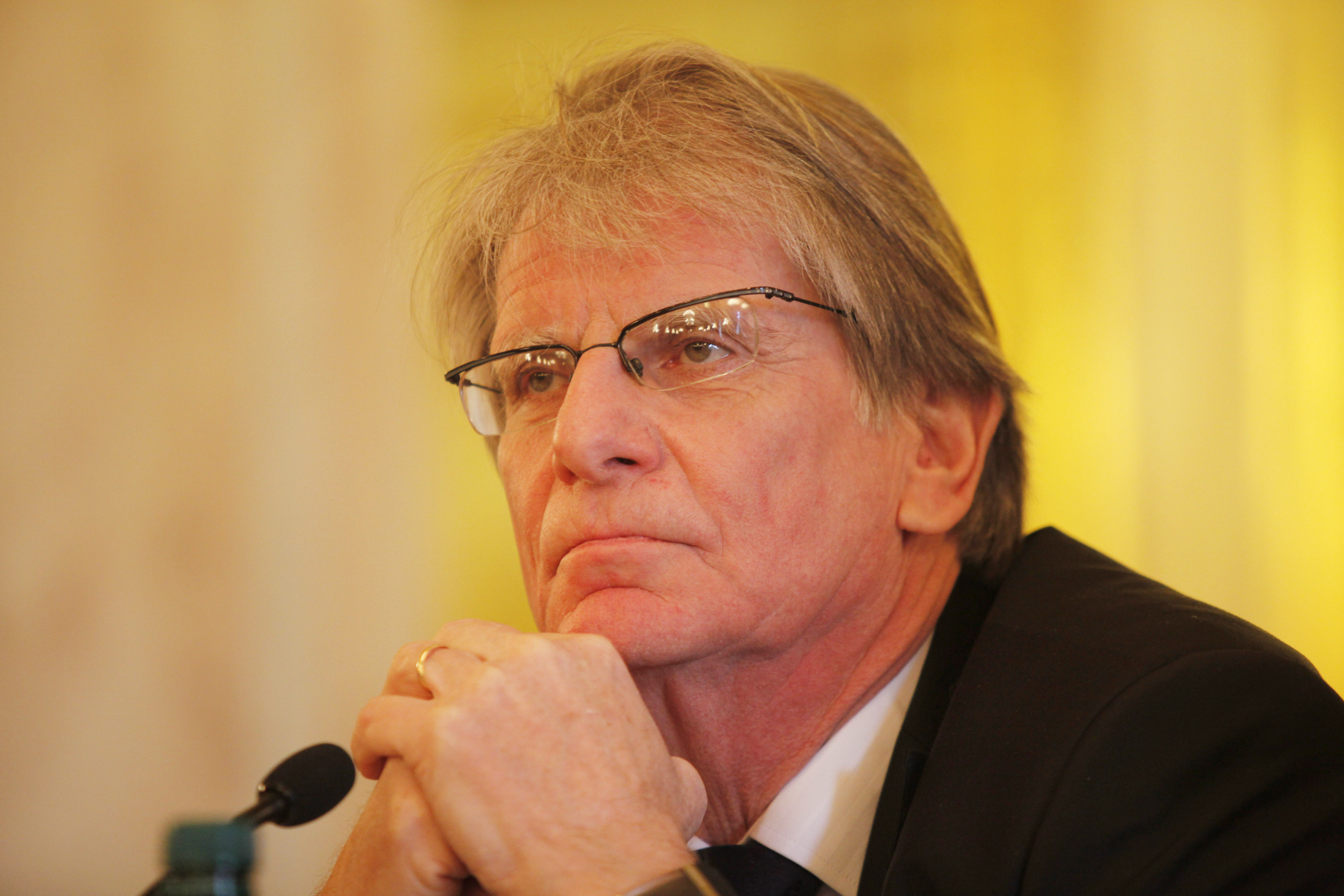
Patrick Braouezec, ancien chef de file des refondateurs communistes, est maire de Saint-Denis de 1991 à 2004, puis président de Plaine Commune de 2005 à 2020.

### Évolution politique
La Seine-Saint-Denis est l'un des départements qui constituaient la « ceinture rouge » historique de Paris. C'était un fief historique de la gauche, et en particulier du parti communiste, qui contrôle encore, avec ses alliés du Front de gauche, plusieurs grandes mairies du département (Montreuil, Tremblay-en-France, La Courneuve…). Mais, alors qu'il avait atteint son zénith après les élections municipales de 1977 (28 communes sur 40) et législatives de 1978 (9 députés sur 9), il a subi, depuis lors, une érosion continue de son audience électorale (7 communes contrôlées par le Front de gauche en 2014, dont 6 pour le seul PCF, 2 députés du Front de gauche sur 12 en 2012, dont 1 pour le seul PCF). Après y avoir disposé de la majorité absolue de 1967 à 2001, le PCF a détenu la présidence du conseil général de la Seine-Saint-Denis jusqu'en mars 2008, avec des personnalités comme Georges Valbon.
Aux élections municipales de 2001, le centre a conquis Épinay-sur-Seine et Drancy, respectivement sur le Parti socialiste et le PCF, alors que le PS gagnait Pantin sur le PCF et Les Lilas sur l'UDF, les Verts L'Île-Saint-Denis sur le PCF.
La situation au sein de la gauche a également évolué, avec un renforcement de l'influence du Parti socialiste, prenant notamment appui sur les divisions et divergences d'approche des élus et organisations communistes dans le département, comme sur son évolution sociologique et l'aggravation de la situation sociale de nombreuses cités. Ce processus s'est concrétisé avec le gain de la présidence du conseil général par le socialiste Claude Bartolone en mars 2008,, et par la domination du PS en matière de représentation parlementaire aux élections sénatoriales de 2011 et législatives de 2012.
Les élections municipales et cantonales de 2008 ont confirmé cet ancrage à gauche, principalement au profit du PS et des Verts, les premiers faisant basculer Aubervilliers, Aulnay-sous-Bois, Noisy-le-Sec et Pierrefitte-sur-Seine et les seconds Montreuil.
À l'issue des élections municipales de 2014, la droite et le centre détiennent pour la première fois la majorité des communes (21 sur 40) depuis la création du département, ce qui apparaît comme un bouleversement politique majeur. Si le PCF reprend Aubervilliers au PS et Montreuil aux écologistes, il perd ses fiefs du Blanc-Mesnil, de Bobigny et de Saint-Ouen au profit de la droite et du centre, de Bagnolet au profit du PS. Les socialistes et divers gauche perdent, quant à eux, Aulnay-sous-Bois, Livry-Gargan et Villepinte au profit de l'UMP. La droite élargit son implantation en emportant, de peu, la municipalité de Noisy-le-Grand aux dépens du PS lors d'élections municipales partielles en septembre 2015.
Lors des élections départementales de 2015, la gauche garde la majorité au conseil départemental de la Seine-Saint-Denis en remportant 12 cantons (7 pour l'alliance PS-EELV-PRG-MGC et 5 pour le Front de gauche) contre 9 pour la droite et le centre, le FN étant battu dans le seul canton où il avait pu se qualifier au second tour.
Lors des élections législatives et sénatoriales de 2017, le PS est en net recul (il perd l'ensemble de ses députés et ne conserve qu'un sénateur), au profit des formations politiques situées plus à gauche et plus à droite. Ainsi, sur le plan de la représentation parlementaire, le département compte, depuis 2017, 2 députés communistes, 5 députés de La France insoumise, 3 députés de La République en marche, 1 député de l'UDI et 1 député Les Républicains, ainsi que 2 sénateurs communistes, 1 sénateur socialiste, 1 sénateur UDI et 2 sénateurs LR.
Les élections municipales de 2020 sont marquées par une très forte abstenton, comprise entre 65% et 70% dans les plus grandes villes du département. Le scrutin est le théâtre un recul contrasté pour le Parti communiste français. Celui-ci est notamment défait dans les premières et troisièmes communes du département : Saint-Denis au profit du Parti socialiste et Aubervilliers au profit de l'Union des démocrates et indépendants. Ces échecs dans le secteur de Plaine commune s'accompagnent cependant de la reconquête de Bobigny et Noisy-le-Sec dans l'EPT d'Est Ensemble face à l'UDI. Le Parti socialiste sort quant à lui renforcé du scrutin, faisant basculer Saint-Denis et Saint-Ouen-sur-Seine, malgré une défaite à Bondy face à LR. Une "nouvelle vague rose" va jusqu'à être évoquée par certains observateurs. À droite, les résultats sont contrastés selon les enjeux locaux et les partis. L'Union des démocrates et indépendants, très implantée en Seine-Saint-Denis connaît un scrutin difficile avec trois défaites (Noisy-le-Sec, Bobigny, Saint-Ouen-sur-Seine) mais une victoire (Aubervilliers). Les Républicains gagnent la ville de Bondy mais perdent les communes de Villemomble et Dugny au profit de candidats divers-droite.
Lors des élections départementales de 2021, la majorité de gauche du président Stéphane Troussel est renforcée avec les gains des cantons Saint-Ouen-sur-Seine et Sevran, compensant une défaite au profit de la droite à Aubervilliers.
Le séquence politique 2022 est marquée par le retour d'un ancrage à gauche particulièrement fort du département dans un contexte d'abstention élevée. Aux présidentielles de 2022, Jean-Luc Mélenchon arrive très largement en tête avec 49,09% des suffrages exprimés, distançant largement Emmanuel Macron et Marine Le Pen, tous deux en recul. Aux élections législatives, l'alliance de gauche NUPES remporte tous les circonscriptions du département : sept reviennent à la La France insoumise (qui en gagne trois), deux sont conservées par le Parti communiste français alors que le Parti socialiste et le Parti ouvrier indépendant en gagnent chacun une. Cette hégemonie de la gauche pour la représentation du département à l'assemblée nationale est inédite depuis le "grand chelem" communiste de 1978. Le scrutin est cependant marqué par une abstention supérieure à 61% aux deux tours, largement supérieure à la moyenne nationale.

### Politique locale
Voir également :
- Liste des préfets de la Seine-Saint-Denis
- Liste des députés de la Seine-Saint-Denis
- Liste des sénateurs de la Seine-Saint-Denis
- Conseillers départementaux de la Seine-Saint-Denis
- Liste des maires de la Seine-Saint-Denis

Un grand nombre d'hommes politiques d'envergure nationale sont ou furent des élus de Seine-Saint-Denis.
Parmi ceux-ci, on peut ainsi citer, dans la liste des élus séquano-dionysiens ayant exercé des responsabilités ministérielles :
- les communistes :
  - Jack Ralite, ministre de la Santé de 1981 à 1983, puis ministre de l'Emploi de 1983 à 1984 ;
  - Marie-George Buffet, ministre de la Jeunesse et des Sports de 1997 à 2002 ;
  - Jean-Claude Gayssot, ministre de l'Équipement, des Transports et du Logement de 1997 à 2002 ;
- les socialistes :
  - Alain Calmat, ministre délégué à la Jeunesse et aux Sports de 1984 à 1986 ;
  - Marcel Debarge, secrétaire d'État au Logement de 1991 à 1992, puis ministre délégué à la Coopération et au Développement de 1992 à 1993 ;
  - Claude Bartolone, ministre délégué à la Ville de 1998 à 2002 ;
  - Élisabeth Guigou garde des Sceaux de 1997 à 2000, puis ministre de l'Emploi et de la Solidarité de 2000 à 2002 ;
  - Bruno Le Roux, ministre de l'Intérieur de décembre 2016 à mars 2017 ;
- La Verte
  - Dominique Voynet, ministre de l'Aménagement du territoire et de l'Environnement de 1997 à 2001 ;
- le divers gauche :
  - Olivier Klein, ministre délégué chargé de la Ville et du Logement de 2022 à 2023 ;
- les RPR :
  - Robert Pandraud, ministre délégué à la Sécurité de 1986 à 1988 ;
  - Éric Raoult, ministre délégué à la Ville et à l'Intégration de 1995 à 1997.

(Alain Calmat, comme Élisabeth Guigou et Dominique Voynet ont exercé des responsabilités ministérielles avant d'être élus en Seine-Saint-Denis.)

### Liste des présidents du conseil général, puis du conseil départemental
| Nom | Nom               | Nom               | Dates du mandat  | Dates du mandat  | Parti | Qualité                                         |
| --- | ----------------- | ----------------- | ---------------- | ---------------- | ----- | ----------------------------------------------- |
|     | Georges Valbon    |                   | 1967             | 1982             | PCF   | Maire de Bobigny                                |
|     | Jean-Louis Mons   |                   | 1982             | 1985             | PCF   | Maire de Noisy-le-Sec                           |
|     | Georges Valbon    |                   | 1985             | 1993             | PCF   | Maire de Bobigny                                |
|     | Robert Clément    |                   | 1993             | 2004             | PCF   | Maire de Romainville                            |
|     | Hervé Bramy       |                   | 2004             | 2008             | PCF   | Adjoint au maire du Blanc-Mesnil                |
|     | Claude Bartolone  | Claude Bartolone  | 2008             | 4 septembre 2012 | PS    | Ancien ministre, député de la Seine-Saint-Denis |
|     | Stéphane Troussel | Stéphane Troussel | 4 septembre 2012 | En cours         | PS    | Adjoint au maire de La Courneuve                |

### Découpage administratif
La préfecture de la Seine-Saint-Denis se situe à Bobigny, chef-lieu du département. Le département comprend deux sous-préfectures, l'une à Saint-Denis, l'autre au Raincy.
Un an après la création en 2016 des établissements publics territoriaux, six villes ont changé de sous-préfecture de rattachement en janvier 2017 (Drancy, Le Bourget et Dugny pour l'EPT Paris-Terres d'Envol, ainsi que  Rosny-sous-Bois, Villemomble et Pavillons-sous-Bois pour l'EPT Paris-Grand Est quittent le giron de la préfecture pour rejoindre la sous-préfecture de l'arrondissement du Raincy).
Le département est composé de 3 arrondissements (Bobigny, Saint-Denis et Le Raincy), 21 cantons et, depuis le 1er janvier 2025, 39 communes. En effet, à cette date, Pierrefitte-sur-Seine a fusionné au sein de Saint-Denis, qui a pris le statut de commune nouvelle. Le nombre de communes du département a donc été réduit de 40 à 39.
La composition communale des arrondissements de Bobigny et du Raincy a été modifiée en 2017 pour tenir compte de celle des établissements publics territoriaux de la métropole du Grand Paris.
Arrondissement de Saint-Denis
1. Aubervilliers
2. La Courneuve
3. Épinay-sur-Seine
4. L'Île-Saint-Denis
5. Saint-Denis (chef-lieu d'arrondissement et siège de l'EPT Plaine Commune), qui intègre au 1er janvier 2025 Pierrefitte-sur-Seine, devenue commune déléguée
6. Saint-Ouen-sur-Seine
7. Stains
8. Villetaneuse

Arrondissement de Bobigny
1. Bagnolet
2. Bobigny (chef-lieu du département et d'arrondissement)
3. Bondy
4. Les Lilas
5. Montreuil
6. Noisy-le-Sec
7. Pantin
8. Le Pré-Saint-Gervais
9. Romainville (siège de l'EPT Est Ensemble)

Arrondissement du Raincy
1. Aulnay-sous-Bois (siège de l'EPT Paris Terres d'Envol)
2. Le Blanc-Mesnil
3. Le Bourget
4. Clichy-sous-Bois
5. Coubron
6. Drancy
7. Dugny
8. Gagny
9. Gournay-sur-Marne
10. Livry-Gargan
11. Montfermeil
12. Neuilly-Plaisance
13. Neuilly-sur-Marne
14. Noisy-le-Grand (siège de l'EPT Grand Paris - Grand Est)
15. Les Pavillons-sous-Bois
16. Le Raincy (chef-lieu d'arrondissement)
17. Rosny-sous-Bois
18. Sevran
19. Tremblay-en-France
20. Vaujours
21. Villemomble
22. Villepinte

Sur le plan électoral, le département est divisé en 12 circonscriptions législatives.

### Communes et intercommunalités

#### Intercommunalités
Dans le cadre de la métropole du Grand Paris, toutes les communes de la Seine-Saint-Denis sont insérées dans l'un des quatre établissements publics territoriaux (EPT) suivants :
- T6 : établissement public territorial Plaine Commune, qui regroupe les communes de l'ancienne communauté d'agglomération, et dont le siège est fixé par décret no 2015-1659 du 11 décembre 2015 à Saint-Denis ; il est peuplé de 451 934 habitants en 2021. Depuis la création de la commune nouvelle de Saint-Denis le 1er janvier 2025, il regroupe huit communes.
- T7 : établissement public territorial Paris Terres d'Envol, qui regroupe huit communes du nord-est du département (celles des anciennes communautés d'agglomération de l'aéroport du Bourget et Terres de France, ainsi qu'Aulnay-sous-Bois et Le Blanc-Mesnil), situées dans l'orbite des aéroports, et dont le siège est fixé par décret no 2015-1660 du 11 décembre 2015 à Aulnay-sous-Bois ; il est peuplé de 369 756 habitants en 2021.
- T8 : établissement public territorial Est Ensemble, qui regroupe les neuf communes de l'ancienne communauté d'agglomération, et dont le siège est fixé par décret no 2015-1661 à Romainville ; il est peuplé de 439 276 habitants en 2021.
- T9 : établissement public territorial Grand Paris - Grand Est regroupant quatorze communes de l'est et du sud-est du département (Clichy-sous-Bois, Coubron, Gagny, Gournay-sur-Marne, Livry-Gargan, Montfermeil, Neuilly-Plaisance, Neuilly-sur-Marne, Noisy-le-Grand, Les Pavillons-sous-Bois, Le Raincy, Rosny-sous-Bois, Vaujours, Villemomble), dont le siège est fixé par décret no 2015-1662 du 11 décembre 2015 à Noisy-le-Grand ; il est peuplé de 407 704 habitants en 2021.

##### Anciennes intercommunalités
Le département de la Seine-Saint-Denis comprenait, au début de l'année 2014, 5 communautés d'agglomération regroupant 26 communes sur les 40 du département. Ces communautés d'agglomération ont été dissoutes le 31 décembre 2015, en raison de la mise en place de la métropole du Grand Paris, le 1er janvier 2016.
Communauté d'agglomération de Clichy-sous-Bois Montfermeilcommunauté de communes créée par arrêté préfectoral du 22 décembre 1997, transformée en communauté d’agglomération par arrêté préfectoral du 29 décembre 2000, 56 771 habitants, 2 communes membres (Clichy-sous-Bois, Montfermeil).
Communauté d'agglomération Plaine Communecommunauté de communes créée par arrêté préfectoral du 3 novembre 1999, transformée en communauté d’agglomération par arrêté préfectoral du 27 décembre 2000, 411 367 habitants, 9 communes membres (Aubervilliers, La Courneuve, Épinay-sur-Seine, Île-Saint-Denis, Pierrefitte-sur-Seine, Saint-Denis, Saint-Ouen-sur-Seine, Stains, Villetaneuse). Saint-Ouen a rejoint la communauté d'agglomération le 1er janvier 2013.
Communauté d'agglomération de l'aéroport du BourgetLa Communauté de communes de l'aéroport du Bourget créée fin 2006 sous le nom de « Communauté de communes Drancy-Le Bourget », qui regroupait alors ces deux villes, et qui s'est étendue, au 1er janvier 2009, à la ville de Dugny, a été transformée en communauté d'agglomération (92 813 habitants) à partir du 1er janvier 2010.
Communauté d'agglomération Terres de Francecréée par arrêté préfectoral du 29 août 2009 et effective au 1er janvier 2010, 119 343 habitants, 3 communes membres (Sevran, Villepinte, Tremblay-en-France). Elle s'est appelée « Communauté d'agglomération Plaine de France » jusqu'en janvier 2011.
Communauté d'agglomération Est Ensemblecréée par arrêté préfectoral du 17 décembre 2009 et effective au 1er janvier 2010, 399 300 habitants, 9 communes membres (Bagnolet, Bobigny, Bondy, Les Lilas, Montreuil, Noisy-le-Sec, Pantin, Le Pré-Saint-Gervais, Romainville).

## Sécurité et police

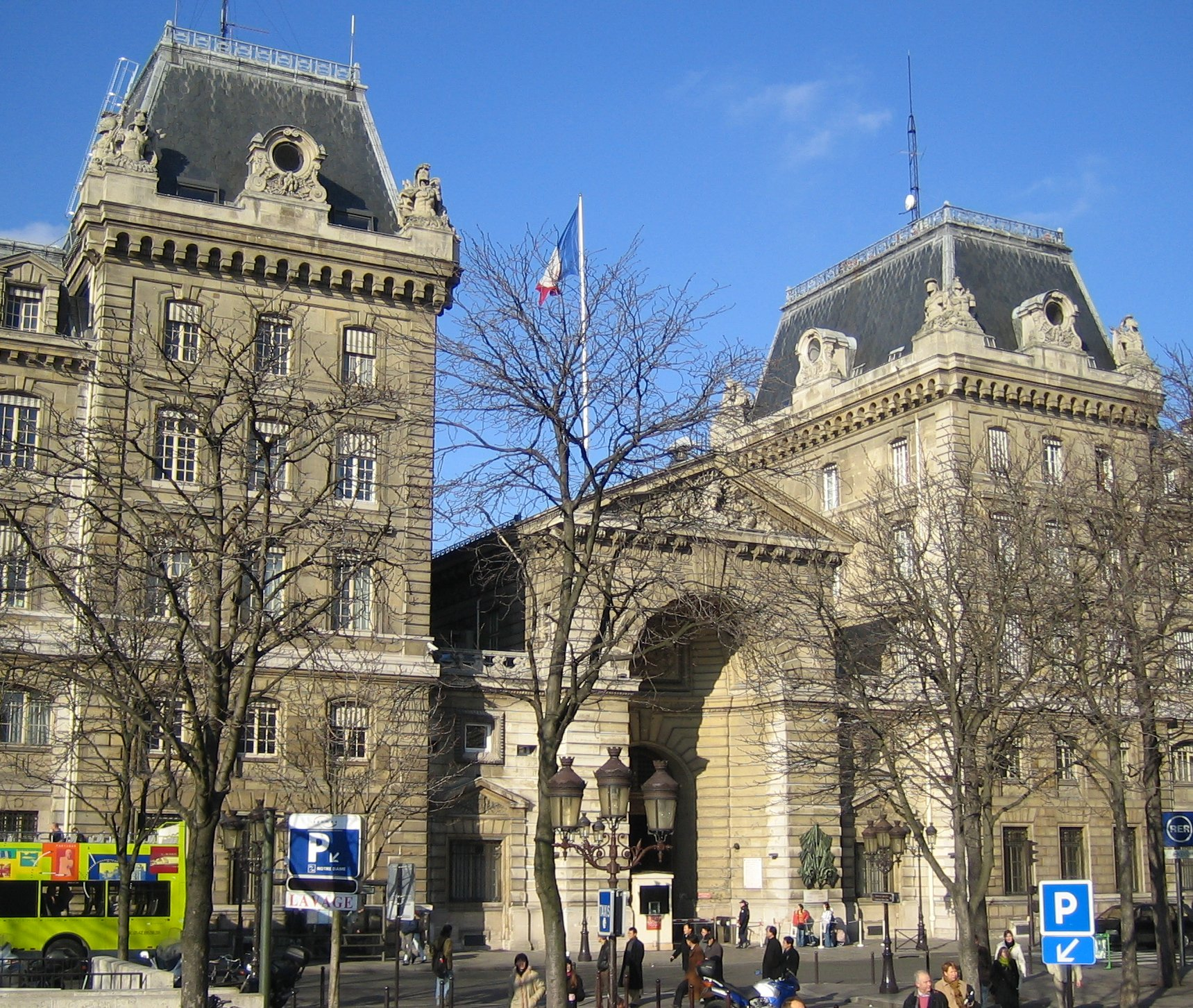
Préfecture de police de Paris

Tout comme pour Paris, mais aussi pour les Hauts-de-Seine et le Val-de-Marne, la sécurité et la police ne dépendent pas en Seine-Saint-Denis des maires ou du préfet, mais de la préfecture de police de Paris,.

### Sécurité et délinquance
Le département de la Seine-Saint-Denis a un taux de criminalité élevé, 91,1 crimes et délits pour 1 000 habitants en 2012,. La moyenne nationale est de 62,17 pour 1 000, taux toutefois à nuancer puisque la criminalité est généralement plus élevée dans les grandes villes et leur banlieue. Cependant, les taux pour les départements voisins tels que les Hauts-de-Seine, le Val-de-Marne et le Val-d'Oise sont respectivement de 60,5 ‰, de 66 ‰ et de 74,1 ‰.
Dans les statistiques du palmarès de la violence en France, les sept premières villes sont issues de Seine-Saint-Denis (Saint-Denis, Saint-Ouen-sur-Seine, Montfermeil, Stains, La Courneuve, Clichy-sous-Bois, Aulnay-sous-Bois) et on trouve Bobigny au 8e rang national ; soit huit villes séquano-dyonisiennes présentes dans les dix circonscriptions de police ayant le taux de violence le plus élevé.
Saint-Denis tient d'ailleurs le record du plus haut taux de violence en France et en Europe (31,27 crimes et délits pour 1000 habitants alors que la moyenne nationale est de 6 pour 1000) avec notamment 1 899 vols violents et 1 031 agressions par an de 1993 à aujourd'hui[réf. nécessaire]. - (ce qui équivaut à 5 larcins et à un peu moins de 3 agressions par jour).
Au sein même du département il y a de nombreuses disparités, alors que le taux de criminalité de la circonscription de Saint-Ouen-sur-Seine est de 153,39 pour 1 000, celui de la circonscription de Gagny est de 62,53 pour 1 000. En passant par celle de Bobigny et celle d'Aulnay-sous-Bois ayant un taux d'environ 105 pour 1 000, puis celle de Livry-Gargan avec un taux moyen de 84,5 ‰.
À Paris, les cas de violences sexuelles sont au nombre de 1 413 en 2008 soit 0,6 ‰, la ville se place en 2de position du plus fort taux. En Seine-Saint-Denis, les cas sont de 730 soit 0,5 ‰ et se place en 16e position. Quant aux violences physiques crapuleuses ou non, on dénote 23 128 cas en Seine-Saint-Denis contre 27 857 à Paris,. Et pour les menaces de violences en 2008, 3 839 cas sont constatés en Seine-Saint-Denis, contre 5 165 à Paris. De la même manière, en 2008, pour les atteintes aux biens (vols sans violence, dégradations et destructions) la Seine-Saint-Denis est le troisième département le plus touché, après les Bouches-du-Rhône et Paris. Cependant, Paris étant l'une si ce n'est la ville la plus touristique du monde, ses taux sont à nuancer. On peut en dire de même de Saint-Ouen-sur-Seine qui voit sa population multiplier par quatre lors du marché aux puces.
Entre 2007 et 2008, on distingue en Seine-Saint-Denis une diminution des cas de violences physiques et des menaces, alors qu'à Paris sur la même période on aperçoit une hausse des cas. Les atteintes aux biens sont aussi en baisse.
L'insécurité s'est aggravée sur certaines lignes de bus, nécessitant leur escorte ou leur déviation de certains quartiers (lignes 148 et 620 au quartier des Tilleuls au Blanc-Mesnil, incendie d'un bus à Tremblay-en-France en 2010).
Pour faire face à l'insécurité, à la délinquance, au terrorisme et à l'incivilité, plusieurs municipalités ont créé ou renforcé des polices municipales armées ou non, ou (et) soutenu des réseaux officiels de vigilance citoyenne. Parfois et même souvent, en liaison avec les forces de la Police Nationale et de la Gendarmerie Nationale. Il est également fait appel à des sociétés privées de contrôle, de surveillance et de protection.

### Sécurité routière
Malgré une légère augmentation du nombre des accidents corporels et des blessés, on constate une
diminution significative des tués.
|                      | 2004  | 2005  | 2006  |
| -------------------- | ----- | ----- | ----- |
| 0Accidents corporels | 2 700 | 2 736 | 2 787 |
| 0Blessés             | 3 193 | 3 177 | 3 297 |
| 0Tués                | 48    | 46    | 39    |

### Maison d'arrêt
Maison d'arrêt de VillepinteLa Maison d'arrêt de Villepinte offre une capacité de 588 places, avec un quartier pour hommes majeurs et un quartier pour mineurs. La seule maison d'arrêt de la Seine-Saint-Denis a été mise en service au lieu-dit « Les Fossettes » à Villepinte, en 1991. Elle a été construite, au même titre que les maisons d'arrêt d'Osny-Pontoise (Val-d'Oise) en 1990 et de Nanterre (Hauts-de-Seine) en 1991, pour répondre aux besoins liés à l'augmentation de la population carcérale en Île-de-France, dans le cadre du programme d'équipement en prisons décidé par Albin Chalandon, alors garde des Sceaux, ministre de la Justice du gouvernement de Jacques Chirac (1986-1988).
Centre de semi-liberté de GagnyLe Centre de semi-liberté de Gagny, ouvert en 1986, offre une capacité de 48 places : c'est un établissement pénitentiaire qui reçoit les personnes condamnées admises au régime de semi-liberté ou de placement à l'extérieur.